# السياحة في الأردن
تُعتبر السياحة في الأردن من أهم القطاعات في اقتصاد البلاد، حيث تُشكل 13% من الناتج المحلي الإجمالي. كما تصل عائداتها إلى نحو 4.3 مليارات دولار سنويًا، إذ زار الأردن عام 2014 حوالي 5.3 مليون سائح من مختلف أنحاء العالم.
كما يُعتبر الأردن أحد أهم مناطق الجذب السياحي في الشرق الأوسط. ويعود ذلك أساسًا إلى أهميته الدينيّة والتاريخيّة. ويتمتع الأردن بمواصفات أخرى تجعله مقصدًا للسيّاح والزوّار من مختلف أنحاء العالم طوال السنة، خاصةً فيما يخص السياحة العلاجية، إذ يُعتبر الخامس في العالم في هذا المجال. كما تتمتع البلاد بتضاريس شديدة التنوع، وهي عبارة عن جسر يربط بين قارات أفريقيا وآسيا، وأوروبا، ما كان له تأثير كبير على مجرى تاريخه.
يمتاز الأردن بتنوع المقومات السياحية، وذلك لتوافر أماكن الجذب السياحي، مثل المواقع الأثرية. كما تتنوع مجالات السياحة في البلاد، مثل السياحة الثقافية والدينية والترفيهية والعلاجية وسياحة المغامرات، وغيرها. ويوجد في المملكة أكثر من 300 فندقًا مُصنفًا وغير مُصنف، من بينها 100 فندق من فئة 3 نجوم فما فوق، ويبلغ عدد الغرف الفندقية نحو 23 ألف غرفة فندقية. وتتنوع تصنيفات الفنادق بين فنادق فئة خمس نجوم بالدرجة الأولى والنجمة، وبلغ حجم الاستثمار في قطاع الفنادق في المملكة نحو 3.4 مليار دينار حتى العام 2010، وفقًا لجمعية فنادق المملكة.
من جهة أخرى، يساعد التنوع المناخي في الأردن، رغم صغر مساحته، على تعدد أشكال السياحة. حيث يُعدّ مناخ البلاد مزيجًا من مناخيّ حوض البحر الأبيض المتوسط والصحراء. وبشكل عام، فإن الطقس حار وجاف في الصيف ولطيف ورطب في الشتاء.
يشار إلى أنه يُقام سنويًا يوم للسياحة الأردنية في 12 أيار/ مايو من كل عام برعاية من وزارة السياحة والآثار الأردنية، وبالتعاون مع عدد من الجهات الحكومية والخاصة الأخرى.

## تاريخ

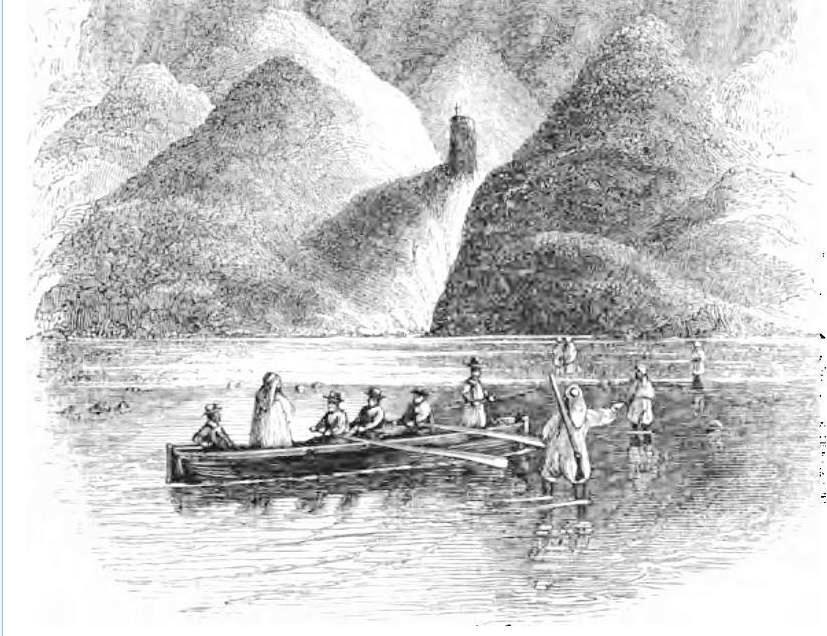
قارب بعثة الاستكشاف الأمريكية بقيادة وليم فرانسيس لنش في البحر الميت، 1848. وتبدو خلفه تلال الملح.

بدأ الاهتمام الغربي باستكشاف الأردن، وخصوصًا نهر الأردن والبحر الميت والبتراء وجرش ومادبا، منذ بداية القرن التاسع عشر. بالنسبة لمنطقة نهر الأردن والبحر الميت، فقد زارت المنطقة بعثة أمريكية برئاسة الضابط وليم فرانسيس لنش عام 1848 لأهداف اقتصادية وعلمية ودينية. وتنبع أهمية هذه البعثة من كونها أول بعثة أمريكية ناجحة أُرسلت إلى وادي الأردن، حيث أبدى لنش اهتمامًا واضحًا بالمنطقة، وذلك بدراسة إمكانياتها المائية والمعدنية؛ كما دعى إلى توطين اليهود في الأردن وفلسطين قبل أكثر من قرن ونصف.

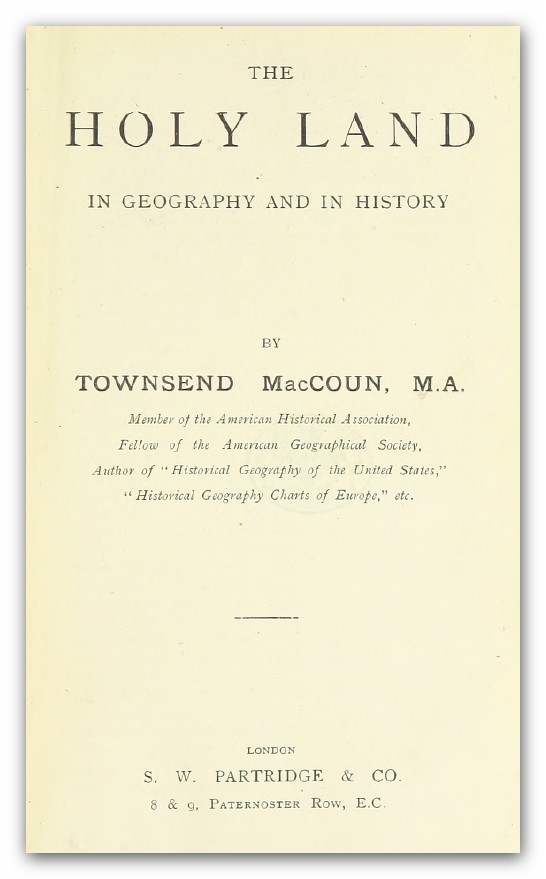
كتاب الأرض المقدسة (1899)، من أوائل الكتب الغربية عن السياحة بالأردن.

لم تكن بعثة لنش البعثة الغربية الأولى إلى منطقة وادي الأردن، حيث زار الأيرلندي كرستوفر كوستغان وادي الأردن عام 1835، لكنه مات بعد دخوله البحر الميت. وقبل مجيء لنش بقليل، وتحديداً عام 1847، زار الإنجليزي توماس مولينكس، من البحرية الملكية البريطانية، المنطقة لاستكشاف البحر الميت، لكنه مات بعد أسبوعين من إتمام مهمته. ويظهر أن لنش كان مدركًا للصعوبات والأخطار التي مر بها سابقوه، لذلك نزل في مدينة عكا على الشاطئ الشمالي لفلسطين في 4 نيسان/أبريل 1848، حيث أحاط السكان المحليون بالبعثة الأمريكية، وقطع بعدها لنش ورفاقه مسافة 25 ميلاً من شاطئ البحر المتوسط عبر الجليل في خمسة أيام.
بدأ لنش رحلته من بحيرة طبريا عبر نهر الأردن إلى البحر الميت، حيث استغرقت الرحلة ثلاثة شهور. وبعد وصول لنش للبحر الميت في نيسان 1848، أثرت طبيعة التربة ومنظرها العام في نفسه سلبًا، على الاهتمامات المستقبلية للمنطقة، فالملح الخارج عن البحر الميت مغطيًا الحجارة، وطبيعة النباتات في المنطقة شكّلا نقاطًا لتساؤلات مفيدة. كما رأى أن المساحات المحيطة بوادي الأردن وخاصة على الجانب الشرقي منه كانت جافة وصلبة. وخلال جولة لنش في البحر الميت التي استمرت ثلاثة أسابيع رسم بعض الخرائط لشواطئ البحر، واستكشف المرتفعات المحيطة به.

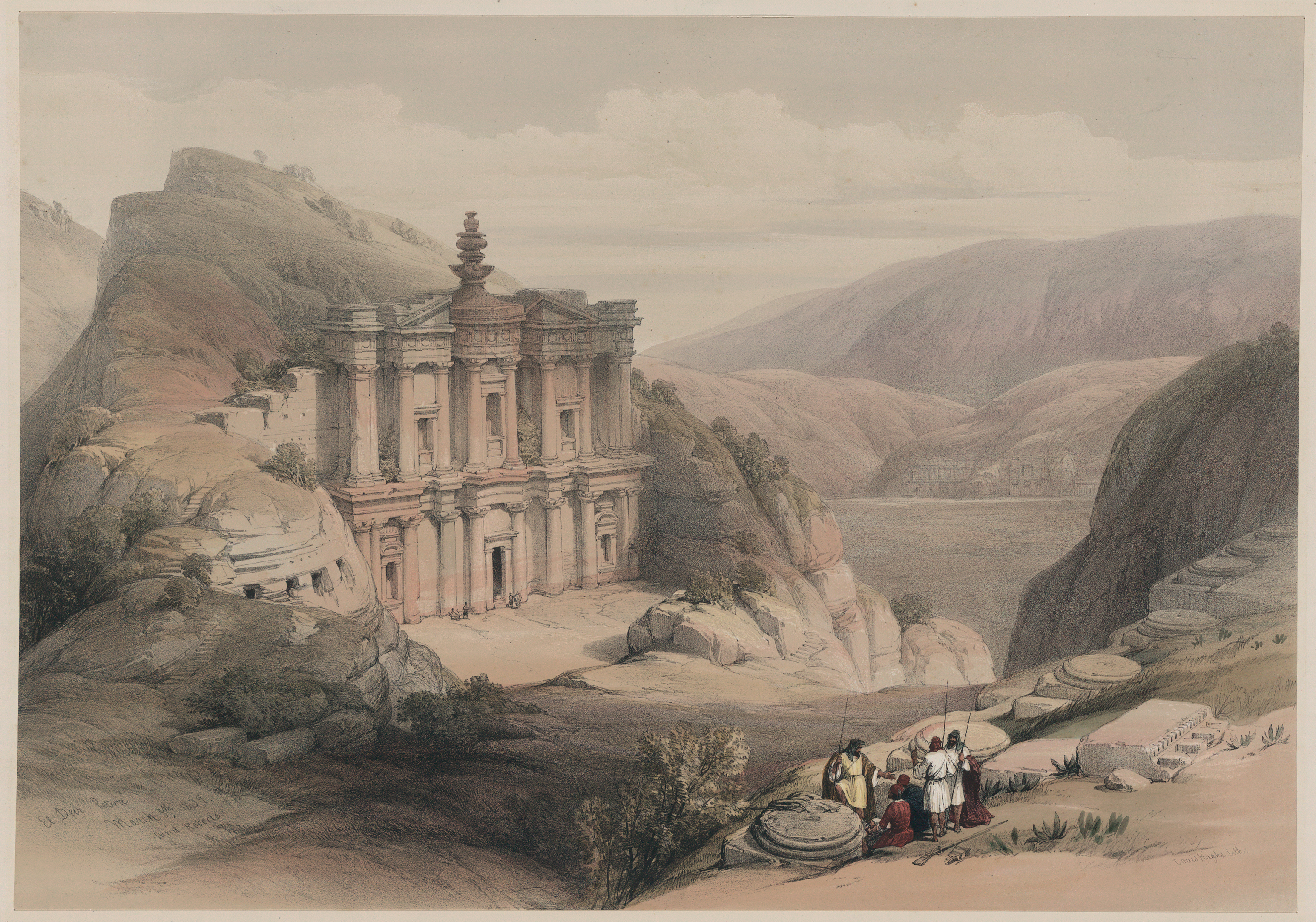
لوحة ديفيد روبرتس لسكان البترا 1839.

من جانب آخر، بقي موقع البتراء، أهم المواقع الأثرية في الأردن، غير مكتشف للغرب طيلة الفترة العثمانية، حتى أعاد اكتشافها المستشرق السويسري يوهان لودفيغ بركهارت عام 1812، الذي تعلّم اللغة العربية، ودرس الإسلام في سوريا، وجاء إلى البتراء مدعيًا بأنه مسلم من الهند بعد أن تنكّر بزي إسلامي، وهدفه تقديم أضحية إلى النبي هارون؛ وبذلك سمح له السكان المحليون بالدخول إلى المدينة الوردية. وقد احتوى كتابه المطبوع عام 1828 والمعروف باسم «رحلات في سوريا والديار المقدسة» على صور للبتراء. لقد أصبح المجتمع الغربي على علم بوجود البتراء بشكل أساسي من خلال قصص جون وليام برغن الدينية، حين وصفها بأنها «مدينة وردية قديمة بقدم الزمن». لكنه نفسه، مثل كثير من معاصريه، لم يقوموا بزيارة البتراء أبدًا. حيث كانوا يعلمون عن البتراء عبر رسومات الليثوغرافيا التي رسمها الفنان الإسكتلندي ديفيد روبرتس للبتراء ومنطقة وادي موسى أثناء زيارته عام 1839، والتي تجاوز عددها عشرين لوحة ليثوغرافية. وقد طبع العديد منها ما أعطى البتراء شهرة عالمية. وقد نشرها في كتابه «مصر وسوريا وفلسطين» في عام 1839. ويوجد للبتراء العديد من اللوحات والصور الأخرى التي تعود للقرن التاسع عشر مما يدل على مدى الاهتمام الذي أضفاه إعادة اكتشافها على أوروبا في ذلك الوقت. من الأعمال المشهورة للبتراء، لوحة فنية بالألوان المائية لمناظر البتراء للفنان شرانز حوالي 840. وأول خارطة مخطوطة للبتراء باللغة الإنجليزية من رسم الرحالة لابودي حوالي عام 1830، وصور من تصوير فريت عام 1830.
 في عام 1868، تم تشكيل قافلة من الرسامين الفرنسيين للذهاب إلى سيناء والفيوم والبتراء، لكن النتيجة كانت مخيبة للآمال، حيث منعتهم الأمطار الغزيرة من إكمال رحلتهم. ولقد قام الفنان البلجيكي تانتان بكتابة كتاب مصور عن البتراء، ولكن موقع الصور لم يكن في الأردن، حيث كان في دولة إفتراضية أسماها "Khemed74".
أما جرش، فقد أدت الزلازل المتلاحقة ومعها الحروب والفتن التي ضربت المنطقة لاحقًا إلى دمار كبير فيها أسهم في خرابها، وبقيت أنقاضها مطمورة في التراب مئات السنين إلى أن اكتشفها سائح ألماني سنة 1806، ليبدأ التنقيب عنها وإعادة الحياة إليها لتنهض جرش الحالية. في مادبا، تم بناء عدة كنائس مهمة في القرن التاسع عشر حول أماكن أثرية مهمة فيها، مثل كنيسة القديس جاورجيوس التي بُنيت فوق خارطة مادبا الأثرية، وكنيسة ومزار قطع رأس يوحنا المعمدان، التي بُنيت فوق آثار مؤابية، وهي أقدم كنيسة تُقام فيها الشعائر الدينية، ويزورها السياح في مادبا منذ تأسيسها حتى اليوم دون انقطاع.

## الثقافة الأردنية

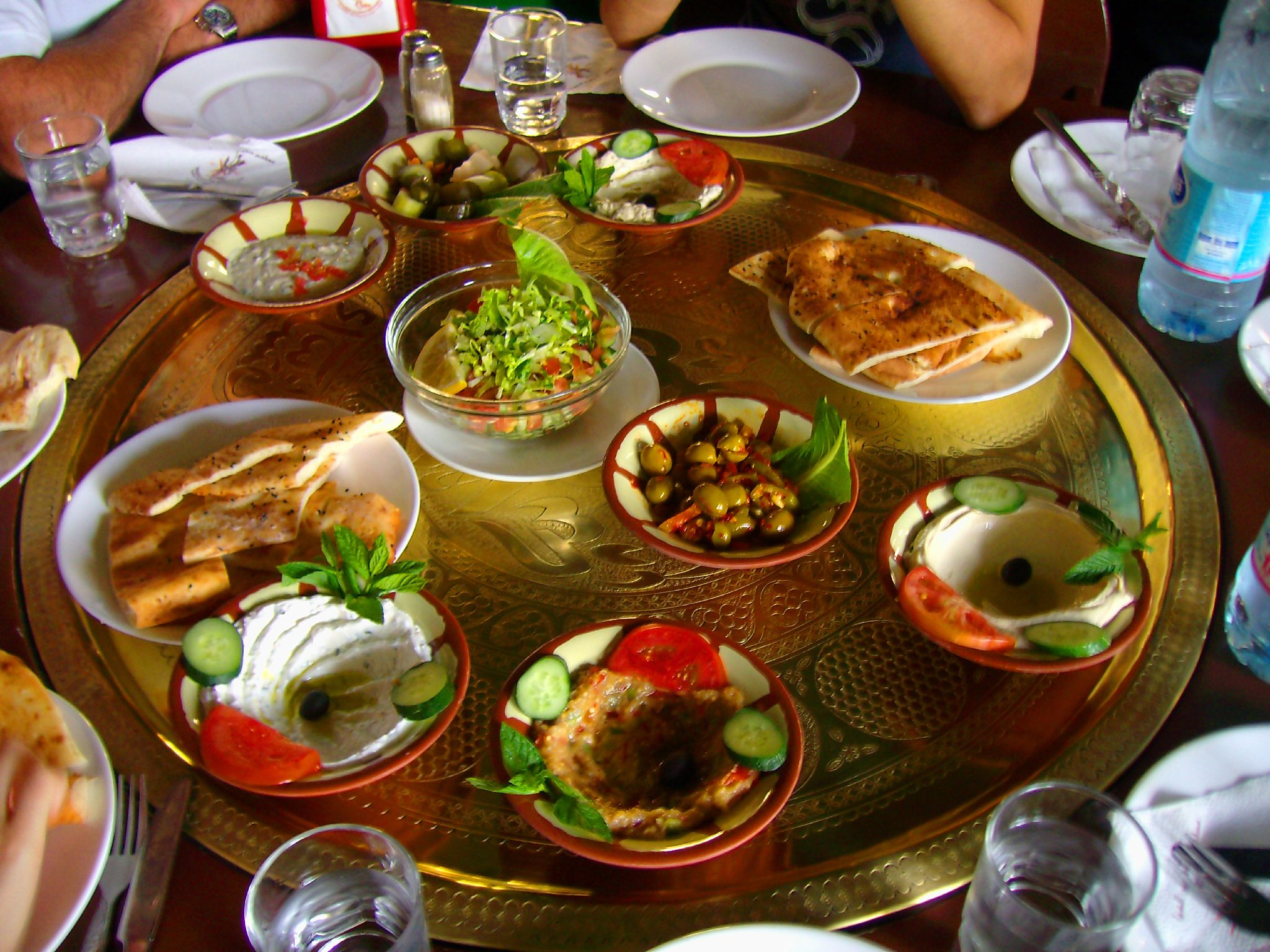
مقبلات تقدم في البتراء، الأردن.

سيجد الزائر في الأردن العادات العربيّة السائدة في بلاد الشام والمنطقة بشكل عام، إذ أن العادات المتعلقة بالكرم وحسن المعاملة للضيف، والمعاملة ما بين الأشخاص، وغيرها لا يوجد فيها الكثير من الاختلاف ما بين الأردن وباقي الدول العربية. إلا أنه مما يميز الأردن هو التجانس والتمازج ما بين ثقافته وثقافة البلاد والمناطق المحيطة به، كفلسطين وسوريا والعراق والحجاز ومصر.

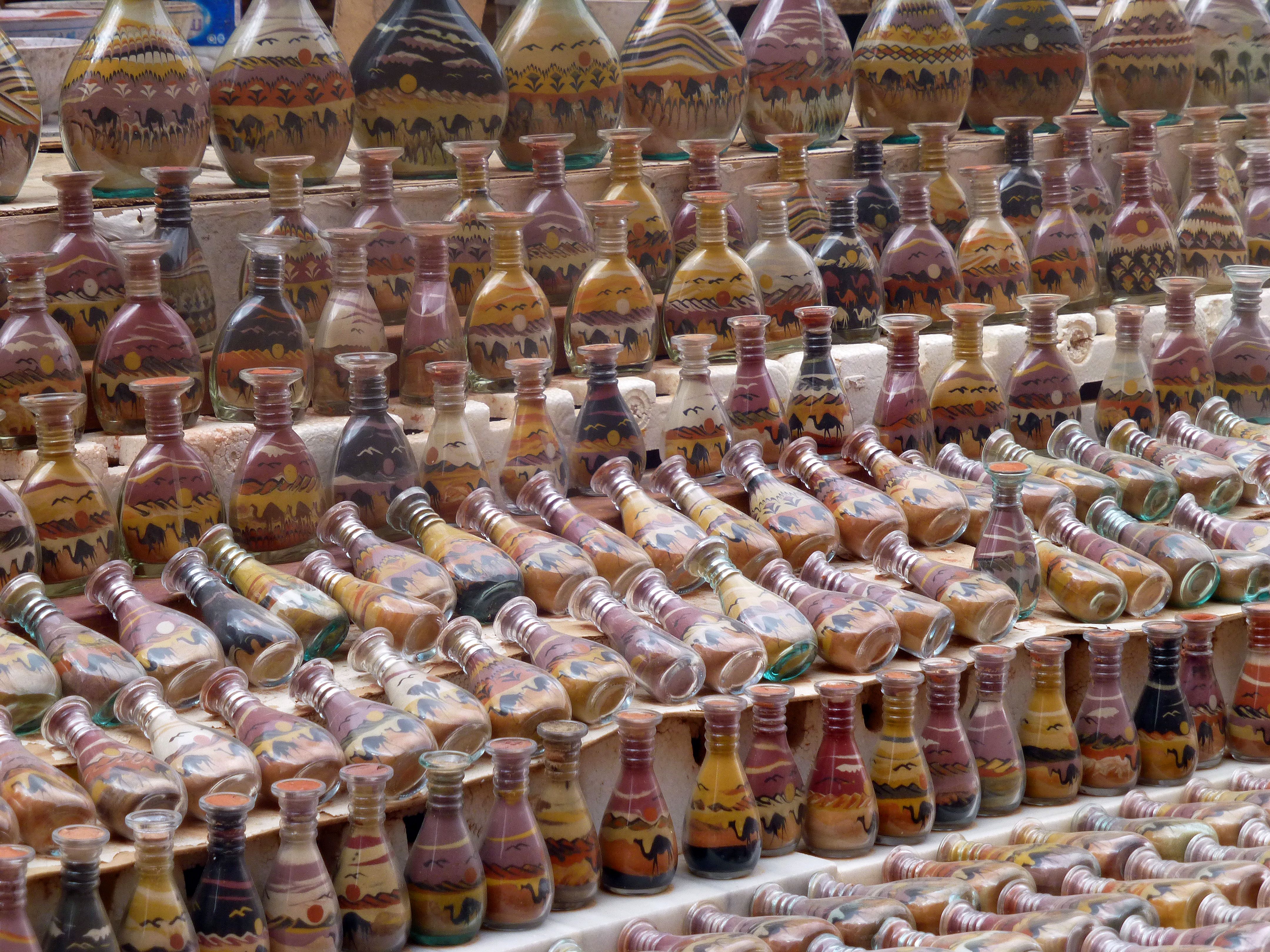
تذكارات رملية أردنية.

ومن العادات الغذائية عند الأردنيين عند الزيارات خصوصًا العائلية أو الصداقة، تقديم الشاي أو القهوة التركية أو العربية (السادة)، أو العصائر. كما تصاحبها الحلويات. تعتبر الكنافة وبالذات النابلسية، أشهر أنواع الحلويات عند الأردنيين، إذ تقدم في مختلف المناسبات، حيث تختصّ بصنعها محلات كثيرة تشتهر بهذا النوع من الحلويات وأنواع أخرى من الحلويات.
يُعد الأردن بلدًا غنيًا بالحرف اليدوية القديمة التي توراثتها الأجيال المتعاقبة كصناعة السجاد اليدوي، والأطباق الخزفية والفخارية، والسلال، والتطريز والزجاجات الرملية المزينة والملونة بأنواع من الرمل، إلى جانب الحلي اليدوية من الفضة وغيرها من الصناعات اليدوية التي تمثل موروثًا حضاريًا وثقافيًا يعكس روح الحضارة الإسلامية والعربية للبلاد. وتُعد مدينة مادبا وسط المملكة، واحدة من أهم المدن الحرفية في العالم في فن الفسيفساء، حيث تشتهر المدينة بإرث خاص في أزقتها وكنائسها البيزنطية القديمة ومساجدها وعمارتها الفريدة، كما تحوي المعهد الوحيد في العالم لتعليم هذا الفن.

## الدخول إلى الأردن
يُمكن للزائر أن يحصل على تأشيرة الدخول إلى الأردن من أكثر من موقع، فالسفارات والقنصليات والمفوضات الأردنية تمنح الزائرين للأردن تأشيرة الدخول. ويمكن للزائر أن يحصل على التأشيرة في مطار الملكة علياء الدولي في عمّان، أو عبر المعابر الحدودية البحرية عبر خليج العقبة، أو البريّة، وهي مركز حدود الكرامة مع العراق، وكل من مركز حدود جابر ومركز حدود الرمثا مع سوريا، وكل من مركز حدود العمري، مركز حدود المدورة، ومركز حدود الدرة مع السعودية، والمعابر الممتدة على طول الحدود مع فلسطين التاريخية (جسر الملك حسين مع الضفة الغربية، وكل من جسر الشيخ حسين ومعبر وادي عربة مع إسرائيل). وتُمنح التأشيرة لمدة إسبوعين، ويمكن تجديدها لأكثر من ذلك في أي مركز من مراكز الشرطة المنتشرة في معظم مناطق المملكة، ولا يوجد لقاحات مطلوبة من الزائر لدى دخوله الأردن. كما أنه يُعفى مواطنيّ كل من فلسطين، مصر، لبنان، تونس، تركيا، ودول مجلس التعاون الخليجي من تأشيرة الدخول، بينما تُمنح لمعظم حملة الجنسيات الأوربيّة والآسيوية والأوقيانوسية والأمريكيتين بمجرد الوصول إلى الأردن، مع بعض الاستثناءات. إلا أنه تواجه بعض الجنسيّات القيود والعراقيل في دخول الأردن لدواعي سياسيّة أو أمنية، مثل حملة الجنسية الإيرانية، وخصوصًا القادمين من أجل السياحة الدينية، حيث تكثر في الأردن مقامات الصحابة والمزارات الإسلامية.

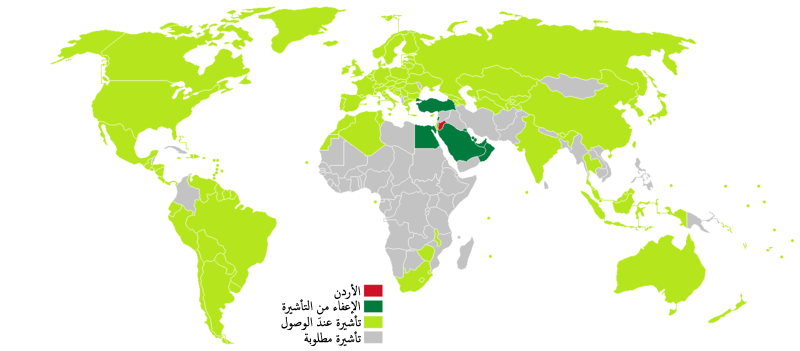
سياسة التأشيرات لدخول الأردن.

يمتلك الأردن عددًا من المطارات التي تُعتبر معابر حيوية لنقل الركاب والمسافرين والبضائع، هي مطار الملكة علياء الدولي ومطار عمان المدني وكلاهما يقع في محافظة العاصمة، بالإضافة إلى مطار الملك حسين الدولي الذي يقع في العقبة أقصى جنوب الأردن. ويُعد مطار الملكة علياء الدولي في العاصمة عمّان البوابة الجويّة للأردن، والمقر الرئيسي ومركز لعمليات شركة الملكية الأردنية، الناقل الرسمي في المملكة. تستخدمه أكثر من 44 شركة طيران من مختلف دول العالم، و11 شركة للشحن الجوي، و3 شركات طيران خاصة، هذا بالإضافة لرحلات الطيران العارض. وقد اختار مجلس المطارات الدولي مطار الملكة علياء كأفضل مطار في الشرق الأوسط لعاميّ 2014 و 2015، وذلك من خلال استطلاع جودة خدمات المطارات، ليصبح بذلك ضمن قائمة أفضل المطارات في العالم فيما يتعلق برضى المسافرين وجودة الخدمات.
بينما يُعد ميناء العقبة، الميناء البحري الوحيد في المملكة الأردنية الهاشمية. ويقع شرق مدينة العقبة الواقعة في جنوب المملكة على شاطئ خليج العقبة، وتقوم مؤسسة الموانئ في العقبة بتشغيله. ولهذا الميناء دور بارز في تنمية الاقتصاد الأردني من خلال استقبال البواخر السياحيّة، بالإضافة إلى عبور معظم المستوردات والصادرات الخاصة بالأردن من خلاله، بالإضافة إلى عبور بضائع الترانزيت إلى الدول المجاورة كالعراق والأراضي الفلسطينية ومصر. ولقد شهد ميناء العقبة خلال الخمسة عقود الماضية تطورا مضطردا ليصبح أحد الموانئ الرئيسية في منطقة البحر الأحمر.

## الاستقرار الأمني

فنادق في شارع زهران في عمّان.

نجح الأردن خلال عقود من الاضطراب السياسي الإقليمي في المحافظة على استقراره وبناء قواعد متينة للنمو الاقتصادي، حيث تعامل مع الأزمات الإقليمية بطريقة مكّنته من بناء علاقات طيبة مع كافة دول الجوار، وأصبح في السنوات الماضية مركزًا إقليميًا للمستثمرين وأصحاب الأعمال. وقد أظهر المستثمرون ثقتهم في الأردن من خلال افتتاح أكثر من 10,000 شركة، وما يزيد عن خمسين مشروعًا تجاريًا لشركات متعددة الجنسيات. ساهمت جهود المستثمرين في خلق زخم عالي لنمو الاقتصاد تجلت آثاره في الحركة العمرانية والصناعية والسياحية المزدهرة.

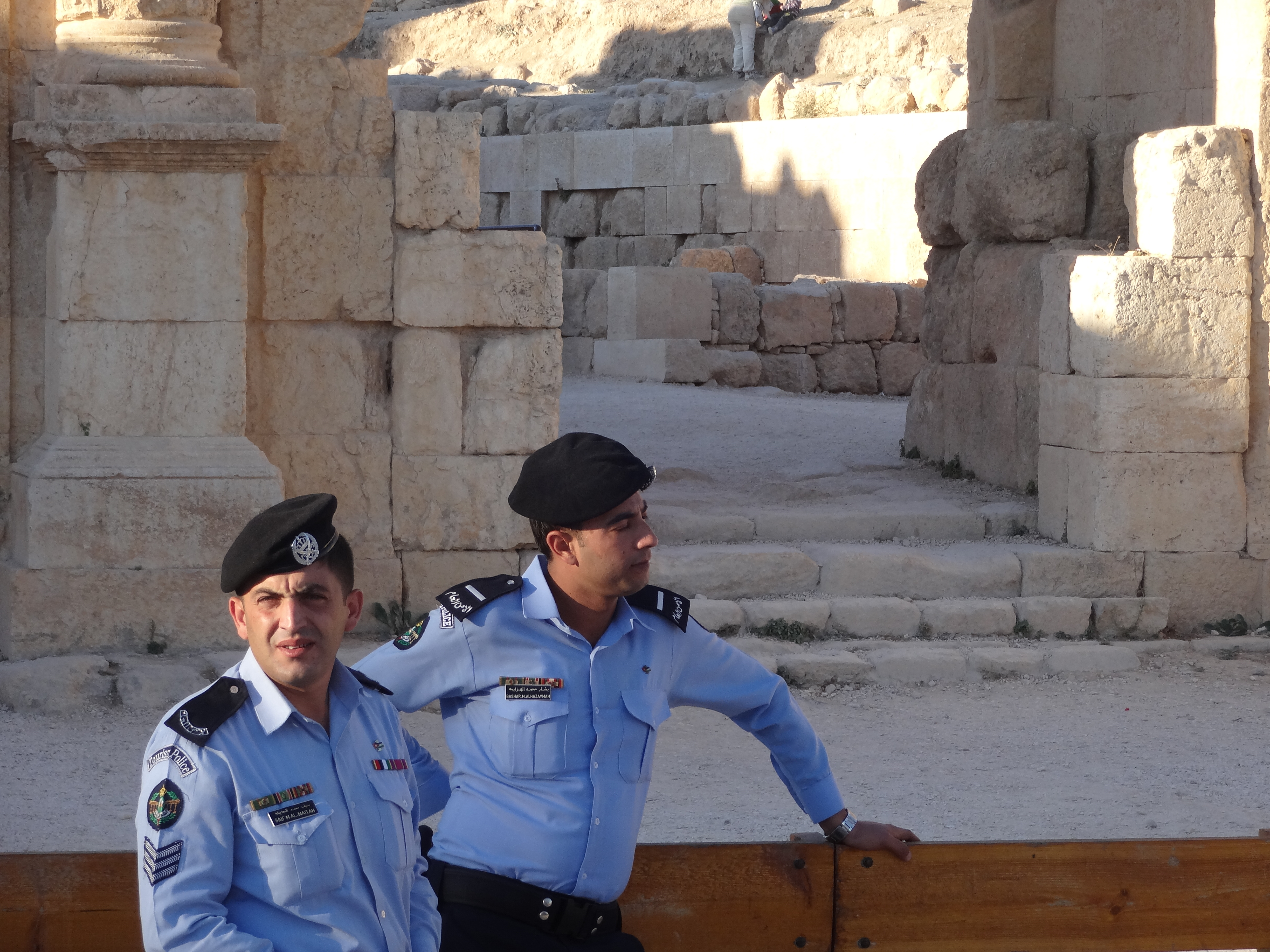
الشرطة السياحيّة الأردنيّة في جرش.

يمتلك الأردن جيش وجهاز شرطة متطورين ومدربين تدريبا جيدًا وفعالًا أثبتا فاعلية في الحفاظ على الأمن والاستقرار وسرعة في التعامل مع أي طارئ. يضع تقرير التنافسية العالمية 2007 – 2008 الأردن في مصاف الدول الآمنة في الشرق الأوسط والعالم. حيث حصل الأردن على المرتبة 14 في العالم، والأولى في المنطقة، من حيث فاعلية خدمات الشرطة. وحصلت الأردن في إطار مكافحة الجريمة المنظمة على المرتبة التاسعة عالميًا (المرتبة الأولى بين دول الشرق الأوسط). تثبت هذه الإحصائيات أن الأردن من أكثر الدول أمنًا في العالم.
إلا أنه نظراً لوقوع الأردن وسط منطقة صراعات إقليمية، كان عرضة لعدة حوادث إرهابية مؤسفة، أشهرها اختطاف طائرات أوروبية وإجبارها على الهبوط بالأردن ضمن أحداث أيلول الأسود عام 1970، وتفجيرات عمان عام 2005 التي قام خلالها انتحاريون من القاعدة بتفجير أنفسهم في ثلاثة فنادق في عمان، وقتلوا نحو 70 شخصاً. وتحدث من حين لآخر تعميمات من سفارات دول لرعاياها في الأردن من أخد الحيطة في تنقلاتهم أو في دخولهم إلى البلاد لدواعي أمنية.

## التنقل في الأردن

خدمة الحافلات السياحية في العقبة.

استطاع الأردن تطوير بنيته التحتية بشكل يسمح للشركات والأفراد بتسيير أعمالهم بكفاءة وحرية. ويمتلك الأردن شبكة متواضعة من الطرق البرية تربط أطرافه من الشمال إلى الجنوب ومن الشرق إلى الغرب علاوة على اتصاله بمحيطه من الدول المجاورة عبر طرق دولية عالية المواصفات مع أكثر من 7,891 كم.
هناك خطان بريان رئيسيان يربطان شمال الأردن بجنوبه هما طريق 15 وطريق 65، وهما تقريبًا ذو أربع مسارب على طول المسافة. كما أن هناك طريق بري رئيسي يمتد شرقًا ليصل إلى الحدود العراقية (الرويشد) والحدود السعودية (العمري). كما يبلغ إجمالي أطوال السكك الحديدية 507 كيلومترًا.
من جهة أخرى، تمنح خدمة الحافلات السياحية للسائح فرصة الإطلالة على مدن عمّان ومادبا والعقبة، حيث يمكن للباص في عمّان المرور بمبنى أمانة عمان الكبرى والمدرج الروماني وسبيل الحوريات وجبل القلعة الذي يعود إلى عصر العمونيين. كما يمكن للسائح التعرف على المناطق التقليدية في وسط البلد الذي يعرف ببساطة الأحياء التقليدية فيه ورائحة البهارات في الاسواق الشعبية والمباني، والمقاهي التي تعود إلى أوائل التسعينيات. ويمر الباص بشارع الرينبو حيث المقاهي الفريدة والمباني العريقة. فيما تمر الحافلات الأخرى على أهم المناطق السياحية في محافظتيّ مادبا والعقبة.
يُشار إلى أن وزارة السياحة والآثار الأردنية قد أحيت في عام 2016 مسارًا تاريخيًا يعود تاريخه إلى 2000 عام تقريبًا للسياحة الاستكشافية أطلقت عليه اسم مسار درب الأردن، والذي يقطع البلاد من أقصى شمالها إلى أقصى جنوبها. حيث يمتد حوالي 650 كم ابتداءا من أم قيس في الشمال وينتهي بخليج العقبة في الجنوب، مارًا بحوالي 52 قرية وبلدة أردنية، ويستغرق عبوره كاملاً 40 يومًا مشيًا على الأقدام.

## السياحة العلاجية

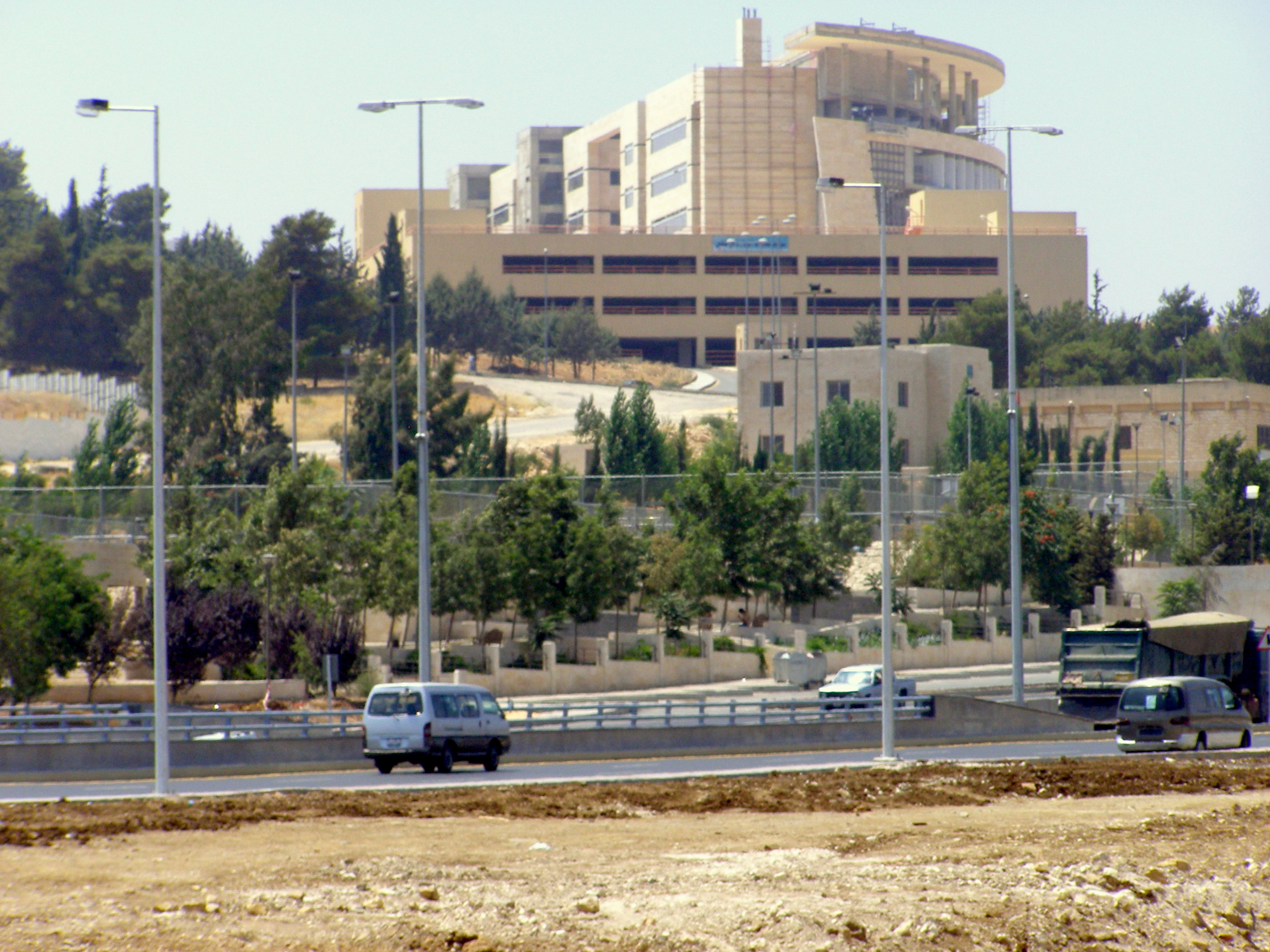
المدينة الطبية في عمّان، وهي أول مدينة طبية عربيّة منذ 1973.

احتل الأردن في العقد الأخير المركز الأول عربيًا والخامس عالميًا في مجال السياحة العلاجية،  حيث أن ما يجذب المرضى هو إجراءات تخفيض الأسعار عن العلاج في أوروبا. إذ يستقبل الأردن سنويًا 300,000 زائر لغاية العلاج ونحو نصف مليون مرافق، وتقدّر عائدات هذه السياحة بأكثر من مليار دولار سنويًا، ويبلغ عدد المستشفيات 103 بإجمالي 13 ألف سرير، باستثمارات تُقدّر بنحو ثلاثة مليارات دولار. هناك عدد من المستشفيات الحكومية والخاصة في عمّان، التي يرتادها المرضى العرب من دول الخليج العربي والعراق واليمن ودول المغرب العربي. إن السياحة الطبية في الأردن تتميز بمهارة وخبرة متميزة في مجال أمراض وجراحة القلب وكذلك تطبيق الكثير من الجراحات الدقيقة فيما يخص العيون والكلى والرئتين.

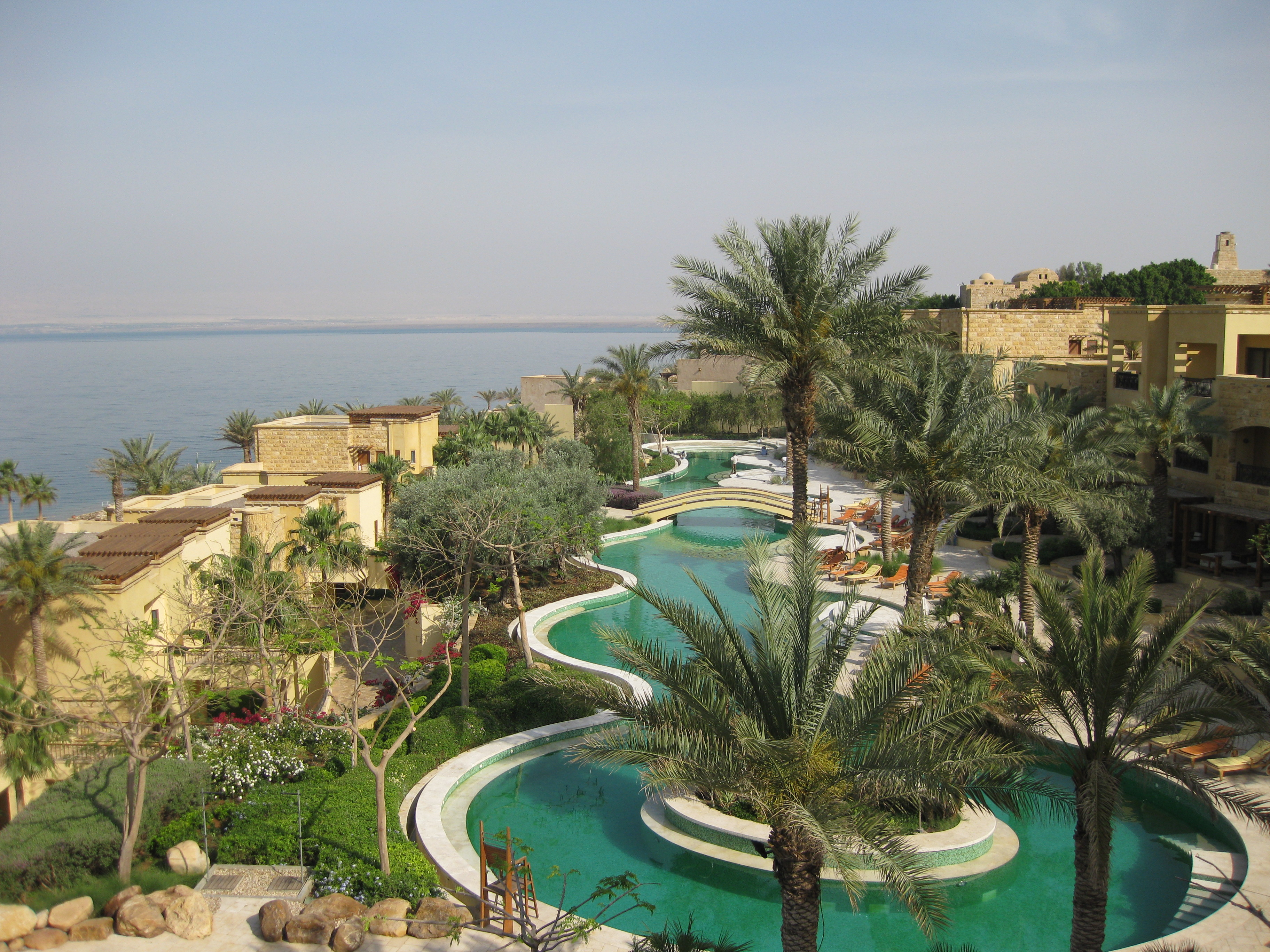
منتجع كيمبنسكي، البحر الميت. أكبر منتجع صحي بالشرق الأوسط.

لقد شهد الأردن منذ تأسيس إمارة شرق الأردن في بداية العشرينات من القرن العشرين، نهضة طبية تمثلت بتأسيس عدد من المستشفيات الحكومية، التي كان أولها في منتصف العشرينات من القرن الفائت. وظل الأردن يطور من بنيتا التحتية الطبية خلال العقود اللاحقة، حيث تم تشييد مدينة الحسين الطبية في عمّان عام 1973، والتي تُعد أول مدينة طبية عربية.
كما شهدت الخدمات الصحية في فترة التسعينات، توسعًا كميًا ونوعيًا على كافة الأصعدة والقطاعات الطبية العاملة في هذا المجال الحكومي منه والقطاع الخاص. فقد شهد القطاع الخاص بعد عام 1990 نموًا مضطردًا في عدد المستشفيات التي حصلت على الاعتمادية الدولية من منظمة الصحة العالمية.
غير أن أهم تلك الإنجازات تمثل بتشييد مركز عالمي متخصص بمعالجة مرض السرطان، هو مركز الحسين للسرطان، الذي تم تأسيسه عام 1997،  ليكون أول مركز متخصص في علاج السرطان يحصل على الاعتماد الخاص بأمراض السرطان خارج الولايات المتحدة الاميركية.
إن السياحة العلاجية تعتبر رافدًا من روافد الاقتصاد الأردني حيث إلى جانب حضور ومعالجة المريض، يحضر معه المرافقون والذين يستخدمون وسائل الخدمات العامة من فنادق وشقق مفروشة ووسائل نقل ومطاعم، حيث قُدر الدخل العائد عن السياحة العلاجية بحدود مليار ومائتا مليون دولار أمريكي. وتشمل الخدمات التي تقدم للمرضى والمراجعين معظم التخصصات كأمراض القلب والاعصاب وجراحة العظام والامراض الباطنية وامراض العيون وزراعة الكبد والكلى وزراعة وترميم المفاصل وعلاج العقم واطفال الانابيب.
ويعتبر الأردن واحدًا من البلاد التي يختلط فيها الاستشفاء من أمراض الجسد مع الترويح عن النفس. حيث تتوافر كل مقومات العلاج الطبيعي من مياه حارة غنية بالأملاح، إلى طين بركاني، إلى طقس معتدل وطبيعة خلابة، الأمر الذي جعلها منتجعات علاجية يؤمها الكثير من طالبي الاستشفاء من الأمراض المختلفة ومن أهم هذه المنتجعات العلاجية:

### المنتجعات العلاجية
يوجد في الأردن العديد من حمامات المياه المعدنية والشلالات الحارة المنتشرة في مناطق مختلفة، من أهمها حمامات ماعين والحمامات السخنة في البحر الميت (في محافظة مادبا وسط الأردن)، وحمامات عفرا وحمامات البربيطة (في محافظة الطفيلة جنوب الأردن)، وينابيع الحمّة الأردنية وحمامات الشونة الشمالية (في محافظة إربد شمال الأردن).

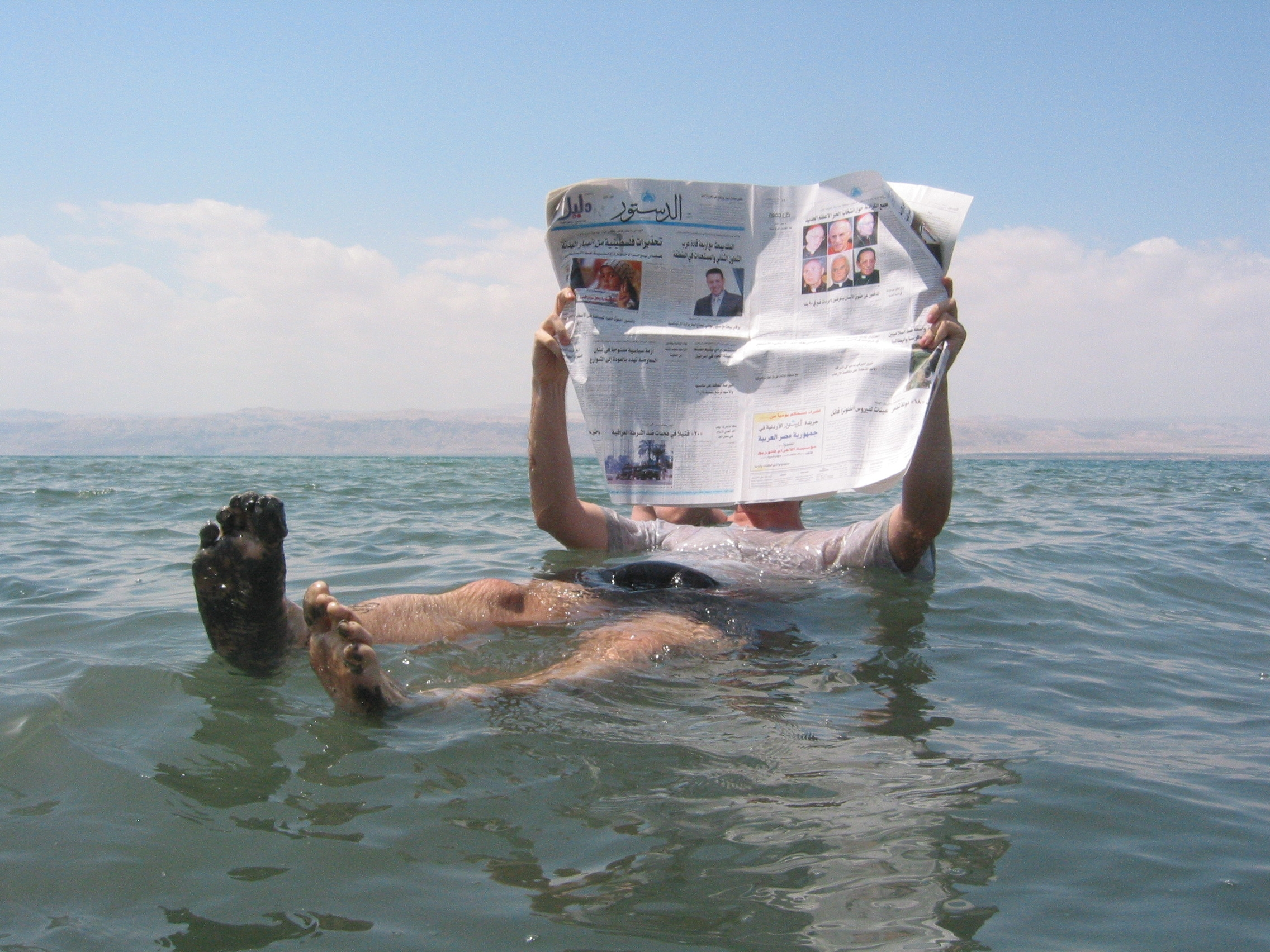
سائح عائم في البحر الميت.

كما تُعد منطقة البحر الميت من أهم المناطق السياحية للاستشفاء البيئي على مستوى العالم، حيث تتميز بمجموعة من العوامل الطبيعية ما جعلها تحظى بمركز تنافسي في المنطقة في مجال السياحة العلاجية والاستشفاء نظرًا لما يتمتع به من خصائص مناخية فريدة سواءً بخلوّه من الرطوبة، وباحتوائه على عيون كبريتية جعلته مؤهلاً لعلاج العديد من الأمراض وخاصة الجلدية منها، والتي تنتشر بصورة كبيرة، حيث يصل عدد المصابين بها في أوروبا إلى 25 مليون مريض، إضافةً إلى علاج الروماتويد. وبذلك امتلكت منطقة البحر الميت عناصر مهمة للجذب السياحي ليس فقط في سياحة الاستشفاء، ولكن بتميزه أيضًا في سياحة الترفيه والسياحة البيئية.

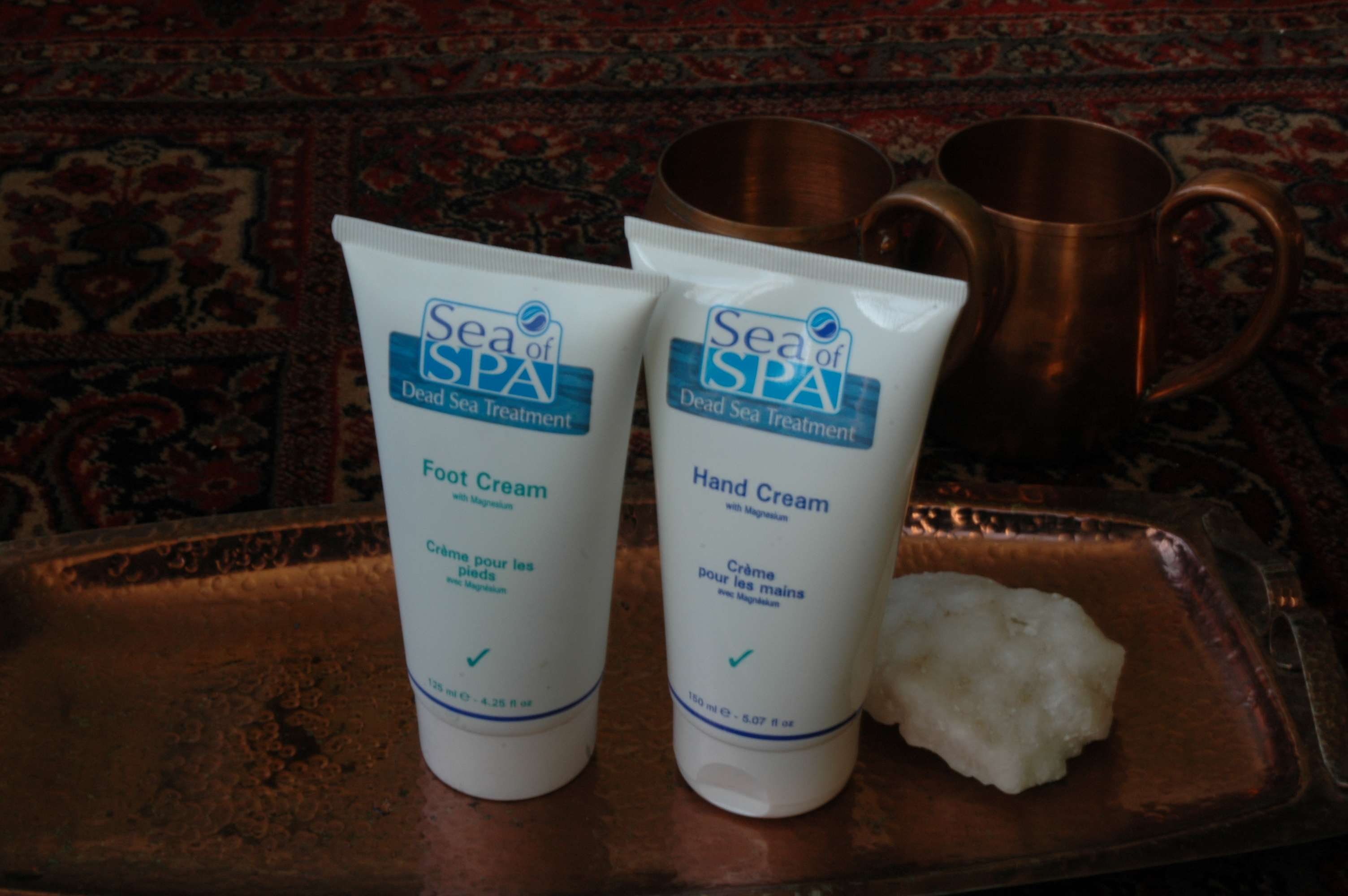
منتجات البحر الميت.

 إن اختيار منطقة البحر الميت من خلال منظمة الصحة العالمية كمركز عالمي لعلاج الكثير من الأمراض الجلدية في عام 2011، يدل على أهمية المنطقة في مجال السياحة العلاجية. وتعتمد العديد من الفنادق المقامة على ساحل البحر الميت على تقديم العلاج الطبيعي القائم على الاستفادة من الخصائص الطبيعية المميزة للمنطقة دون استخدام أي أدوية كيماوية على الإطلاق. وتؤكد العديد من الدراسات أن منطقة البحر الميت بامتلاكها هذه المزايا العلاجية يمكنها تحقيق أكبر عائد مادي سياحي للأردن، حيث إن نسبة الإصابة بالأمراض الجلدية يتراوح ما بين 1 : 3% من تعداد السكان. كما تنتج مختبرات البحر الميت الكثير من مستحضرات التجميل المصنوعة من المعادن المستخرجة من طينه، حيث تتوفر في الأسواق في أنحاء الأردن، أو يمكن طلبها عبر شبكة الإنترنت فيتم تسليمها إلى أي مكان في العالم، لكي يتمكن الزوار من الاستمرار بالتمتع بفوائد البحر الميت، بعد عودتهم إلى ديارهم بفترة طويلة.

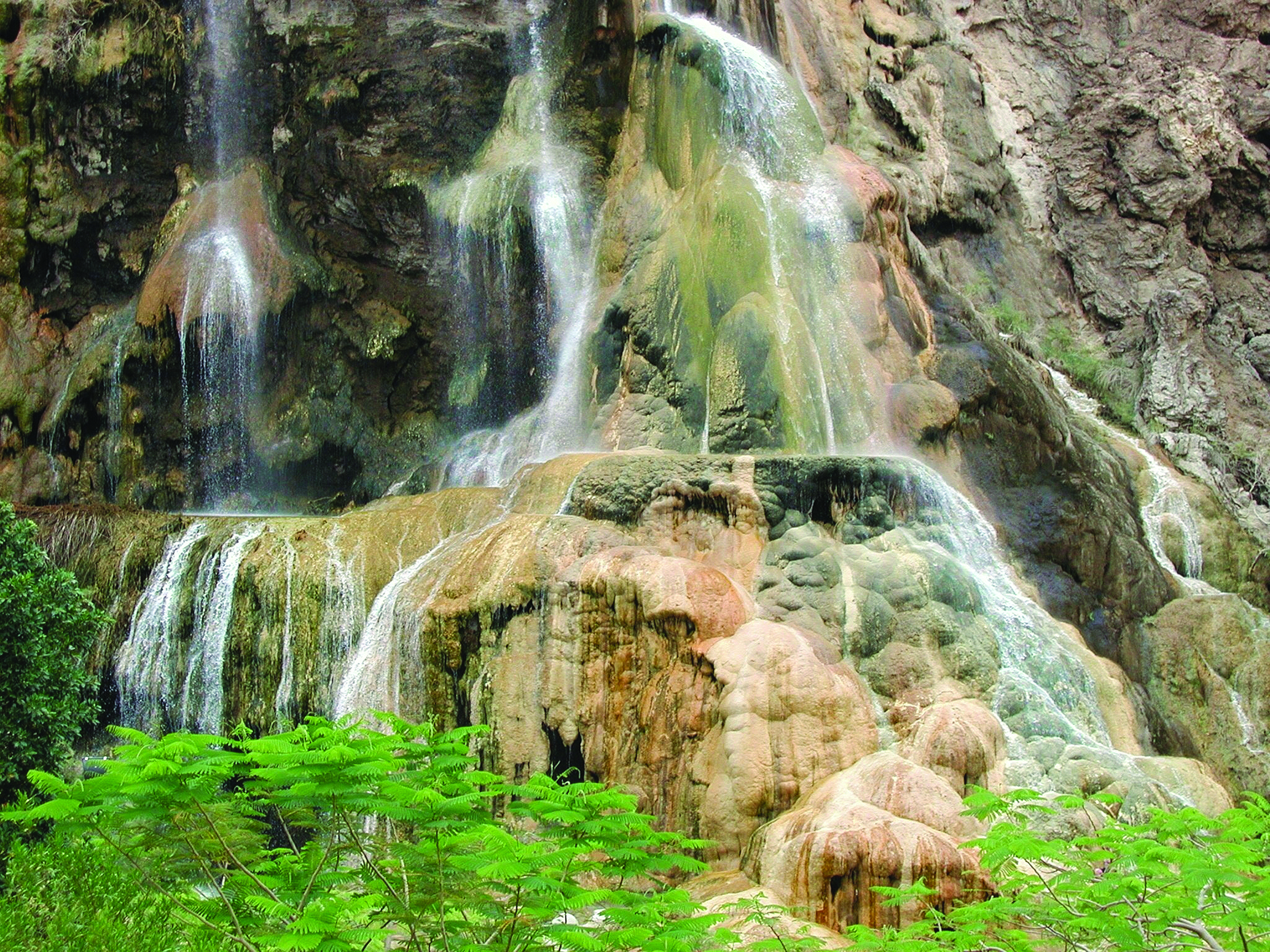
حمامات ماعين الحارة في محافظة مادبا.

بالنسبة لحمامات ماعين، فتقع في محافظة مادبا على بُعد 58 كيلومترًا جنوبيّ عمّان، وتنخفض هذه المنطقة 120 مترًا عن سطح البحر. وتُعتبر أكبر منتجع سياحي علاجي في منطقة الشرق الأوسط. تشتهر بمنتجعاتها وعياداتها الطبيعية التي تقدم العلاج للمصابين بالأمراض الجلدية وأمراض الدورة الدموية، وآلام العظام والمفاصل والظهر والعضلات. حيث تقع حمامات ماعين في سفح واد سحيق ينخفض 150 مترًا عن سطح البحر، تزنّره جبال شاهقة داكنة اللون بفعل الحرارة الجوفية، تشق مياه ساخنة صخورا نارية لتنهمر عيونًا وشلاّلات. يصل الزائر إلى حمامات ماعين عبر طرق مختلفة في ظلال الشلالات أقيم فندق متعدد الطبقات عام 1987. يؤم المنتجع السياح بقصد العلاج والاستشفاء أو بهدف الراحة والاستجمام بمياهه المعدنية التي تشفي العديد من الأمراض المستعصية والمزمنة، والاستحمام بالمياه المعدنية الساخنة وطين البحر الميت والاستمتاع بمرافقه المتعددة الأغراض. تتوسط المنتجع قرية سياحية تضم شاليهات وبركة طبيعية وغرف ساونا ومسبح. تنحدر مياه شلالات ماعين من قمة الجبل وتشق تعاريج تكمّل المياه التي تخترق محمية الموجب باتجاه البحر الميت عبر جبال ماعين امتدادًا إلى منطقة الفنادق عبر الزارا المعروفة بمياهها الساخنة.

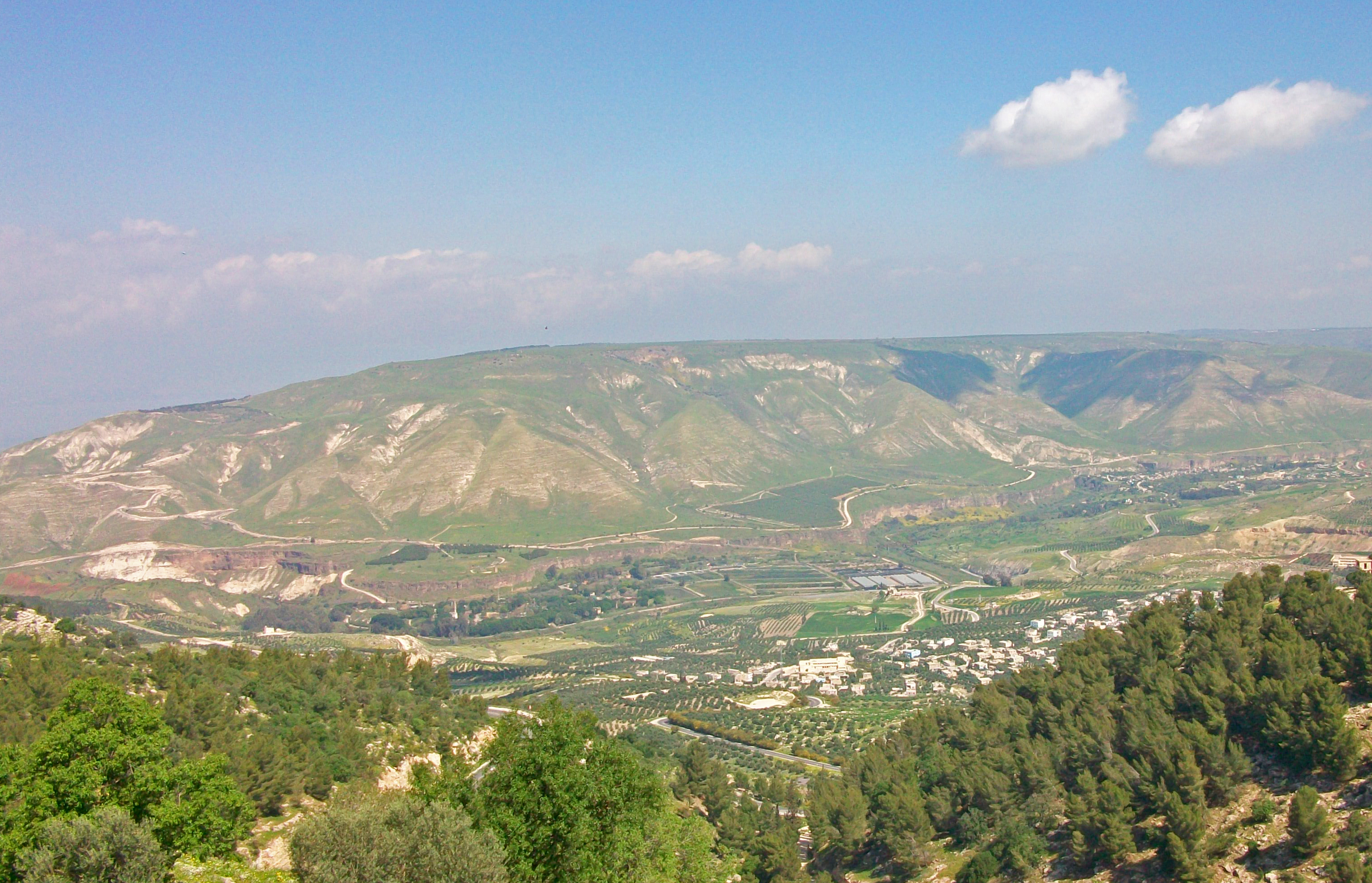
ينابيع الحمة الأردنية على نهر اليرموك في محافظة إربد.

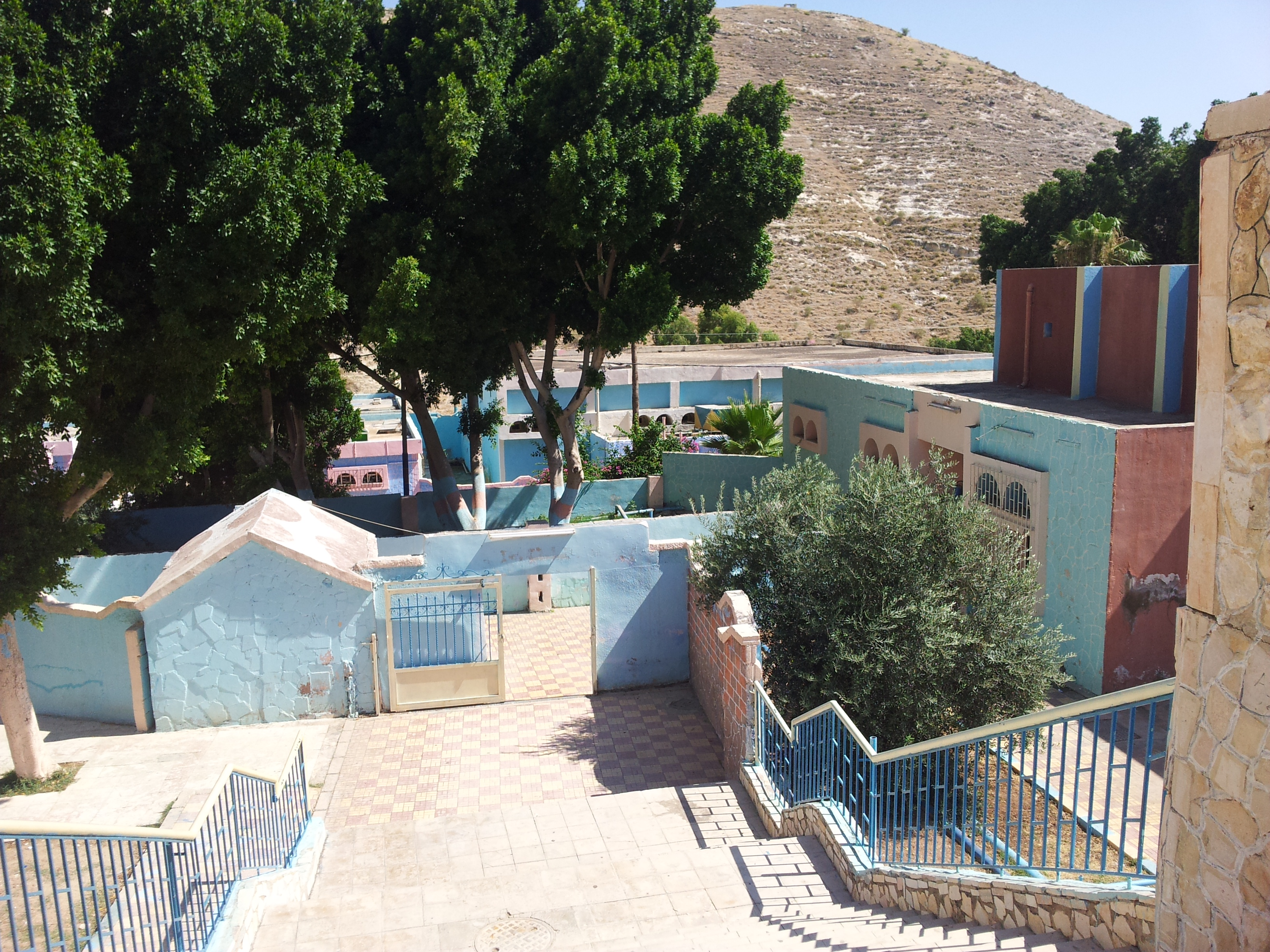
حمامات الشونة الشمالية الكبريتية، محافظة إربد.

تقع حمامات عفرا على بعد 26 كم شمال مدينة الطفيلة في جنوب الأردن. تنطلق المياه الحارة فيها من أكثر من 15 مصدرًا أو ينبوعًا؛ تتراوح حرارتها في المتوسط ما بين 45 - 48 ºم لتشكل سيولاً وشلالات تتجمع في برك مائية غنية بالمعادن الشافية. تعدّ حمامات عفرا من أهم مقاصد السياحة الداخلية على مستوى الأردن، حيث يقصدها رواد الترفيه وقاصدو السياحة العلاجية. وتحتوي على مركز للخدمات السياحية وعيادات طبية لأغراض السياحة العلاجية، فهي ذات خصائص علاجية مميزة لعلاج العقم وتصلب الشرايين وفقر الدم والروماتزم وغير ذلك من الأمراض المزمنة، كما يوجد في الموقع مركز لخدمة المتنزهين والحرص على راحتهم. وتُعد مياه عفرا الأقوى تدفقًا من بين المياه المعدنية الأخرى في الأردن، لذا فقد تم التركيز عليها من حيث الدراسات والأبحاث والتجارب التي أثبتت قدرتها على علاج الكثير من الأمراض المزمنة والمستعصية. وتشير الدراسات إلى أن الموقع تاريخيًا اُستخدم لغايات العلاج منذ زمن طويل، بدءاً من العهد الروماني، حيث كان يستفيد من الميزة العلاجية لمياهها علية القوم. وللمكان أهمية دينية تاريخية متمثلة في مقام فروة بن عمرو الجذامي، وهو أول شهيد في الإسلام خارج الجزيرة العربية من بلاد الشام، بالإضافة إلى وجود الكنيسة البيزنطية المكونة من ثلاثة كهوف داخل الموقع. أما بالنسبة لحمامات البربيطة، فتقع في الجزء الجنوبي من وادي الحسا قبل التقائه بوادي عفرا، شمال مدينة الطفيلة جنوب الأردن. وهي معتدلة الحرارة إذ تصل درجة حرارة مياهها إلى 49°م؛ وتحتوي على عدة أنواع من الأملاح والمعادن مثل: الكلوريد، وكبريتيد الهيدروجين، لذا تتميز بفاعلية علاجية عالية. وتنبع مياهها من الصخور الرملية الكربونية العائدة إلى العصر الطباشيري السفلي وهذه الطبقة تعلوها طبقة من الحصى على شكل ترسبات حديثة.
تضم محافظة إربد ينابيع الحمّة والشونة الشمالية. تقع الحمّة الأردنية على نهر اليرموك، أقصى جنوبيّ هضبة الجولان وعلى بعد 100 كيلومتر تقريبًا إلى الشمال من عمّان، وعلى انخفاض 156 مترًا عن سطح البحر. وهي من أهم مواقع العلاج والسياحة في الأردن، إذ تشتهر بمياهها الساخنة التي تخرج من باطن الأرض. وتُعد هذه المياه بما تضمه من أملاح معدنية ومواد طبيعية نادرة التكوين في العالم. وقد أُقيم منتجع يقدم كافة الخدمات السياحية والعلاجية يحتوي على مسابح خاصة بالرجال وأخرى مغلقة للنساء وثالثة للأطفال وأكشاك ومظلات ووحدات صحية للرجال والنساء وشاليهات. كانت الحمة في العهد الروماني من أعمال مقاطعة أم قيس، وقد عُرفت باسم «اماتا».
أما الشونة الشمالية، فتقع في غور الأردن الشمالي في محافظة إربد على مقربة من مقام معاذ بن جبل. وتُعدّ القرية السياحية في الشونة الشمالية من أبرز المعالم السياحية العلاجية في شمال الأردن، لما تحتويه مياهها المعدنية من عناصر وأملاح تساعد في علاج بعض الأمراض التي تصيب الجسم كأمراض العظام والروماتزم والالتهابات الجلدية وقصور الدورة الدموية. وتحوي القرية على عدد من الشاليهات وبرك الاستحمام وفندق سياحي.

## السياحة البيئية

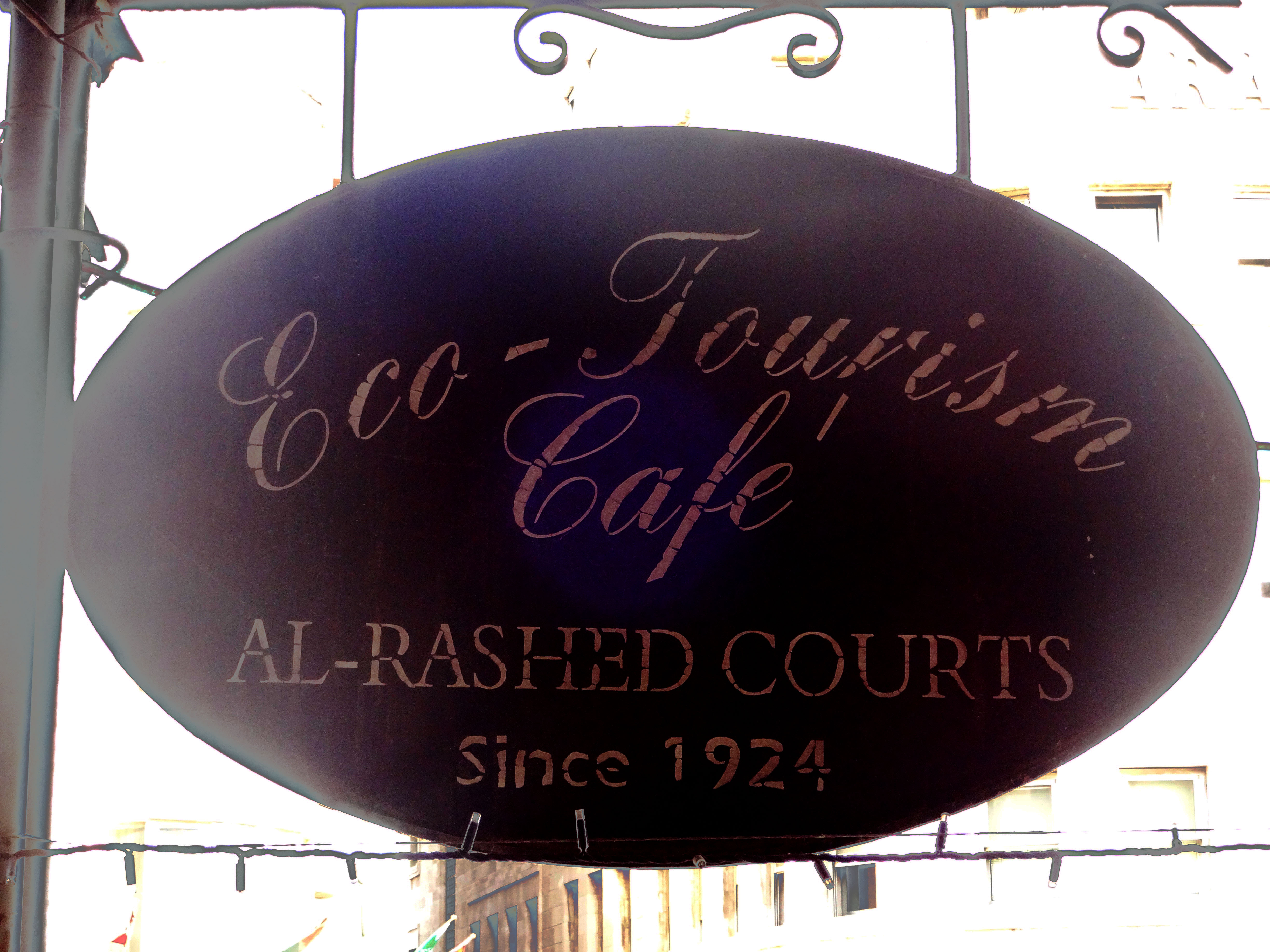
مقهى بلاط الرشيد في عمّان، مقهى سياحي بيئي منذ 1924.

لقد ازدهرت السياحة البيئية في الأردن مؤخرًا، كما أنه تم إشراك المجتمع المحلي لحماية الطبيعة بمشاريع صغيرة ومتوسطة في الحرف اليدوية المدرّة للدخل في عدة مناطق، لخلق التنمية الاقتصادية المستدامة. ولقد وفّر هذا النوع من السياحة فرص عمل لمئات الأشخاص. وتنتشر في البلاد العديد من مشاغل الحرف اليدوية مثل الفضة والمجوهرات، صابون زيت الزيتون، المربيات والتطريز والسيراميك، وشاي الأعشاب، الرسم على بيض النعام، والمنتجات الجلدية من جلد الماعز وأكثر من ذلك. بالإضافة إلى ذلك، تنتشر في البلاد المقاهي والمطاعم البيئية التي تقدّم الطعام العضوي الطبيعي.
كما يوجد في الأردن نُزُل فريد من نوعه في المنطقة، هو نُزُل فينان البيئي، والذي صُنف من بين أفضل خمس مباني بالعالم عن هذه الفئة مؤخرًا. تم بناء هذا المبنى الفريد عام 2005 على يد الجمعية الملكية لحماية الطبيعة ليكون الأول من نوعه في الأردن. ويحمل طراز وتصميم خانات القوافل التاريخية التي كانت منتشرة على طول طريق الحرير. وقد تم تصميمه بطريقة صديقة للبيئة، حيث تُستخدم الطاقة الشمسية في إضاءة مرافقه الأساسية، بينما تُستخدم الشموع في إضاءة ليله الهادئ في صحراء وادي عربة.

### المحميات الطبيعية
تُعتبر البيئة الأردنية بيئة غنية ومتنوعة، حيث يتمتع الأردن بالثراء الطبيعي، والذي يجمع بين البادية والريف. وتبعًا لهذا التنوع البيئي تتنوع الحياة والكائنات الحية، النباتية والحيوانية. وقد تأسست في البلاد مؤسسة معنية في الحفاظ على هذا التنوع البيئي، وهي الجمعية الملكية لحماية الطبيعة. يتبع الجمعية مجموعة من المواقع السياحية المميزة، وهي جميعًا مفتوحة لاستقبال الزوّار وتشجع الجمعية السياحة والبيئة، حيث أنها تدعم حماية الطبيعة في العديد من المجالات.
تُعد المحميّات الطبيعيّة أهم تلك المواقع، كمحمية الأزرق، محمية الشومري، محمية الموجب، محمية ضانا، ومحمية عجلون. ويمكن للسياح القيام بعدة نشاطات في تلك المحميّات، كرحلات السفاري ومراقبة الطيور، حيث أن موقع الأردن إستراتيجيٌ على طريق هجرة الطيور، بجانب الإثارة والاستمتاع بالصحراء واستكشاف القصور الصحراوية، خاصة بسيّارات الدفع الرباعي، ومقابلة السكان المحليين والتعرف على عاداتهم وتقاليدهم، والتجوّل في الدكاكين الطبيعية، التي تحتوي على هدايا مميزة من صنع السكان المحليين والتي تكون مستوحاة من طبيعة الأردن.
تقع في محافظة الزرقاء محميّتان، هما الأزرق والشومري. بالنسبة إلى محمية الأزرق المائيّة، فتقع في الأزرق شرق الأردن، وتبلغ مساحتها 82 كيلو مترًا مربعًا. وهي عبارة عن واحة مائية فريدة من نوعها في وسط الصحراء الأردنية. وتُعتبر مأوى واستراحة للطيور المهاجرة بين أفريقيا وأوروبا، بالإضافة إلى أنواع الطيور المحليّة. وتتكون المحميّة من مركزٍ للزوار يضم قاعة تشرح تاريخ المنطقة، وكوخ لمراقبة الطيور، وآثار تاريخية تتضمن سدًا قويًا مميزًا. أما بالنسبة إلى محمية الشومري، فتقع أبضًا في الأزرق، وتُعتبر من أهم المحميّات الأردنيّة، والتي جُهّزت خصيصًا للحفاظ على النوع وجذب الزوّار. تبلغ مساحتها 22 كيلو مترًا مربعًا، وتضم عدة مرافق، منها مركز استعلامات الزوار وهو نقطة استقبال الزوار ويحتوي على دكان طبيعة يضم منتجات طبيعية من حلي وفضة، كما يضم مركز الطبيعة وهي قاعة دلالية تروي قصة الحياة البرية في المنطقة عبر مواد تعليمية تهدف إلى رفع مستوى الوعي البيئي لدى المواطن، وتُعرّف السياح بالتراث الأردني. إضافةً إلى الجولة التي يقوم بها الزائر لرؤية مُسيّجات الحيوانات والموجودة في المحمية، حيث يمكن القيام برحلة سفاري داخل مُسيّجات حيوان المها العربي بعربة خاصة، وأيضًا وحدة العناية بالحيوانات والطيور، والتي يتم فيها العناية بالحيوانات المصابة، وساحة الزوار.
كما يقع في محافظتيّ الكرك ومادبا وسط الأردن، عدة أودية وشلالات مائيّة تنبع من الجبال وتصب في النهاية بالبحر الميت، من أهمها محمية الموجب الطبيعيّة، التي تبلغ مساحتها حوالي 212 كيلومترًا مربعًا. وتُعتبر موقعًا مميزًا لمحبيّ المشي والسباحة وتسلق الشلالات. وتتكون هذه المحمية من أربعة ممرات تتراوح في الطول ودرجة الصعوبة.

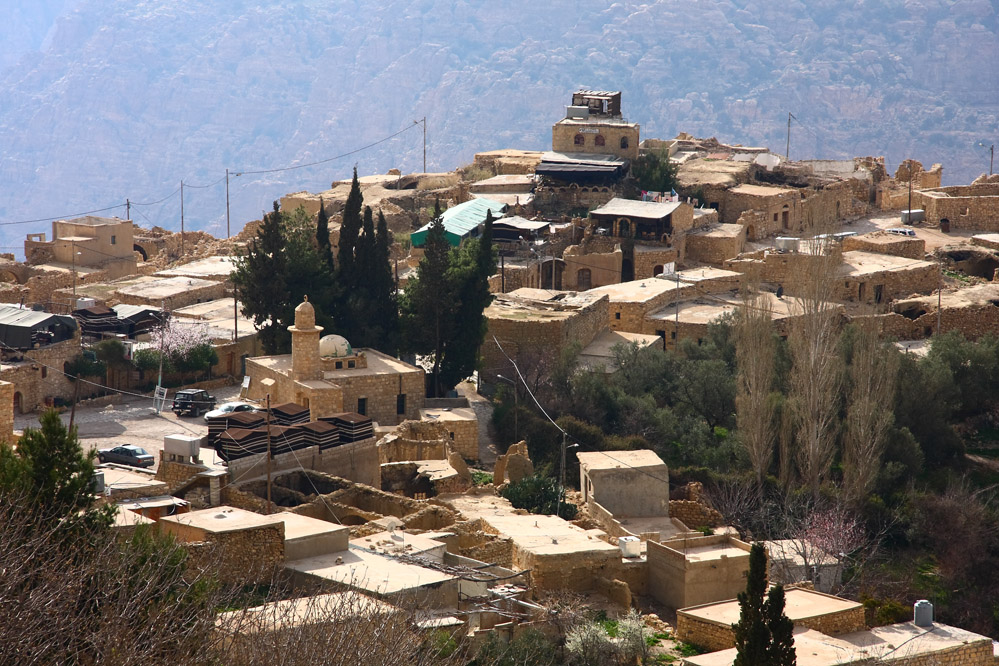
قرية ضانا التراثية الواقعة ضمن محمية ضانا، جنوب الأردن.

أما في محافظة الطفيلة جنوب الأردن، فتقع واحدة من أهم المحميّات الأردنيّة، وهي محمية ضانا، والتي تتميز بوجود حوالي 34 موقعًا أثريًا ضمن حدودها. وهنالك مؤشرات تدل على وجود المستعمرات البشرية القديمة التي كانت تحيط بالمنطقة، كالمجتمعات الزراعية الإدومية التي يعود تاريخها إلى العصر الحديدي. ولقد اُنشئت في المحمية عدّة مستعمرات لحماية التنوع الحيوي للمجموعات النباتية والحيوانية ضمن حدود المحمية وتطوير السياحة البيئية في المحمية، لأنها تتميز بطابع جمالي نادر يلبّي كثيرًا من رغبات محبيّ الطبيعة من السكان المحليين والسوّاح الأجانب وتطوير الحياة الاجتماعية والاقتصادية للسكان المجاورين للمحمية. وتضم محمية ضانا مركز ضانا، وهو يجمع كل النشاطات التي تقوم بها الجمعية في المنطقة من إدارة المحميّة والأبحاث الميدانيّة. وتضم أيضًا بيت الضيافة ومخيمًا يقع بين جبال ضانا. ومن النشاطات التي يقوم بها الزوّار في محمية ضانا إضافةً إلى الإقامة، هي مراقبة الطيور والمشي في ممرات المحميّة، حيث يوجد ممرات عديدة مختلفة في المحميّة قرب المخيّمات ومن قرية ضانا، ومشاغل الحرف اليدويّة ومشغل تجفيف الفواكه في مركز ضانا.
أما في الشمال، وتحديدًا كل من محافظتيّ عجلون وإربد، فتقع محمية عجلون الطبيعيّة وغابات برقش الحرجيّة. لقد بدأ فيهما برنامج إكثار الإيل الأسمر، وإعادة الأنواع البريّة المُنقرضة في المنطقة وإكثارها مثل الأيل الفارسي.
أما وادي رم في محافظة معان جنوب الأردن، فيُعد من أهم المحميّات الطبيعية التي تتيح للمتنزهين الاستمتاع بسكون الصحراء وهدوئها، وبمساحات مترامية الأطراف. كما تم اكتشاف رسوم صخرية تعود إلى 4000 عام. كما يُعد الجسر الحجري في بردة أعلى جسر طبيعي في وادي رم، ويتم عبوره عن الطريق الذي يُطلق علية أعمدة الحكمة السبعة. وتُعتبر هذه المنطقة من أول المناطق الأردنيّة التي دخلتها القوات العربيّة أثناء الثورة العربية الكبرى عام 1916، حيث تتوفر للزائر إمكانية مشاهدة تمثيل لتلك الحقبة عبر جولة بقطار خط حديد الحجاز هناك. كما يمكن للزائر الغوص في خليج العقبة القريب، وتحديدًا في متنزه العقبة البحري الواقع في محافظة العقبة أقصى جنوب الأردن، حيث يمكن استكشاف أنواع كبيرة من الأسماك والأحياء البحريّة والمرجان.

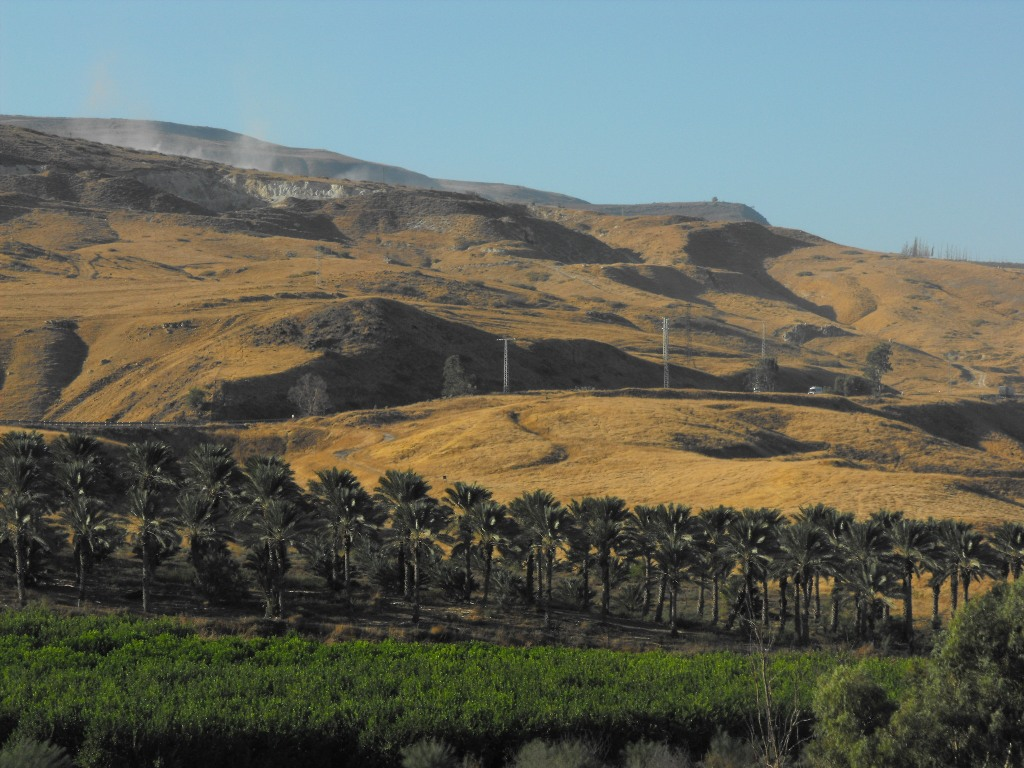
بساتين النخيل في غور الأردن
وادي رم، محافظة العقبة. يتميز بطبيعته الفريدة الأقرب لسطح المريخ
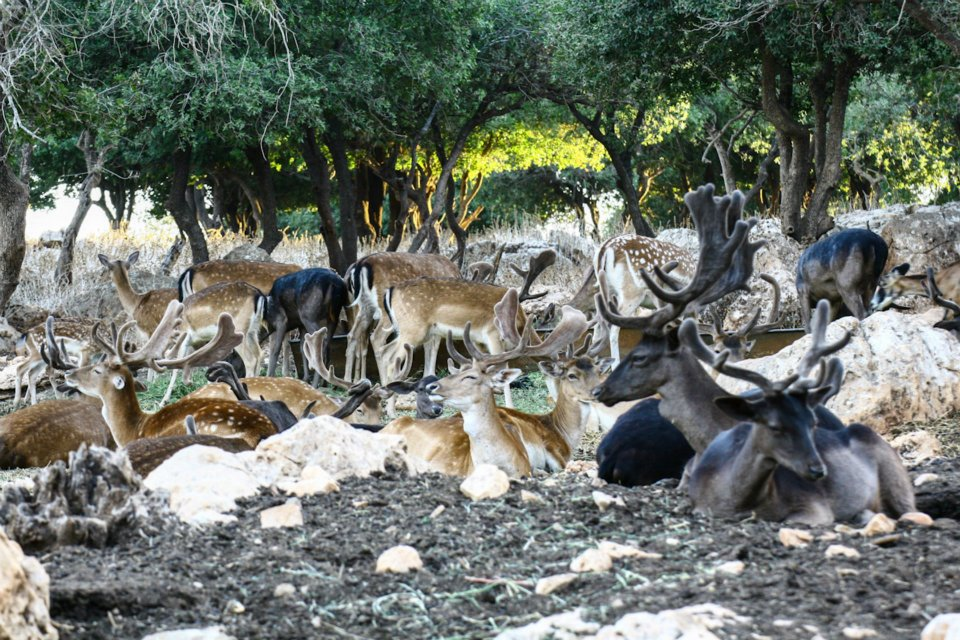
أيائل في غابات برقش، محافظة إربد

### الشواطئ
للأردن شواطئ قصيرة على كل من البحر الأحمر (عبر خليج العقبة)، والبحر الميت.
بالنسبة لشواطئ العقبة، فتقع المدينة على خليج العقبة أقصى جنوب الأردن، وفيها العديد من مراكز التسوق، والمنتجعات، والفنادق، ومراكز ممارسة الرياضيات المائية والغوص. بالإضافة إلى بعض المواقع التاريخية الأثرية كقلعة العقبة. عرفت العقبة كمرفأ أساسي في العصور القديمة اذ كانت المعبر المائي الذي يربط البحر الأحمر بالشرق الأقصى. والعقبة اليوم ميناء عصري ومدينة حديثة تضاهي الكثير من موانئ العالم الحديث، فعلاوة على كونها مركزًا تجاريًا وميناءً مهمًا على البحر الأحمر، فأن طبيعة المياه وجمال وفرادة الكائنات البحرية الموجودة في مياه بحرها تمثل تجربة رائعة لرؤية مستعمرات المرجان والأسماك والحيوانات البحرية الغريبة.
أما البحر الميت، فيُعتبر ظاهرة طبيعية ناردة الوجود في العالم، فهو عبارة عن بحيرة مغلقة لا تتصل بالبحار الخارجية المجاورة (البحر المتوسط والبحر الأحمر). كما يقع في منطقة كانت جزءاً من الموطن الأصلي للإنسان الأول، ومهبطًا للديانات السماوية الرئيسية، ومكانًا لنشوء الحضارات القديمة، ومعبرًا للحركات التجارية والغزوات العسكرية عبر العصور التاريخية المتتابعة.
والبحر الميت هو بحيرة ملحية مغلقة يقع على خط الحدود الفاصل بين الأردن وفلسطين التاريخية (الضفة الغربية وإسرائيل). يقع الشاطئ الشرقي له في محافظتيّ مادبا والكرك وسط الأردن. يشتهر البحر الميت بكونه أخفض نقطة على سطح الكرة الأرضية، حيث بلغ منسوب شاطئه حوالي 400 متر تحت مستوى سطح البحر حسب سجلات عام 2013. كما يتميز البحر الميت بشدة ملوحته، إذ تبلغ نسبة الأملاح فيه حوالي 34%، وهي ما تمثل تسعة أضعاف تركيز الأملاح في البحر المتوسط، وواحدة من أعلى نسب الملوحة بالمسطحات المائية في العالم. وقد نتجت هذه الأملاح كون البحيرة هي وجهة نهائية للمياه التي تصب فيه، حيث أنه لا يوجد أي مخرج لها بعده.
تحوي المنطقة على الآف الغرف الفندقية، حيث تتركز في الجزء الشمالي الشرقي. وقد رُشح ليكون أحد عجائب الدنيا السبع الطبيعية في نطاق البحيرات.

## السياحة التاريخية

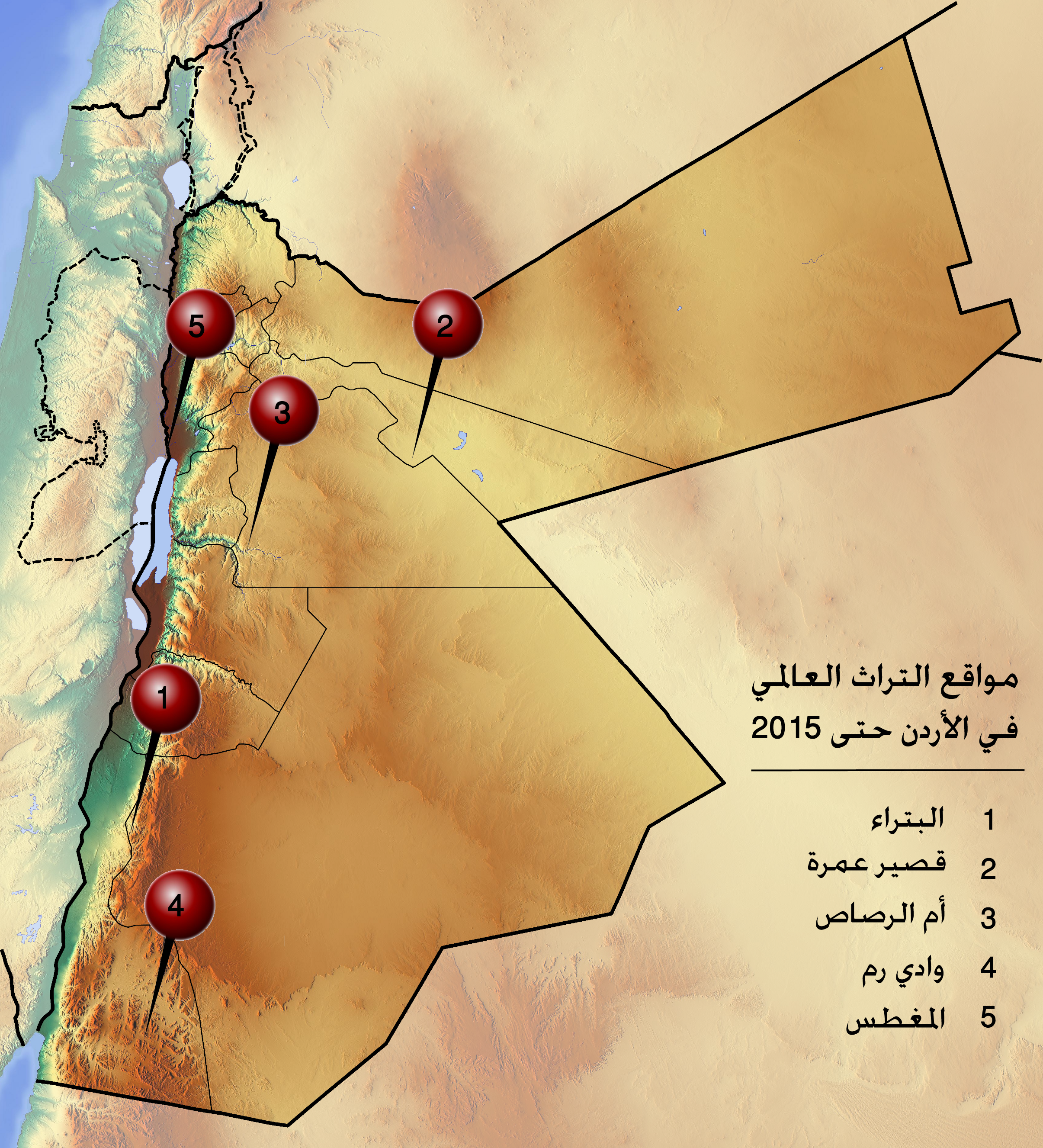

يُعتبر الأردن متحفًا كبيرًا بالآثار والأماكن التاريخية والحصون والقلاع الدالة على تعاقب الحضارات، حيث يمكن للسائح زيارة عدد كبير من المواقع التاريخية التي تمثلها وتمثل الممالك والدول التي قامت على أرضه وسادت ثم بادت وظلت آثارها تشهد عليها. فقد منح موقع الأردن الجغرافي المتوسط والرابط بين قارات آسيا وأفريقيا وأوروبا ومناخها المعتدل الذي ساعد على الاستقرار البشري منذ أقدم العصور، دورًا تاريخيًا مهمًا كطريق للقوافل التجارية وطرق المواصلات التي تربط الشرق بالغرب والشمال بالجنوب. وتُعتبر البتراء أهم تلك المواقع الأثرية، تليها جرش، فالبحر الميت والمغطس، عمّان، أم قيس، وكل من مادبا والكرك وعجلون.

### مواقع التراث العالمي
يوجد في الأردن خمسة مواقع ثقافية/ أو طبيعة من المناطق التاريخية تم إدراجها ضمن التراث العالمي التابعة لليونيسكو منذ عام 1985، هي البتراء، قصير عمرة، أم الرصاص، وادي رم، والمغطس. كما أنه هناك 16 موقعًا أردنيًا آخرًا مُدرجًا على القائمة الارشادية المؤقتة لمواقع التراث العالمي (القائمة المؤقتة)، منها البلدة القديمة في كل من جرش والسلط وأم قيس، آثار بيلا، آثار أم الجمال، قلعة الشوبك، قصر المشتى، محمية ضانا، وادي الموجب، محمية الأزرق، وغيرها. وهي خطوة أوليّة أو تمهيديّة لولوج اللائحة الرسميّة لمواقع التراث العالمي حسب اليونسكو، يتم المصادقة عليها من طرف لجنة التراث العالمي.
| الصورة | الاسم                  | الموقع                                                     | النوع | الرقم | سنة التسجيل | ملاحظات |
| ------ | ---------------------- | ---------------------------------------------------------- | ----- | ----- | ----------- | --- |
|        |                        |                                                            |       |       |             | |
|        | البترا                 | محافظة معان30°19′50″N 35°26′36″E / 30.33056°N 35.44333°E   | ثقافي | 326   | 1985        | مدينة أثرية وتاريخية تشتهر بعمارتها المنحوتة بالصخور ونظام قنوات جر المياه القديمة. اُطلق عليها قديما اسم "سلع". كا سُميت بـ "المدينة الوردية" نسبة لألوان صخورها الملتوية. |
|        | قُصَير عمرة              | محافظة الزرقاء 31°48′7″N 36°35′9″E / 31.80194°N 36.58583°E | ثقافي | 327   | 1985        | شيد القصر في عهد الخليفة الوليد بن عبد الملك في القرن الثامن الميلادي ولا زالت في حالة إنشائية جيدة، وقد تم تنفيذ الرسوم التي يتميز بها القصر عن طريق إكساء الجدران بطبقة من الجص ومن ثم الرسم بالألوان المائية.                                                                                |
|        | أم الرصاص              | محافظة مادبا 31°30′6″N 35°55′14″E / 31.50167°N 35.92056°E  | ثقافي | 1093  | 2004        | مدينة تاريخية، اُطلق عليها اسم "كاسرتون ميفعة" كما ورد في نص باللغة اليونانية ضمن فسيفساء تعود إلى العصر الأموي. أسسها الرومان كمعسكرات في البدء من أجل تثبيت النفوذ وحماية طرق التجارة. |
|        | محمية وادي رم الطبيعية | محافظة العقبة 29°38′N 35°26′E / 29.633°N 35.433°E          | مختلط | 1377  | 2011        | وادي سياحي يقع منطقة حسمى في جنوب الأردن. يمتاز بوجود الجبال الشاهقة نسبيا فيه، ففيه أعلى القمم الجبلية في جنوب بلاد الشام وهما: جبل أم الدامي وجبل رام. وقد تم العثور في الموقع على 000 25 منحوتة صخرية و000 20 نقش على الصخور.                                                                |
|        | المغطس                 | محافظة البلقاء                                             | ثقافي |       | 2015        | المغطس (وفقا للديانة المسيحية) هو المكان الذي تعمد به السيد المسيح على يد يوحنا المعمدان. وافقت لجنة التراث العالمي التابعة لليونسكو بعد ظهر الثالث من تموز (يوليو) 2015 على إدراج هذا الموقع الثقافي على قائمة التراث العالمي تحت مسمى "موقع المعمودية "بيت عنيا عبر الأردن" (المغطس) (الأردن) |

### القصور الصحراوية
توجد في الأردن الكثير من القصور الصحراويّة المنتشرة على أرضه، والتي بُنيت بعضها على طريق الحج والتجارة من وإلى بلاد الشام والحجاز. وكانت تُستخدم كمحطات للاستراحة والتزود بالماء والمؤن. وتضم القصور الصحراويّة معالم يتمثل فيها التاريخ الإسلامي في بلاد الشام، ومن أهم هذه القصور: قُصير عمرة الأمويّ، الذي يقع بالقرب من الأزرق بمحافظة الزرقاء شرق الأردن، والذي يُعتبر تحفة فنيّة معماريّة على جدرانه أيضًا رسوم لملوك الأرض. ويبدو سقف قبة القصر التي تُغطّي حمّام الماء الساخن وكأنه قطعة من السماء تظهر فيها الأبراج السماوية المرسومة بمهارة فائقة. كما يشتهر بقبته وزخارفها الجميلة والحيوانات التي وُجدت في المنطقة في تلك الحقبة، ومنها الأسود والنمور والغزلان والنعام. كما أنه يوجد في ساحته بئر ماء كان يتم رفع الماء منها بواسطة ساقية قديمة، وكان الماء ينساب في الممرات الفخاريّة تحت أرضيته لتدفئة البناء وفق نظام التدفئة المركزية المعمول والرسوم المشغولة بطريقة الفريسكو التي تمثل مشاهد من رحلات الصيد حاليًا. وقد تم إدراج هذا القصر دون غيره من القصور الصحراويّة الأردنيّة على قائمة التراث العالمي لليونيسكو عام 1985.

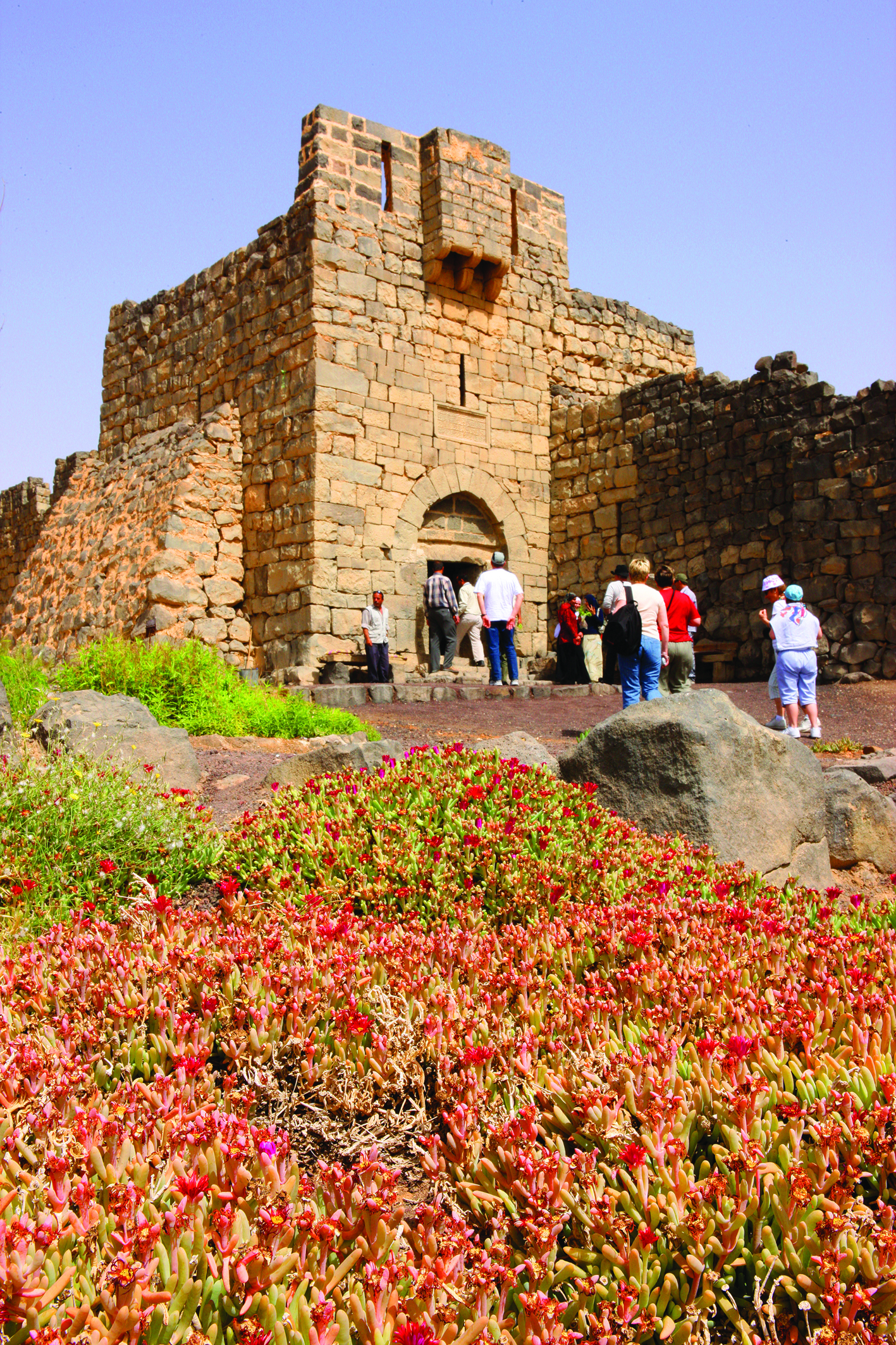
قصر الأزرق في محافظة الزرقاء.

أما بالنسبة إلى القصور الأخرى، فهناك قصر الحرانة، الذي يقع في محافظة الزرقاء على بعد 65 كيلومترًا شرقي عمّان. وهو من أهم الآثار الأموية المُصانة حتى الآن، ويتكون من 61 غرفة في طابقين من البناء الذي يتميّز بهندسته المعماريّة التي تجعله شبيهًا بالقلعة. ويقوم في كل زاوية من زواياه برج دائري، وآخر نصف دائري يقع بين كل زاويتين. كما تحتضن محافظة الزرقاء أيضًا كل من قصر الحلابات وقلعة الأزرق، حيث يقع الأول على بعد 25 كيلومترًا من مدينة الزرقاء شرق الأردن. وتدلّ الشواهد الأثريّة على أن أصل بنائه كان نبطيًا، أما آثاره الظاهرة فتعود إلى العصر الروماني، حيث بُنيت مع قلاع أخرى لضمان حماية الطرق الشرقيّة. أما الثانية، فتعود إلى عهد الرومان، وهي مبنية بالكامل من الحجر البازلتي الأسود، وتطل أسوارها على واحة الأزرق التي كانت فيما مضى محطة رئيسيّة للقوافل.
أما في محافظة العاصمة، فيقع كل من قصر المُشتّى، قصر الطوبة، وقصر الموقّر. يقع المشتّى على مقربة من مطار الملكة علياء الدولي جنوبيّ عمّان، وهو قصر فسيح يتميز بالعقود والقناطر، ولعله من أهم وأقدم العمائر المدنية التي ترجع إلى عهد الدولة الأموية في بلاد الشام. كما يقع قصر الطوبة على بعد 95 كيلومترًا من عمّان، وهو قصر ضخم أُنشئ من الآجر المشوي بالنار، فسيح يتميز بالعقود والقناطر. ويُعتبر هذا القصر من القصور الأموية التي حافظت على جزء كبير من بنائها رغم تعرضه للكثير من عوامل التعرية وأيدي العابثين. أما بالنسبة لقصر الموقر، فتوجد بقاياه على بعد 35 كم غربيّ قصر الحرانة. والدلائل توحي بأن القصر كان مزدانًا بالزخارف. ولم يبق منه إلا تاج يحمل كتابة بالخط الكوفي.
أما في محافظة المفرق، وتحديدًا في منطقة الرويشد، فيوجد قصر البرقع. وهو أحد القصور الأثرية الإسلامية التي بُنيت من حجارة البازلت السوداء المتوفرة في تلك المنطقة. ويعود تاريخه إلى سنة 700م، أي في فترة حكم الوليد بن عبد الملك. ويتألف القصر الذي شيد على سد برقع من 3 طوابق مختلفة وسكنًا. وكانت المياه تُنقل إلى القصر بطريقة مثلى تضاهي التقنية الهندسية الحديثة في طرق نقل المياه، حيث تم تزويد القصر بالمياه الباردة والساخنة من خلال قنوات ري حجرية وفخارية تصل إلى جميع الحجرات والمرافق.

### عمّان
يرجع تاريخ مدينة عمّان إلى الألف السابع قبل الميلاد، وبهذا تُعتبر من أقدم مدن العالم المأهولة بالسكان إلى يومنا هذا. وعمّان مدينة قديمة أقيمت على أنقاض مدينة عرفت باسم «ربّة عمّون» ثم «فيلادلفيا» ثم «عمّان» اشتقاقًا من «ربة عمّون»، واتخذها العمّونيون عاصمة لهم. وقد أُنشئت المدينة على تلال سبعة، وكانت مركزًا للمنطقة على ما يبدو في ذلك الوقت.

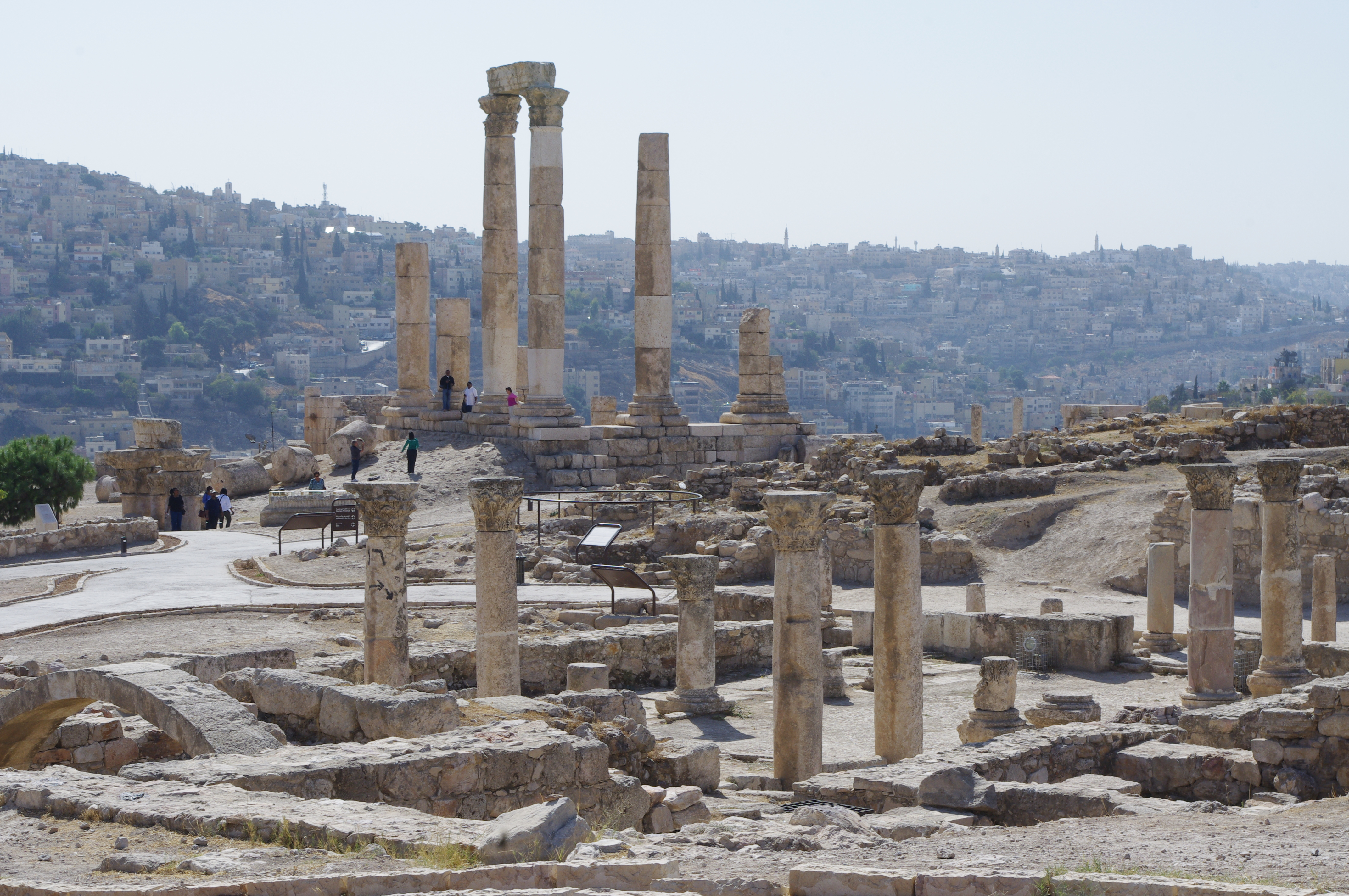
كنيسة بيزنطية ومن خلفها معبد هرقل الروماني في قلعة عمّان.

لقد مرّت على المدينة حضارات عديدة دلّت عليها الآثار المنتشرة في أرجاء المدينة. وخلال هذه الفترة الطويلة، شهدت المدينة الكثير من الحضارات، كان أهمها العمونيون. يُعد المدرج الروماني أحد أكبر الآثار المتبقية في المدينة. كما يدل جبل القلعة بآثاره المختلفة يدل على الحضارات العمونية والإغريقية والرومانية والبيزنطية والأموية، بالإضافة إلى رجم الملفوف الواقع في جبل عمان والمطل على وادي صقرة هو ما تبقى من حضارات فترة ما قبل التاريخ لعبّاد الطبيعة وعناصرها كالشمس والقمر والنجوم.
كما يعود أول تواجد بشري في مدينة عمّان في آثار عين غزال شرق العاصمة إلى 9 الآف عام من الآن. لقد كشفت التنقيبات على أن هذه المنطقة هي من أغنى مواقع العصر الحجري الحديث ما قبل الفخاري، كما أن القرية قد سُكنت دون انقطاع. كانت عين غزال مستوطنة زراعية ورعوية بُنيت من الحجارة غير المشذبة، وكانت المباني مستطيلة الشكل وبجدران مستقيمة، وقد رُصفت الأرضيات ثم قصرت بالجبس المدكوك حد اللمعان، وبعد ذلك تم طلائه باللون الأحمر. إن أهم ما يميز موقع عين غزال التماثيل البشرية المُكتشفة، والتي تم العثور عليها في المنطقة الوسطى للموقع على مجموعتين من التماثيل البشرية، والتي تُعد من التماثيل النادرة في العالم.
يقع المدرج الروماني في الجزء الشرقي من عمّان، وتحديدًا على سفح جبل الجوفة، أحد التلال المقابلة لقلعة عمّان. وتقع إلى جانبه ساحة الفورم وتبلغ مساحتهما معا ما مجموعه 7,600 متر مربع. ويعود تاريخ بنائهما إلى القرن الثاني الميلادي، وتحديدًا بين عامي 138م و 161م إبان عهد أنطونيوس بيوس. وقد اُستعمل المدرج الروماني للعروض المسرحية والغنائية والفنية. ويتسع لحوالي 6,000 متفرج. وهناك متحفان صغيران على جانبي المسرح، متحف الحياة الشعبية ومتحف الأزياء الشعبية. الأول يحكي تطور حياة سكان الأردن واستعمالهم للأدوات والأثاث على مدى القرن السابق، وخاصة حياة الريف والبادية. أما المتحف الثاني يتناول مواضيع أزياء المدن الأردنية التقليدية والحلى وأدوات التزيين التي تستعملها النساء.
كما يقع سبيل الحوريات في وسط البلد. كان يُسمى (النيمفيوم). يعود إلى الفترة الرومانية وتحديدًا القرن الثاني الميلادي. ويحتوي السبيل على ثلاث حنايا، وضعت طاقات صغيرة نصف دائرية أيضًا، والتي رُتبت في صفين يعلو أحدهما الآخر. وكانت الواجهة الداخلية لسبيل الحوريات مغطاة بألواح الرخام، بينما حوض السباحة كان واسعًا ويمتد على طول البناء وبعمق 26 قدمًا. وأُقيمت فوق حوض السباحة الحمامات والنوافير والأعمدة التي تبلغ ارتفاعها عشرة أمتار. ولم يتبقى منه سوى برجان وبعض الآثار التي ماتزال ماثلة.

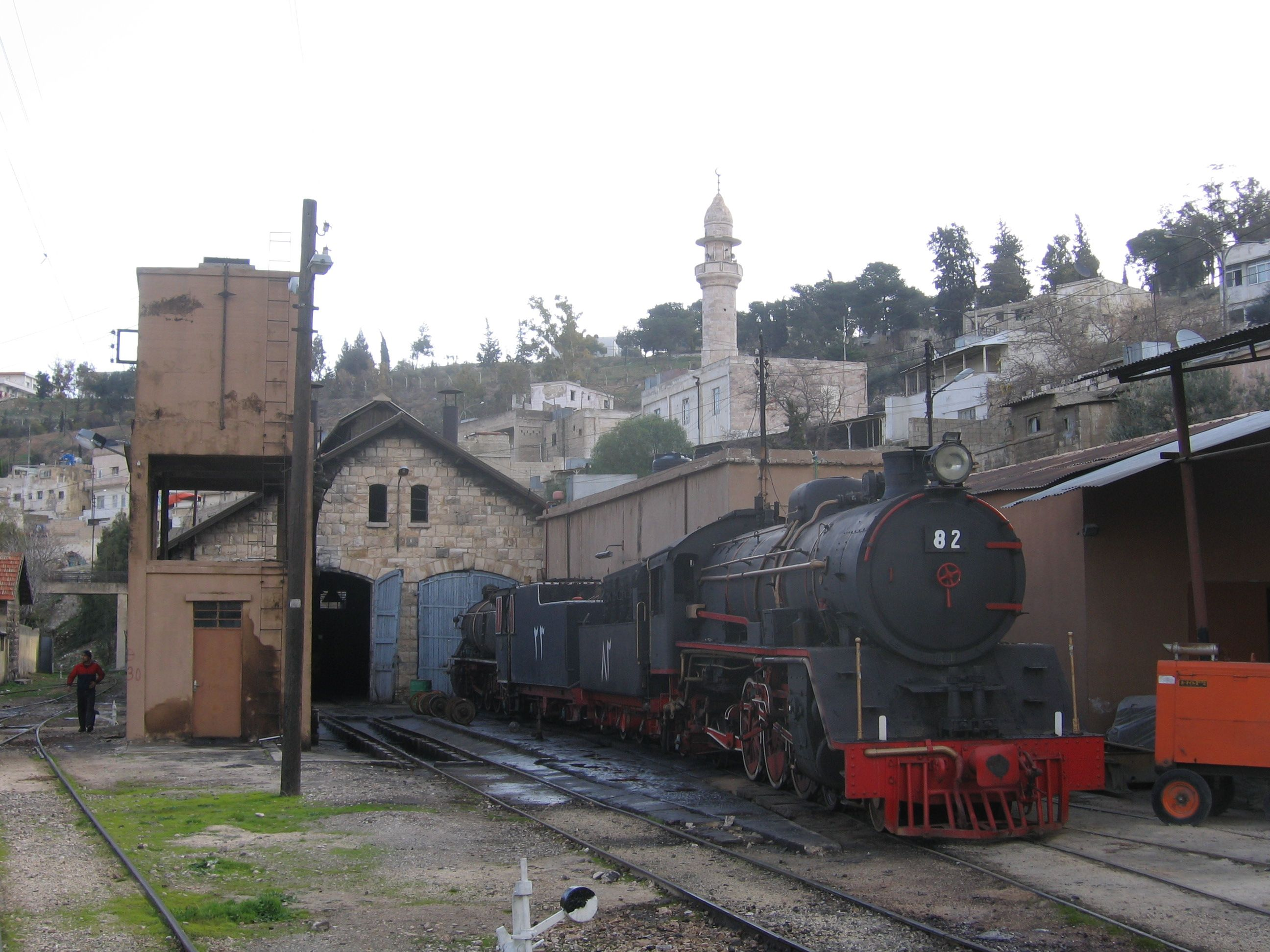
محطة عمان، خط حديد الحجاز (1909).

أما بالنسبة لجبل القلعة، فيرتفع حوالي 135 مترًا فوق مستوى سطح البحر، وما زالت بقايا قصور العمونيين ماثلة فيه، منها جدران الأسوار، والآبار المحفورة في الصخر الجيري. وعثر في جبل القلعة على أربعة تماثيل لملوك العمونيين تعود إلى القرن الثامن ق.م. كما يوجد أيضًا، آثار وأعمدة رومانيّة كورنثية ومعبد لهرقل، الذي بناه الإمبراطور الروماني أوريليوس، وقد نصب تمثالاً لهرقل عند مدخل الهيكل. وتدل بعض النقوش التي وجدت في الموقع بأن المعبد كان قد شُيد في السنوات 161 حتى 166م. بقي من المعبد واجهة مكونة من ستة أعمدة ضخمة. كذلك يحوي على آثار إسلامية تعود إلى العصر الأموي، حيث القصر الأموي والبركة الأموية والمسجد الأموي هناك. بالإضافة لذلك يوجد متحف الآثار الأردني على قمة الجبل. والذي شُيد سنة 1951.
كما تقع في منطقة عراق الأمير إلى الجنوب الغربي من عمّان، قصر العبد، والذي بُني بين عاميّ 187 و 175 قبل الميلاد في ظل حكم البطالمة، وتحديدًا في عهد سلوقس الرابع. وقد تم بناء هذا القصر من الحجارة البازلتية الضخمة البيضاء، ويبلغ طوله 38 مترًا وعرضه 18 مترًا وارتفاعه 4,5 مترًا. ويتكون من طابقين؛ السفلي وفيه أربع غرف وسبعة نوافذ، والعلوي فيه قاعة وأربع غرف. وللقصر بوابتان جنوبية والأخرى شمالية، مُزيّنة بالأعمدة والتيجان والرسومات. كما تحيط بالقصر قنوات ري حجرية تغذي بركة ماء كبيرة، إضافة إلى وجود سور يلتف حول القصر، مازالت بقاياه المهدمة قائمة. كما يوجد في عمّان أيضًا موقع أهل الكهف التاريخي في قرية الرجيب، وكان الاسم القديم لهذه القرية هو الرقيم. لقد جُمعت الهياكل العظمية لأصحاب الكهف في منطقة صغيرة، ويمكن رؤية هذه الهياكل من خلال فتحة صغيرة سُدّت بقطعة زجاجية صغيرة.

### جرش ومدن الديكابولس

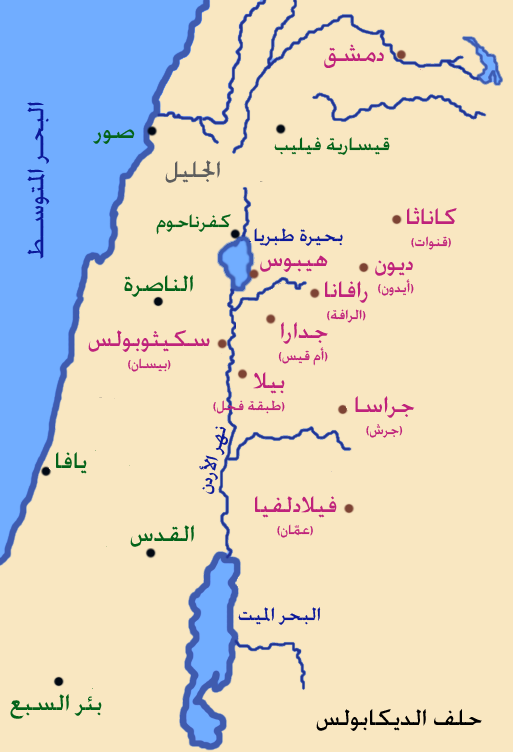
مدن حلف الديكابولس.

شكل عددٌ من المدن الأردنيّة، ومعها مدن أخرى تقع في فلسطين التاريخية وسوريا، حلفًا تاريخيًا في الفترة الرومانية، ابتداءًا من القرن الثاني للميلاد. كان يُطلق على هذا الحلف السياسي والتجاري والعسكري اسم حلف الديكابولس، وهو يجمع عشرة مدن منتشرة في بلاد الشام - نصفها تقريبًا يقع في شمال الأردن. ولقد تشابهت هذه المدن فيما بينها بأن لها مخططًا هندسيًا شبه موحد من الأسوار والأبراج والبوّابات، كما أنها لها معالم متشابهة تشتمل على المعابد والمسارح والشوارع وغيرها. ولقد قُسمت المدن إلى مناطق، فهناك المنطقة الدينية والمنطقة التجارية والمناطق الخاصة بالسكن، وكانت هناك ايضًا أنظمة الري والصرف الصحي.
يدل هذا الحلف بحد ذاته على حالة البذخ والرفاهية والاستقرار التي كانت تنعم به هذه المدن بشكل خاص والمنطقة بشكل عام في تلك الفترة.
وجاءت فكرة تكوين هذا الحلف بداية من قبل اليونان، وذلك بعد موت الاسكندر المقدوني، حيث أراد خلفاؤه بناء مدن تحمل أسماء مدنهم المقدونية التي يشتاقون إليها، ولتصبح مراكز للحضارة اليونانية في بلاد الشام. لقد تضاربت الآراء حول هذه المدن وتبعية كل منها للحلف، وذكرت قوائم عديدة يضم كل منها عشر مدن، ولكن هناك قوائم تعود إلى القرن الأول قبل الميلاد ضمت المدن الأردنيّة فيلادلفيا (عمّان)، جراسا (جرش)، جدارا (أم قيس)، بيلا (طبقة فحل)، بالإضافة إلى سكايثوبوس (بيسان) في فلسطين التاريخية، والمدن السوريّة دمشق وقنوات. أما القوائم الأخرى، فضمت المدن الأردنيّة كابيتولياس (بيت راس)، أربيلا (إربد)، وأبيلا (قويلبة). ودخلت مدينة درعا السوريّة، وكذلك ديون وهيبوس، إلى بعض تلك القوائم. ومن المُرجّح بإنه كانت تسقط عضوية بعض المدن من الحلف وتحل أخرى مكانها تبعًا لإنظمة وقوانين الحلف، ولذلك كان هناك العديد من المدن التي تتمتع بعضوية شرف فقط، ولذلك كانت المدن تزيد عن عشرة في بعض الأحيان. ولكنه من المؤكد بإن مدن عمّان وجرش وأم قيس وطبقة فحل وبيسان تمتعت بعضوية دائمة في الحلف، حيث ذكرتها معظم القوائم وفي الفترات المتعاقبة.
جرش

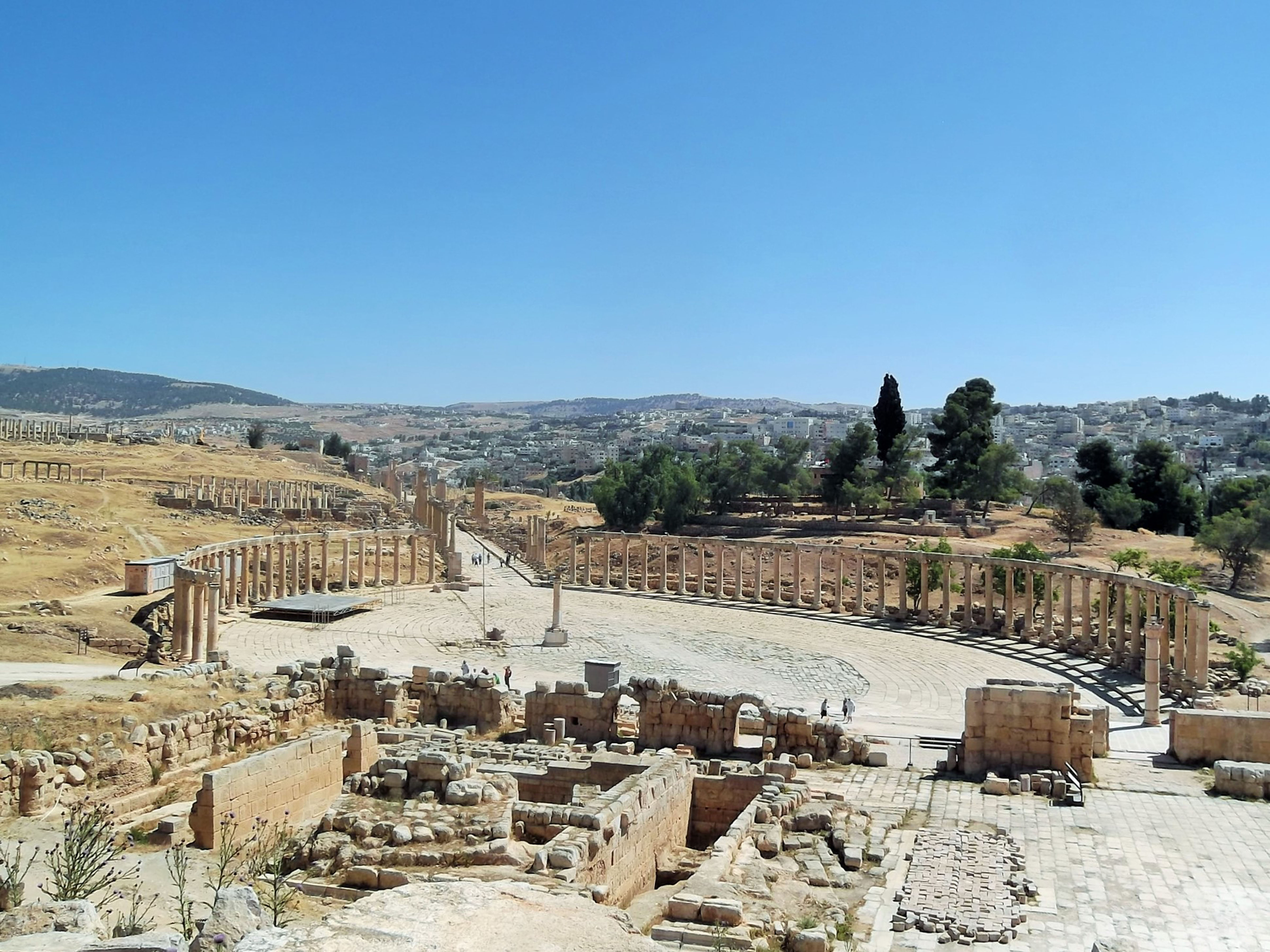
منظر عام لآثار جراسا (جرش)، حيث ساحة الندوة.

تُعتبر جرش (أو جراسا) من أكبر المدن الرومانيّة الأثريّة في العالم التي حافظت على معظم معالمها حتى اليوم، حيث لازالت ساحات المدينة وشوارعها وأعمدتها ومسارحها الأثرية شاهدة على العهود القديمة. كما تقع جرش ثانية في قائمة أفضل الأماكن المحبّبة للزيارة في الأردن بعد البتراء. كما تمثّل جرش الآثريّة نموذجًا لتلاقي الحضارات وتزواج الثقافات الرومانيّة واليونانيّة التي نشأت في حوض البحر الأبيض المتوسط، إضافة إلى روح الشرق والتقاليد العربية في العصور الأسلامية الأولى. وهي اليوم من أهم الأماكن الآثريّة التي تحظى بأهتمام أعداد كبيرة من أفواج السيّاح والزائرين.
تقع المدينة على بعد خمسين كيلومترًا إلى الشمال من عمّان، في وادٍ اخضرٍ تجري فيه المياه. وعندما يقبل الزائر نحو المدينة تطالعه البوابة العظيمة ذات الأقواس الثلاثة، التي بُنيت على شرف الإمبراطور الروماني هادريان عند زيارته لها عام 129 للميلاد. وبسبب موقعها على ملتقى طرق القوافل، تحولت المدينة إلى مركز تجاري وثقافي مزدهر لتصبح أهم مدن حلف الديكابولس. عاشت مدينة جرش عصرها الذهبي تحت حكم الرومان الذين ادخلوا إليها الديانة المسيحية بحلول عام 350 م، لتنتعش فيها لاحقًا حركة تشييد الكنائس والأديرة التي دُمر معظمها على يد الجيوش الفارسية. وفي عام 635 م وصلت جيوش الفتح الإسلامي إلى جرش بقيادة شرحبيل بن حسنة في عهد عمر بن الخطاب، ليعود الأمن والاستقرار إلى المنطقة كلها، ولتستعيد المدينة ازدهارها في العصر الأموي. ولقد دمّر زلزال عنيف أجزاء كبيرة من هذه المدينة سنة 747 م، كما أدت الزلازل المتلاحقة ومعها الحروب والفتن التي ضربت المنطقة لاحقًا إلى دمار اضافي أسهم في خرابها وبقيت أنقاضها مطمورة في التراب مئات السنين إلى أن اكتشفها سائح ألماني سنة 1806، ليبدأ التنقيب عنها وإعادة الحياة إليها لتنهض جرش الحالية.
من أهم معالم جرش الرومانية الحاليّة: المسرح الجنوبي، المسرح الشمالي، سبيل الحوريات، بوابة هادريان، شارع الأعمدة، معبد زيوس، ساحة الندوة، الهيبودورم، كاتدرائية جرش. وهناك آثار تعود للعصور الإسلامية الأموية والعثمانية في المدينة كالمسجد الحميدي، والمسجد الأموي في جرش، مقام النبي هود. كما ينعقد مهرجان عالمي في جرش منذ ثمانينات القرن الفائت للثقافة والفنون هو مهرجان جرش.
المدن الأخرى

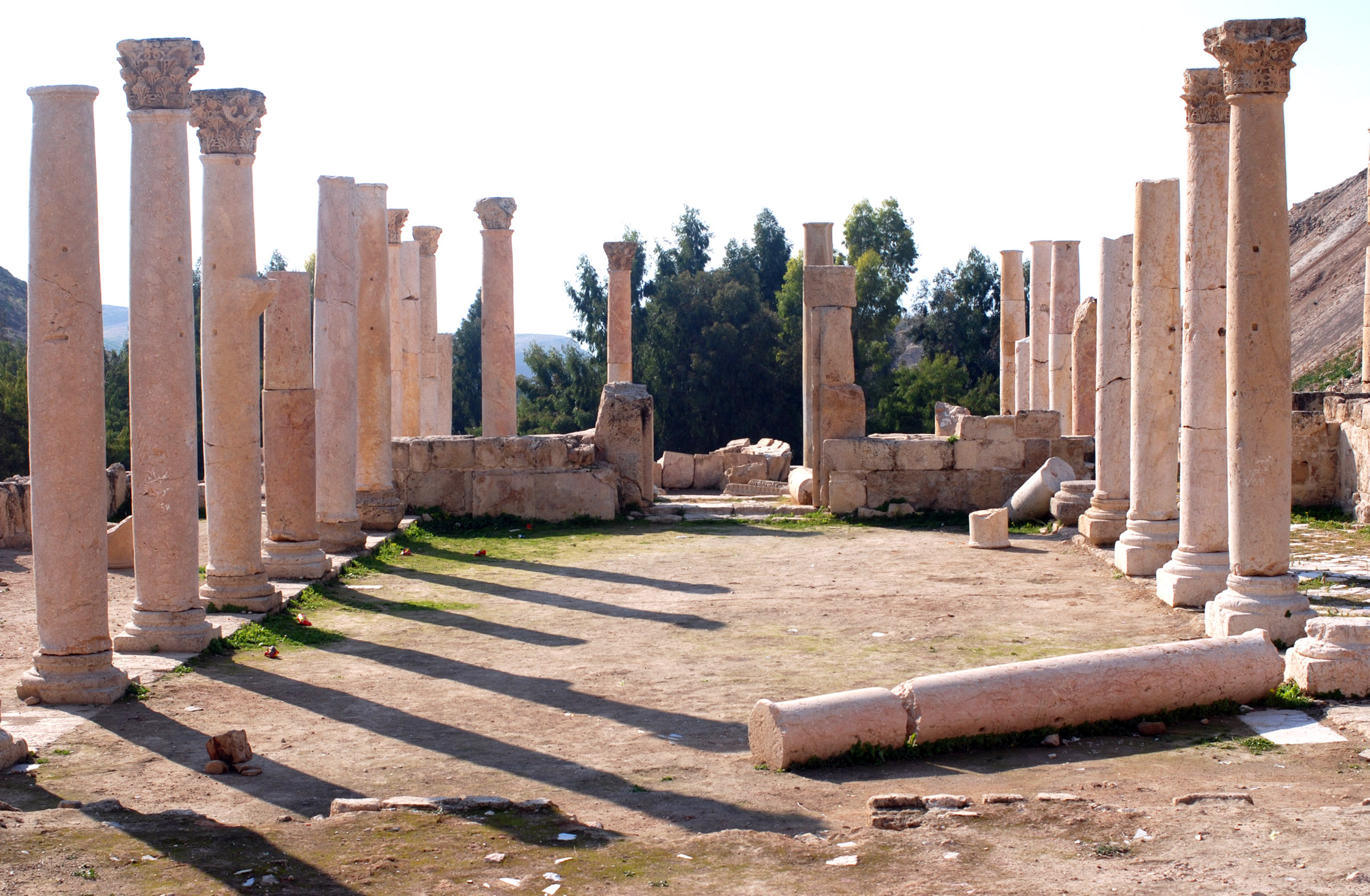
آثار بيلا شمال غرب الأردن.

بالنسبة إلى جدارا (أم قيس)، فتقع على تلة مرتفعة شمال الأردن بالقرب من مدينة إربد، وتشرف على بحيرة طبريا وهضبة الجولان ونهر اليرموك. عُرفت قديمًا باسم «جدارا»، وكانت إحدى مدن حلف الديكابولس العشر. تُعتبر من أبرز المواقع السياحيّة في الأردن وتشتهر بمدرجاتها ومبانيها اليونانيّة والرومانيّة، حيث يوجد اثنان، المسرح الشمالي وهو أكبر هذه المسارح، ويمكن مشاهدته على رأس التلة بجانب المتحف، أما المسرح الغربي فقد حوفظ عليه بعناية فائقة وهو أحد أكثر المشاهد المميزة هناك وهو مبني من حجر البازلت الأسود، ويعود تاريخ هذا المسرح إلى القرنين الأول والثاني بعد الميلاد. بالإضافة إلى ذلك، فيوجد شارع الأعمدة المُبلّط بالحجارة والمُزوّد بالحمّامات الرومانيّة وسبيل الحوريات. وقد نُظِّمت المدينة الأثرية على الطراز الروماني، وبالرغم من ازدحام منطقة الآثار بالمباني السكنية منذ مئات السنين، إلا أن دائرة الآثار العامة استملكت البلدة بكاملها، كما إنها بدأت بعدد من المشاريع الخاصة بالتنقيب وكذلك مشاريع الترميم وخاصة في المدرج الروماني في وسط المنطقة الأثرية.
أما بالنسبة إلى مدينة بيلا (طبقة فحل)، فهي اليوم قرية صغيرة تقع في شمال غرب الأردن، إلى الشرق من بلدة المشارع. شُيدت المدينة في العصر الهلنستي في فترة فتوحات الاسكندر المقدوني، وعُرفت قديما باسم «بيلا» نسبةً إلى المدينة التي وُلد فيها الاسكندر الكبير «يبيلا». وتمتاز بكثرة آثارها التي تعود إلى العصر اليوناني والروماني. فيها مسرح وعدد من الكنائس البيزنطيّة والمنازل الأثريّة والأحياء السكنيّة التي تعود إلى العهد الإسلامي الأول. كما يوجد فيها مسجد صغير يعود بناؤه للقرون الوسطى.
أما بالنسبة إلى فيلادلفيا (عمّان)، فلقد امتد العهد الروماني ثم البيزنطي من 63 - 636 م. ولقد أُعيد بناء فيلادلفيا أيام الحكم الروماني لتشمل مدرج وشوارع مرصوفة وأعمدة على الطراز الروماني. ولقد كانت أيام الحكم البيزنطي مقر الكرسي المسيحي، وبُنيت الكثير من الكنائس. ولكن المدينة لم تعد مزدهرة كما كانت. وقد وصلها الفرس في عام 614م وأعادوا احتلالها، لكن حكمهم كان قصيرًا وانتهى عندما وصلت جيوش المسلمين.
يوجد في المدينة آثار رومانية ما زالت قائمة ليومنا هذا، أهمها ساحة الفورم والمدرج الروماني والأوديون. يقع الفورم بين جبل القلعة وجبل الجوفة أمام المدرج الروماني بوسط عمان. تبلغ مساحته والمسرح ما مجموعه 7600 متر مربع ويعود تاريخ بنائهما على الأرجح إلى القرن الثاني الميلادي وتحديدًا بين عامي 138م و 161م إبان عهد القيصر أنطونيوس بيوس.
تجدر الإشارة إلى أن محافظة إربد شمال الأردن، تحتوي أيضًا مدينتان من المدن التي كانت منضمّة في حلف الديكابولس بشكل مؤقت أو غير مؤكد، وهما أبيلا (قويلبة) وكابيتولياس (بيت راس).

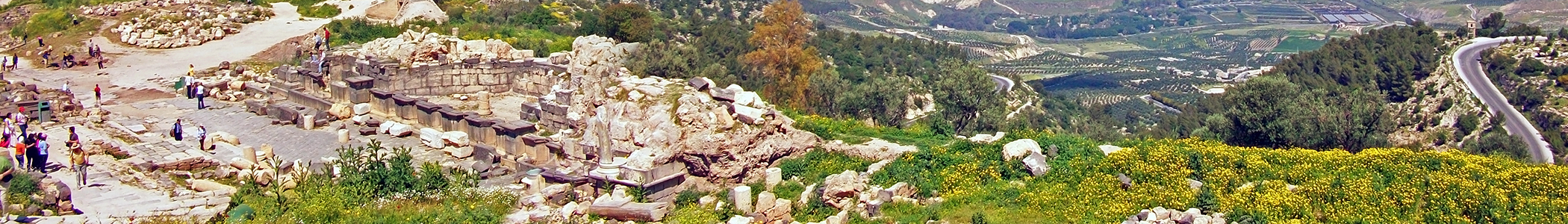
آثار جدارا (أم قيس) المطلة على الجولان وفلسطين وبحيرة طبريا. وهي إحدى مدن الديكابولس العشرة، التي يوجد نصفها في الأردن.

### القلاع والحصون
تتنشر القلاع والحصون الحجرية في أماكن كثيرة في الأردن، بعضها بناه العرب بعد الفتح الإسلامي للشام في القرن السابع، والبعض الآخر بناه الصليبيون أثناء فترة الحملات الصليبية على بلاد الشام، وتأسيسهم مملكة بيت المقدس فيها. من أهم تلك القلاع: قلعة الكرك، قلعة الشوبك، قلعة عجلون، وقلعة العقبة.

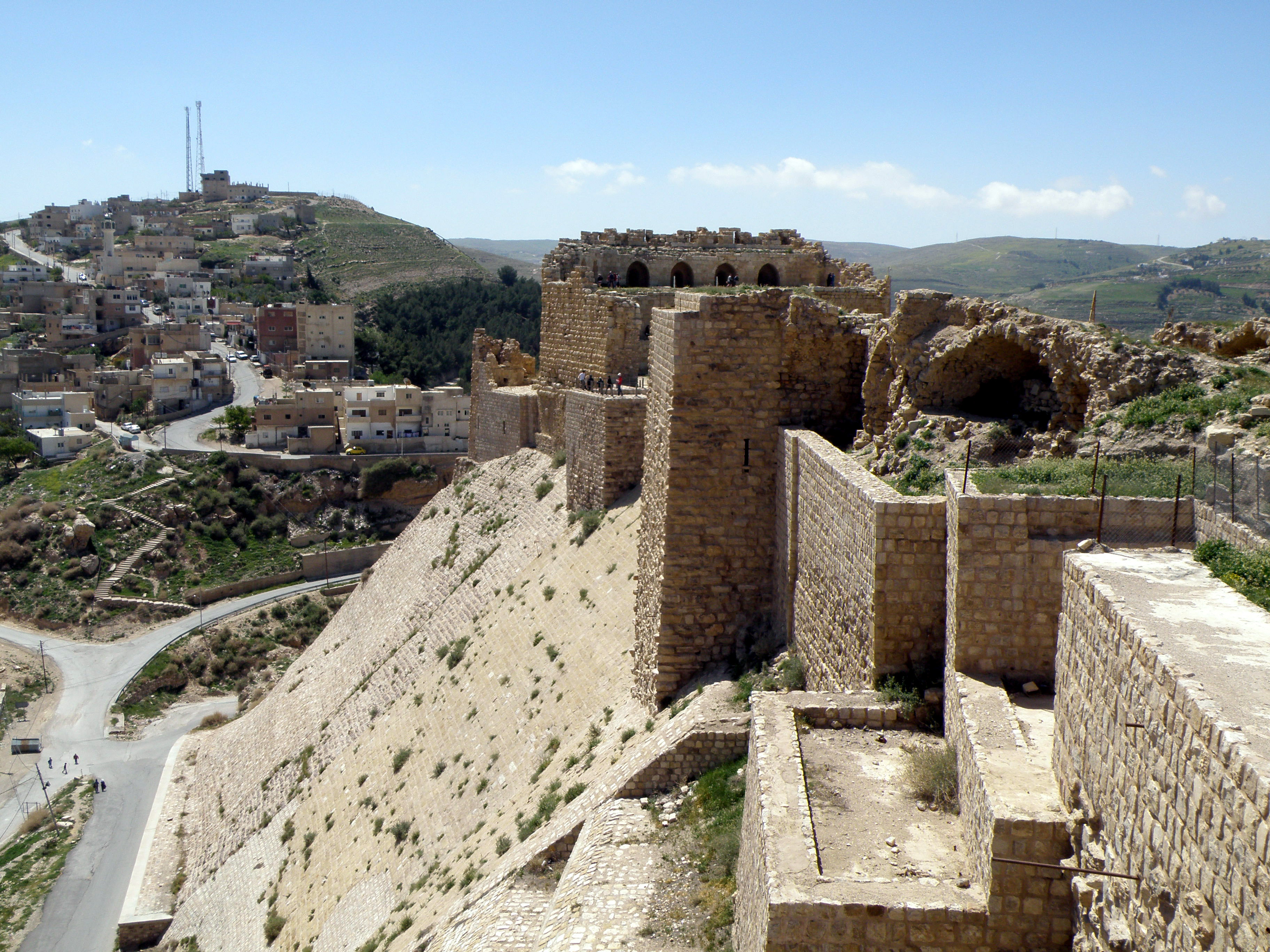
قلعة الكرك.

بالنسبة لقلعة الكرك، فتقع في محافظة الكرك مشكّلة القمة الجنوبية لمدينة الكرك جنوب الأردن. بناها الصليبيون بعد أن سيطروا على هذه المدينة في القرن الثاني عشر للميلاد، وتحديًدا في عام 1161. خلال فترة سيطرتهم على الطريق الملوكي، لتكون نقطة اتصال إستراتيجية متوسطة بين قلعة الشوبك والقدس، التي تشرف عليها. يوجد في القلعة ممرات سريّة تحت الأرض تقود إلى قاعات محصّنة، أما أبراج القلعة فإنها تمنح الناظر من خلالها مشهدًا طبيعيًا للمنطقة المحيطة. قام صلاح الدين بتحريرها بعد هزيمة الصليبين في معركة حطين. يبلغ طول هذه القلعة 220 م وعرضها 125 م من الجهة الشمالية و 40 م من الجهة الجنوبية، حيث تطل على وادِ ضيق زادته قناة المياه عمقًا، وجعلته أكثر ارتفاعًا. وتمتاز بوجود عدد من المباني العثمانية التي تم ترميمها والتي بنيت بدقة من حجر جيري أملس.
إن ما يميز قلعة الكرك، الأبراج التي تحيط بها، والتي بُنيت بفخامة فائقة، ومنها برج البناوي والسيوب والزهير. أما البرج المملوكي، فقد بناه السلطان بيبرس بعد العام 1265، وهو عبارة عن مبنى ضخم يتألف من أربعة طوابق. ويعتقد أنه دُمر عام 1180 نتيجة المعارك المتكررة التي حدثت في تلك الفترة. لقد أُعيد ترميم القلعة، وتم تقوية تحصينات البلدة بالأبراج الضّخمة دون أبواب ظاهرة تحت حكم الأيوبيين وسلطان المماليك الأولين. ويمكن التمييز بين المبنى الحجري للقلعة والحجارة الجيرية الملساء التي استخدمت من قبل العرب لاحقًا.
أما بالنسبة لقلعة الشوبك، فتقع في محافظة معان على ارتفاع 1330 م عن سطح البحر، وتبعد حوالي ساعة عن مدينة البتراء على الطريق الصحراوي جنوب الأردن. يُطلق عليها اسم «قلعة مونتريال». ويُعتقد بأن منطقة الشوبك قد سُكنت في الفترة الادومية، ثم اُعيد ترميمها في الفترة النبطية. ويبدو أنها اُستخدمت كدير صغير للرهبان حتى أعاد بناءها الأمير الصليبي بلدوين.
بالنسبة إلى قلعة عجلون، فتقع في محافظة عجلون شمال الأردن. وتمثل هذه القلعة طراز الفن المعماري عند المسلمين العرب. بناها عز الدين بن أسامة بن منقذ أحد قادة صلاح الدين الأيوبي ما بين عامي 1148 و 1185 لتقف في وجه التوسّع الصليبي، ولتحافظ على طرق المواصلات مع دمشق وشمال سوريا. يُطلق عليها أيضًا «قلعة الربض» بسبب موقعها كونها تربض على ظهر تل شاهق الارتفاع عرف باسم جبل عوف نسبة إلى بني عوف الذين أقامت عشيرة منهم في الجبل أيام الفاطميين. كما استمدت القلعة اسمها الثاني «قلعة صلاح الدين» من القائد الإسلامي صلاح الدين الأيوبي الذي اتخذها نقطة انطلاق لجيوشه المتوجهة صوب مدينة القدس. اذ تشكل معلمًا اثريًا تاريخيًا بارزًا في محافظة عجلون، ولتكون حصنًا منيعًا في وجه هجمات الصليبين، ومركزًا مشرفًا لمراقبة الطرق التجارية.
تمثل القلعة التي صمدت أمام الظواهر الطبيعية وظلت محافظة على اجزائها كاملة رغم مرور مئات السنوات، نموذجًا حيًا للمهارة الهندسية العسكرية الإسلامية، فقد أكسبها موقعها على أعلى قمة الجبل ميزة إستراتيجية فريدة، حيث يحيط بها خندق عميق كان يستخدم لجمع المياه، إضافةً إلى كونه يشكّل حاجزًا قويًا يصعب اقتحامه. فضلاً عن بواباتها المُحصّنة، وأبراجها العالية التي كانت تشكل موقعًا فريدًا للمراقبة والاستكشاف، ومواقع دفاعية قوية. ففي داخلها تكثر الدهاليز والممرات الضيقة، إلى جانب القاعات الفسيحة التي كانت منامات للجند واسطبلات لخيول الأيوبيين. علاوة على آبار المياه التي تتسع لآلاف الامتار المكعبة من مياة المطر. لقد كشفت الحفريات الأثرية إلى جانب القلعة، عن بقايا كنيسة تعود إلى العهد البيزنطي المبكّر.
أما بالنسبة إلى قلعة العقبة، فتقع في محافظة العقبة، وسط مدينة العقبة الساحليّة، على بُعد 375 كم إلى الجنوب من عمّان. أرّخت القلعة من خلال النقشين الذين عثر عليهما فيها: الأول يرجع إلى الفترة المملوكية زمن السلطان قانصوه الغوري، والثاني يرجع إلى الفترة العثمانية زمن السلطان مراد بن سالم خان المعروف باسم السلطان مراد الثالث. كذلك ساعد في تأريخ القلعة نتائج أعمال التنقيب الأثري التي أمكن من خلالها تمييز سبع مراحل من الاستيطان والبناء. أول هذه المراحل الفترة الأموية التي اقتصرت على النظام المائي. المرحلة الثانية كانت خلال القرن الثالث عشر، وتم فيها بناء القلعة. المرحلة الثالثة في القرن الخامس عشر وشهدت إعادة بناء القلعة. وتمثلت المرحلتان الرابعة والخامسة بنهاية الفترة المملوكية وبداية الفترة العثمانية في القرن السادس عشر. أما بناء الأبراج وتحويلها من نمط المسقط الأفقي متعدد الأضلاع إلى الدائري فكان في القرن التاسع عشر، بعد عام 1828 م. تم تدمير الجدار الغربي والبرج في الناحية الشمالية الغربية خلال الحرب العالمية الأولى. ويوجد فوق المدخل الرئيسي للقلعة نقش يذكر تاريخ دخول القوات العربية في 6 تموز / يوليو 1917 م.

### منطقة مادبا
تقع مادبا، إحدى الأماكن الأبرز في الأرض المقدسة التي تنطبع في ذاكرة الزائرين على بعد 30 كم جنوب غرب عمّان، وبموازاة طريق الملوك الذي يزيد عمره عن 5000 سنة، فبعد المرور بمجموعة من المواقع القديمة، تكون أول مدينة يصل إليها الزائر هي مادبا، ويُطلق عليها أيضًا اسم «مدينة الفسيفساء». تشتهر مادبا بأرضية كنائسها المرصوفة بلوحات فنية من الفسيفساء، خصوصًا خارطة الفسيفساء التي تعود إلى القرن السادس للميلاد، ويظهر فيها القدس والأرض المقدسة. وتتكون من أكثر من مليوني قطعة من الحجارة الصغيرة المُلونة، وتعرض فيها رسومًا للتلال والأودية والقرى والمدن وصولاً إلى دلتا النيل بمصر. وتغطي خارطة الفسيفساء في مادبا أرض كنيسة القديس جورج للروم الأورثوذكس الكائنة شمال غرب وسط المدينة، حيث بُنيت الكنيسة عام 1896 م على أنقاض كنيسة بيزنطية قديمة جدًا من القرن السادس.

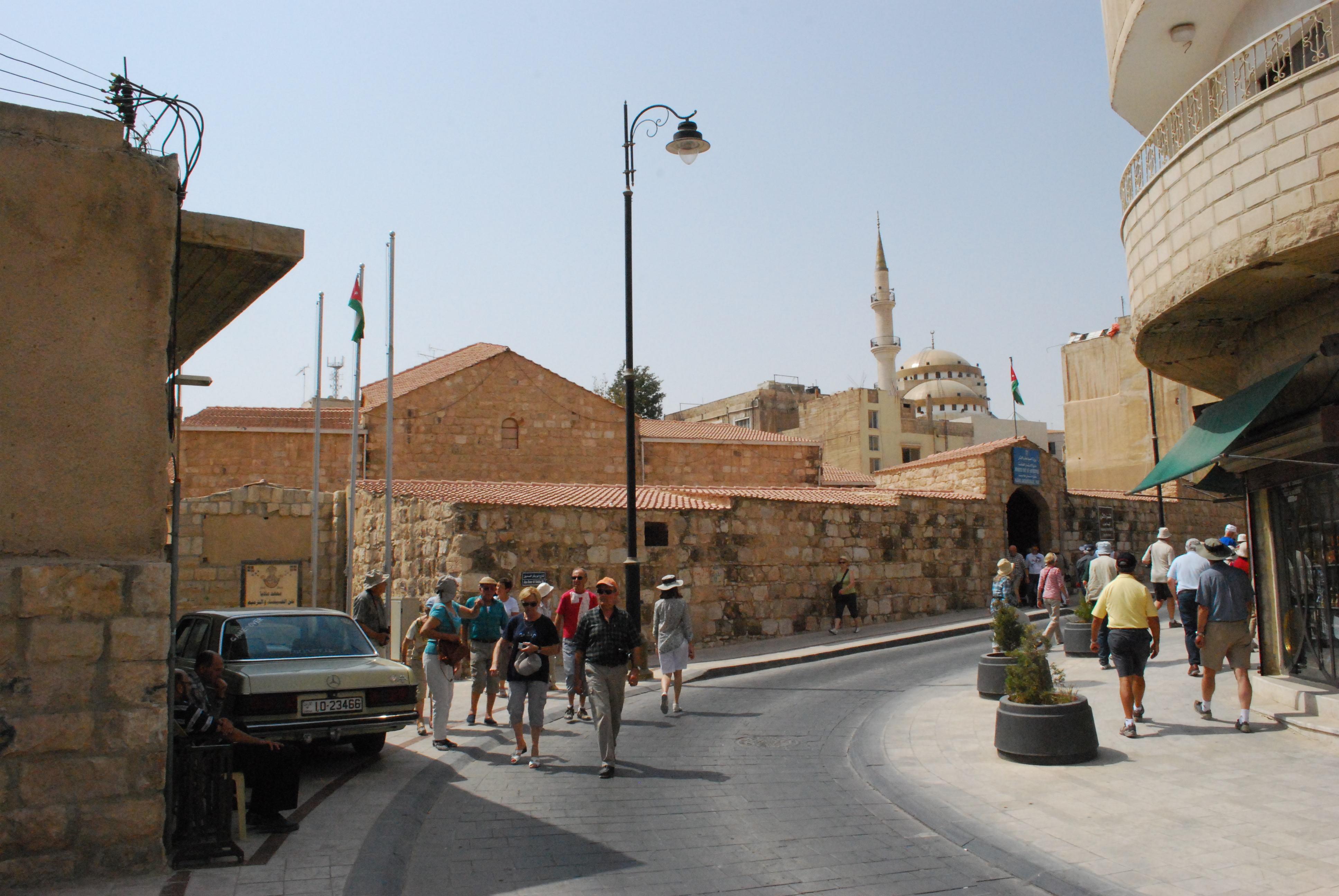
وسط مدينة مادبا، حيث منتزه مادبا الأثري ومسجد الحسين.

وتظهر بالمدينة قطع فنية أخرى عثر عليها موجودة ضمن مسار مادبا التراثي، كما في كنيسة العذراء والرسل وفي المتحف الأثري رسومًا لعدد كبير من الأزهار والنباتات والطيور والأسماك والحيوانات الغريبة، إضافةً إلى مشاهد من عالم الأساطير ورحلات الصيد والقنص وأعمال الزراعة. كل ذلك مرصوف بالفسيفساء المُلونة التي كانت فنًا شائعً بادءاً من القرن الخامس الميلادي إلى القرن السابع في كنائس مادبا وبيوتها. والوصول إلى هذه المدينة العريقة سهل وممتع، فمن عمّان نحو الجنوب وعلى طول الطريق الملوكي السريع وعلى مسافة ثلاثين كيلومترًا يمكن الانعطاف إلى يمين الطريق الملوكي ليجد الزائر نفسه على مشارف هذه المدينة التاريخية العريقة.
يجمع متحف مادبا الأثري ومنتزه مادبا الأثري بقايا كنائس بيزنطية متعددة بما في ذلك الفسيفساء الرائعة التي عُثر عليها في كنيسة العذراء وفي قاعة هيبوليتوس، وهي جزء من دار فخمة تعود إلى القرن السادس. يقع بالقرب من كنيسة العذراء معهد مادبا لفن الفسيفساء والترميم الذي يقوم بمهامه التعليمية برعاية وزارة السياحة الأردنية. يدرّب المعهد حرفيين على فن صناعة، وإصلاح وترميم الفسيفساء، وهو المشروع الوحيد من نوعه في الشرق الأوسط.

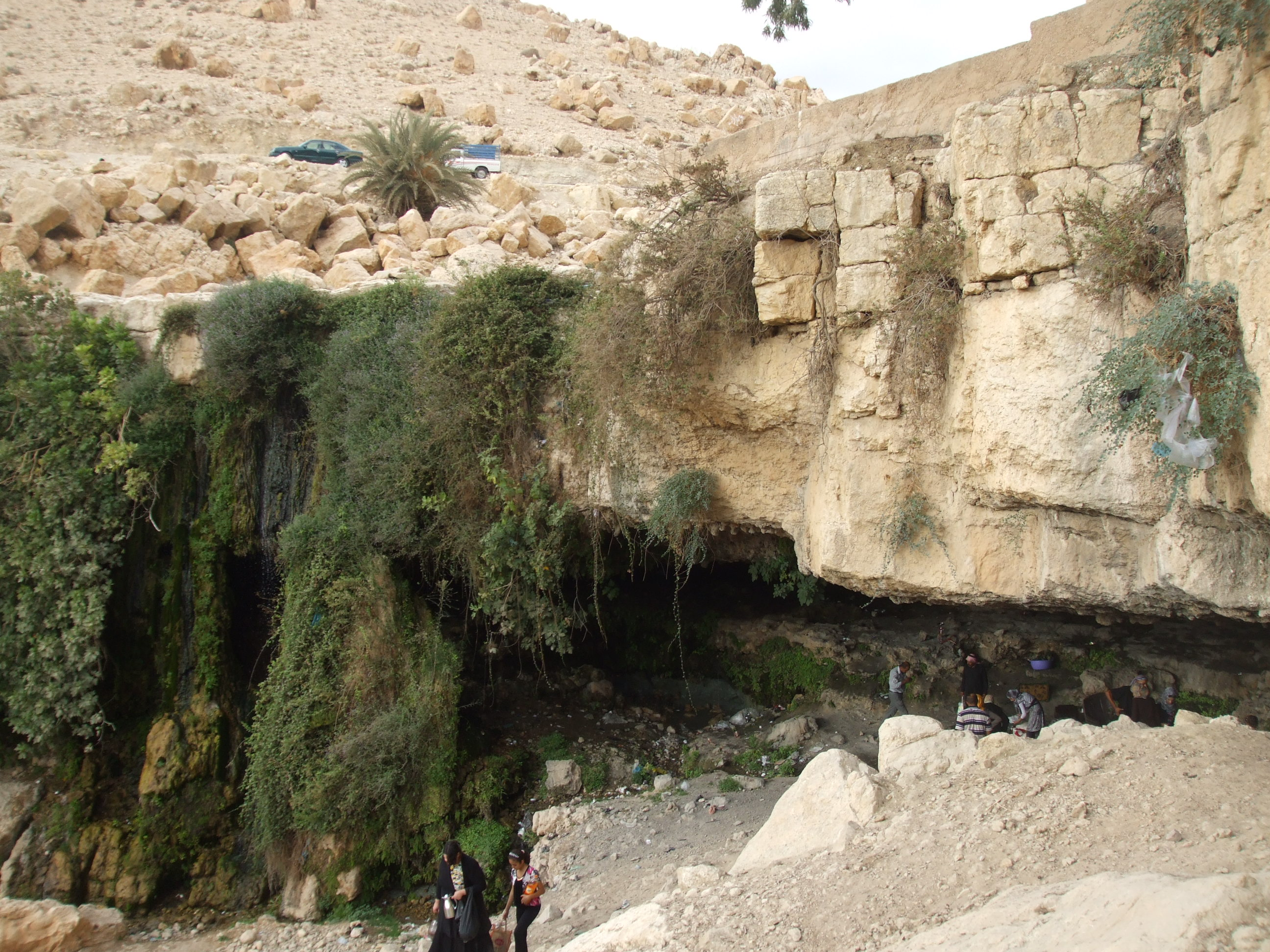
عيون موسى في مادبا.

يوجد في المنطقة عينها جبل نيبو، وهو موقع مقدس للمسيحيين، وهو المكان الذي دُفن فيه النبي موسى حسب بعض المعتقدات. شيد المسيحيون الأوائل هناك كنيسة صغيرة مربعة، فتحولت فيما بعد إلى صرحٍ واسع. لقد أقام البابا يوحنا بولس الثاني صلوات في الموقع أثناء زيارته إلى الأردن عام 2001، وقد أعلنه موقعًا للحج المسيحي مع عدة مواقع أردنية أخرى. ويشرف الموقع على وادي الأردن والبحر الميت ويطل على قمم تلال القدس وبيت لحم. كما يوجد أيضًا في مادبا قلعة مكاور، والتي تقع على بعد 32 كم جنوب غرب مدينة مادبا بالقرب من قرية مكاور، على تلة متوسطة ترتفع 730 م عن سطح البحر. تم بناؤها في سنة 90 قبل الميلاد، وتطل القلعة على البحر الميت وتلال وسط فلسطين والجبال الممتدة باتجاه القدس. اتخذها هيرودس بداية القرن الأول للميلاد قصرًا للاستجمام والراحة. وتعود شهرة هذه القلعة إلى الاعتقاد بكونها المكان الذي سُجن فيه النبي يحيى «يوحنا المعمدان».
كما تحوي المنطقة على عيون موسى. وترجع التسمية إلى بعض القصص بأن موسى قد ضرب الصخر بعصاه وأسقى قومه. تقع العيون على بعد عشرة كليو مترات من مدينة مادبا، بالقرب من جبل نيبو وبالتحديد إلى الشمال الشرقي من الجبل. وهي عبارة عن منطقة منخفضة ومناخها معتدل شتاءًا وحار جدًا صيفًا كالأغوار وهي منطقة شبه غورية ويوجد بها أشجار وينابيع متعددة ويوجد فيها أكثر من 6 كنائس بيزنطية وآثار قصور قديمة. وتشير بعض المصادرالتاربخبة إلى أن النبي إيليا (مار الياس) أقام فيها بعد مطاردته من خصومه وهروبه إليها بعد مكوثه في قرية سالم القريبة من عيون موسى إلى الغرب الجنوبي. أما الآن، فيُزرع في عيون موسى الزيتون والرمان والعنب والفاكهة ويتوافد الزوار إلى المنطقة من كل الديانات. كما يمتد الشاطئ الشرقي للبحر الميت في محافظتيّ مادبا والكرك، حيث توجد بعض المعالم الأثرية والدينية الهامة في هذه المنطقة كهف النبي لوط.
أما بالنسبة إلى الطريق الملوكي، فيغلب الظن أن هذا الطريق التاريخي الطويل أخذ إسمه من الرواية التاريخية القديمة التي أوردها الكتاب المقدس بعهده القديم عندما زحفت جيوش حلف مؤلف من أربعة من ملوك الشمال على طول هذا الطريق لمحاربة الملوك مدن بسهل الخمس بما في ذلك مدينتا سدوم وعمورة، وهو الطريق الذي تمنى موسى أن يسلكه مع قومه عبر أرض إدوم للحصول على أرض كنعان. وهذا الطريق يمتد مسافة 335 كم مخترقًا جبالاً عالية وسهولاً واسعة خصبة وأودية سحيقة، وأراضي شديدة الانحدار وحدودًا للصحراء الشرقية وصولاً إلى الميناء على شاطئ البحر الأحمر في العقبة، حيث تترامى على جوانبه العديد من المواقع السياحية والتاريخية، فيرى الزائر مدنًا أثرية تعود إلى العصر الحجري، وأُخرى تعود إلى عهد المسيح كممالك عمون ومؤاب وإدوم وقلاعًا وحصونًا صلبه، وكنائس مرصوفة بالفسيفساء النادرة تعود إلى العهد البيزنطي وقلاعًا رومانية ومعابد نبطية ومدنًا إسلامية وعاصمة الأنباط المدينة الأثرية الأكثر شهرة المنحوتة بالصخر، البتراء.

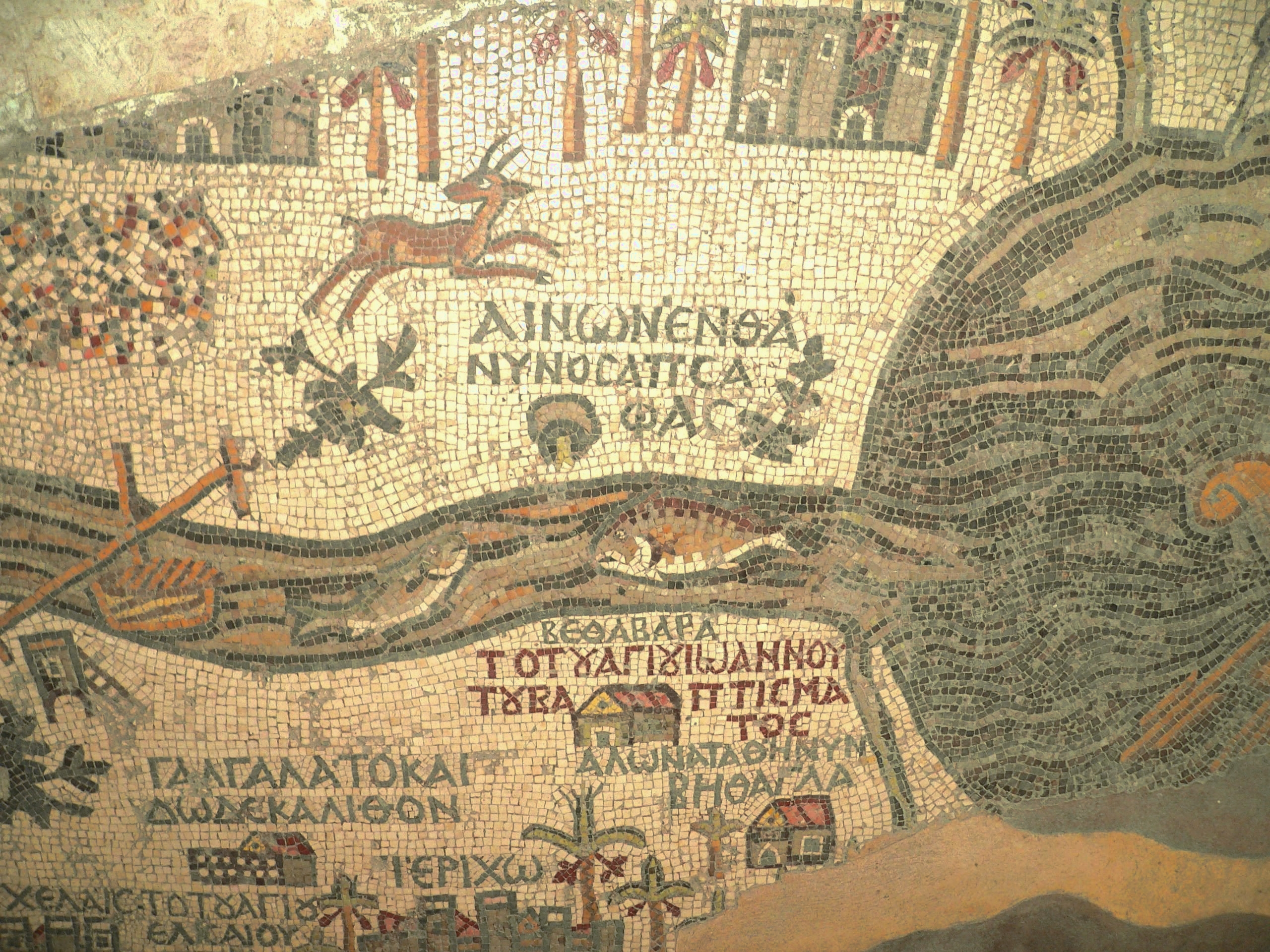
خارطة مادبا
الطريق الملوكي
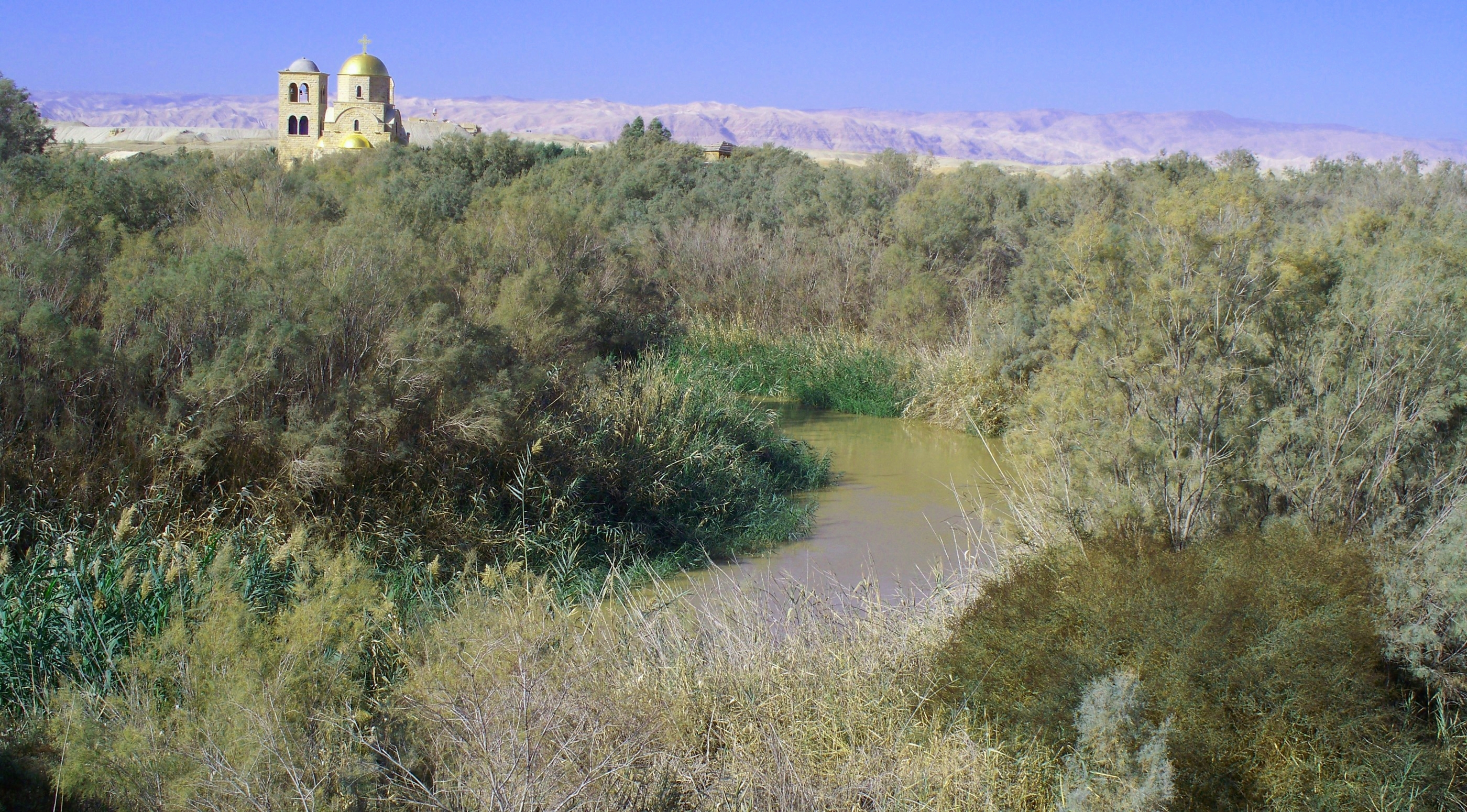
نهر الأردن، المغطس
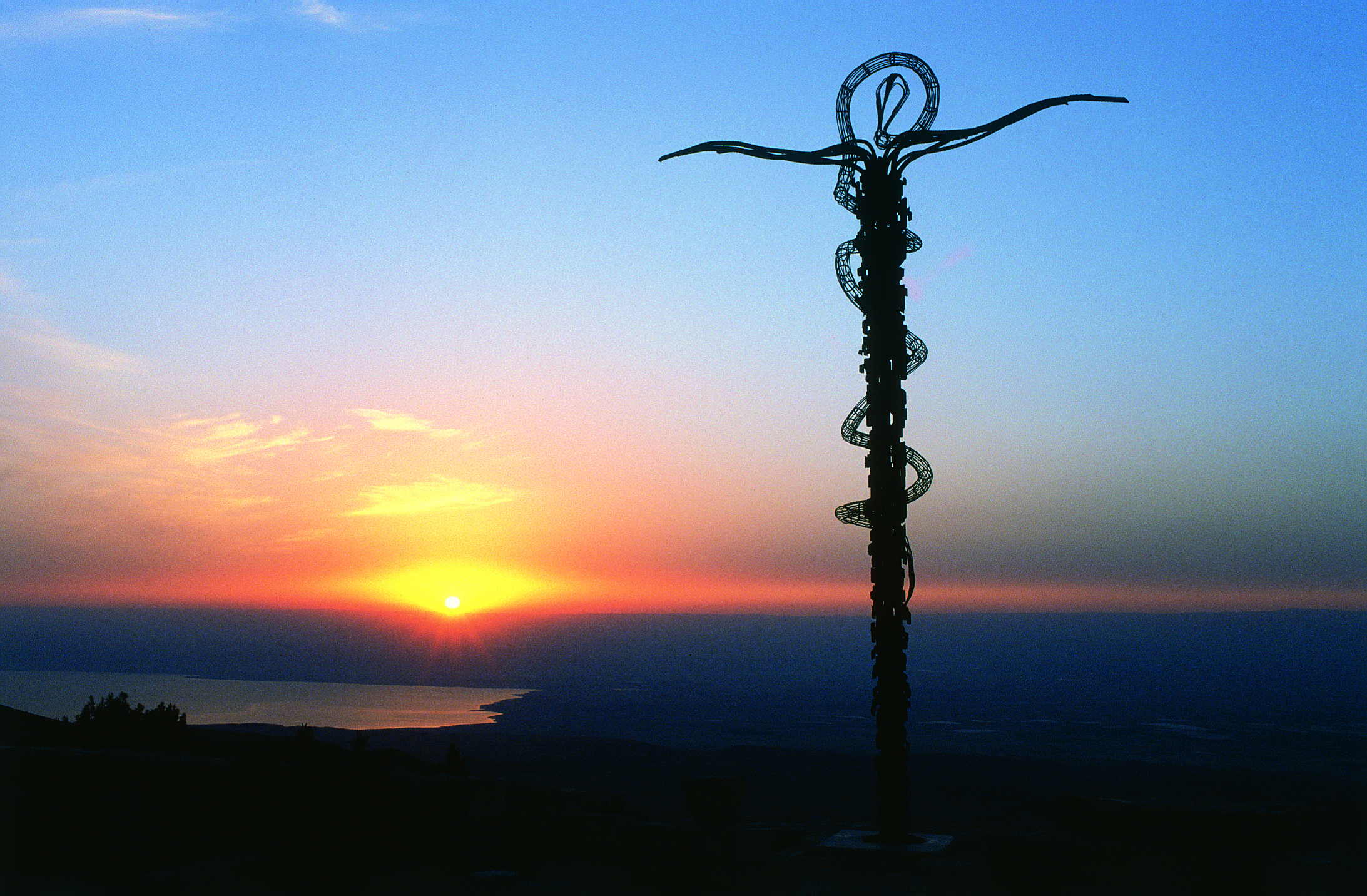
جبل نيبو المطل على فلسطين
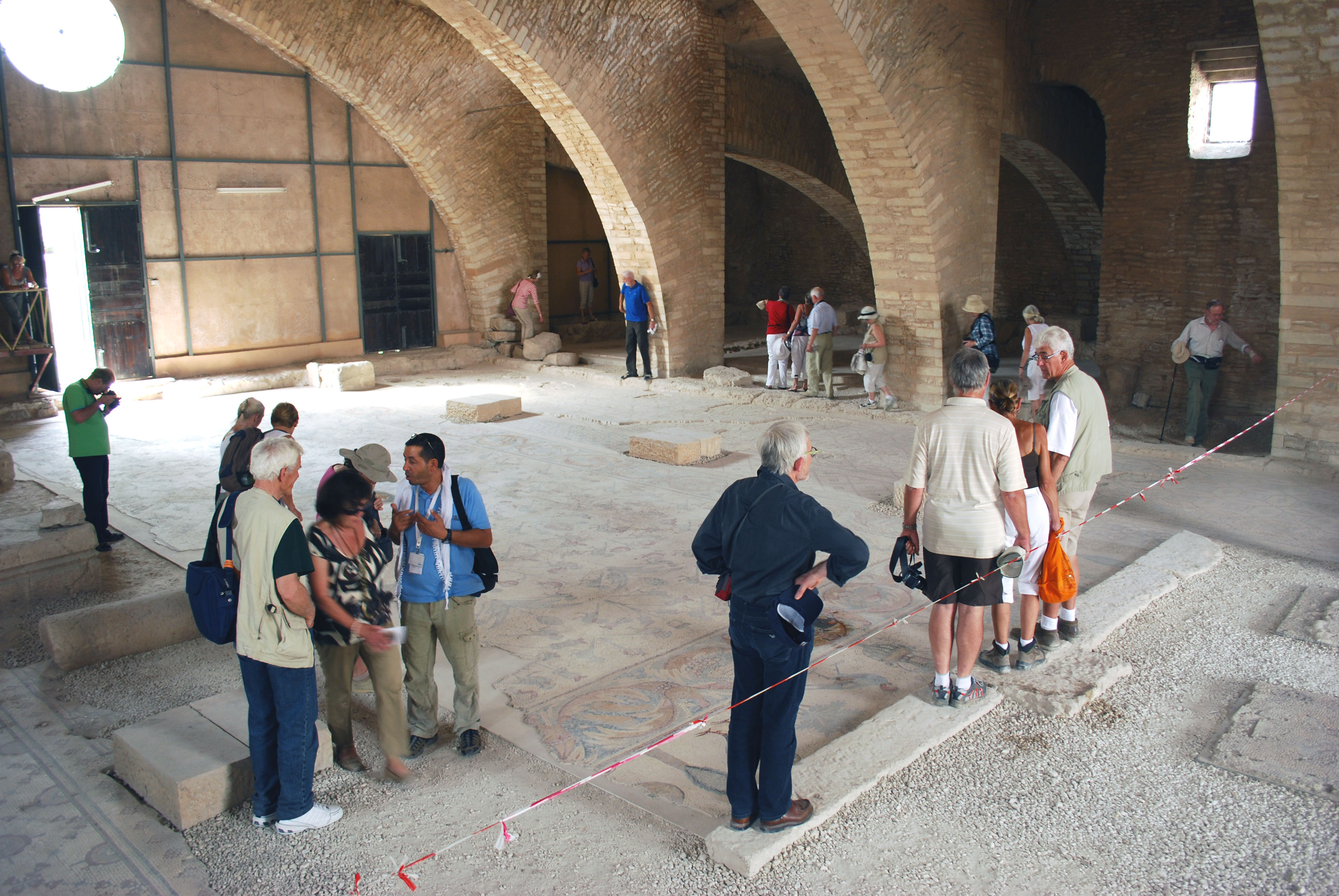
كنيسة الرسل

### البتراء
تُعد البتراء، الواقعة في محافظة معان جنوب الأردن، أكثر الأماكن جذبًا للسياح على مستوى المملكة. كما أنها واحدة من أهم الوجهات السياحية لزعماء العالم. وهي مدينة تاريخية متكاملة تشتهر بعمارتها المنحوتة بالصخور ونظام قنوات جر المياه القديمة. أُسست تقريبًا في عام 312 ق.م كعاصمة لمملكة الأنباط، أول الممالك العربيّة في التاريخ. وقد تبوأت مكانةً مرموقةً لسنوات طويلة، حيث كان لموقعها على طريق الحرير، والمتوسط لحضارات بلاد ما بين النهرين وفلسطين ومصر، دورًا كبيرًا جعل من دولة الأنباط تمسك بزمام التجارة بين حضارات هذه المناطق وسكانها.

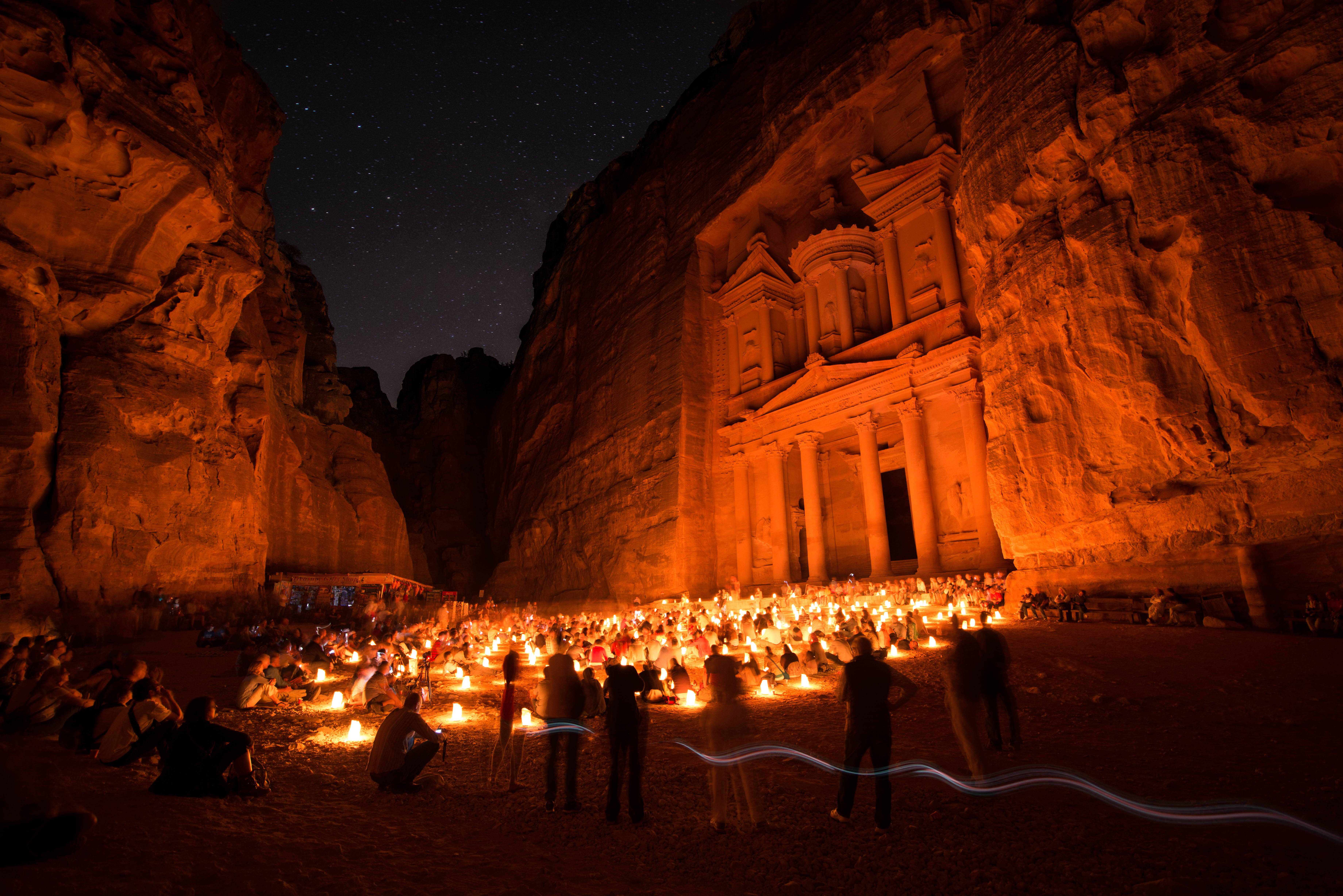
الخزنة في البتراء.

يبدأ الزائر بدخول المدينة الورديّة عن طريق منطقة وادي موسى، حيث الفنادق والاستراحات ومركز الزوّار، ليبدأ رحلة ضمن السيق الصخري الذي يمتد أكثر من كيلومتر، وترتفع جدرانه إلى علوٍ يصل أحيانًا إلى 200 متر، ويحتوي على سدود وقنوات ري قديمة بناها الأنباط لضمان وصول المياه إلى المدينة والتحكم بها. ينتهي هذا السيق بأحد أهم معالم البتراء، وهي الخزنة، التي تمثّل نموذجًا فريدًا للنحت على الصخر الوردي. بعد اجتياز الخزنة تجتذب الزائر المباني المنحوتة بالصخر إلى جانب الحمّامات والأضرحة الملكية، ويمر على خزانات المياه والأبواب الضخمة المقوّسة والشوارع المُبلّطة والمحفوفة بالأعمدة، كشارع الواجهات والشارع المُعمّد. ثم يصل إلى مبنيين عظيمين هما مسرح البتراء الذي يتسع لأكثر من 300 مشاهد، ومبنى المحكمة (قبر الجرّة). بعد ذلك يصل إلى أكبر معابد البتراء على الإطلاق، وهو المعبد الكبير، الذي يُعتبر من مباني المدينة القليلة التي تم بناؤها من الحجر ولم يُحفر بالصخور. كما يقع إلى جانب المعبد على الطريق المؤدي إلى الأدراج قصر البنت. وتؤدي تلك الأدراج الكثيرة إلى مبنى مهم آخر في البتراء، وهو الدير، والذي يشبه مبنى الخزنة بالمظهر، ولكنه يفوقها بالأبعاد.

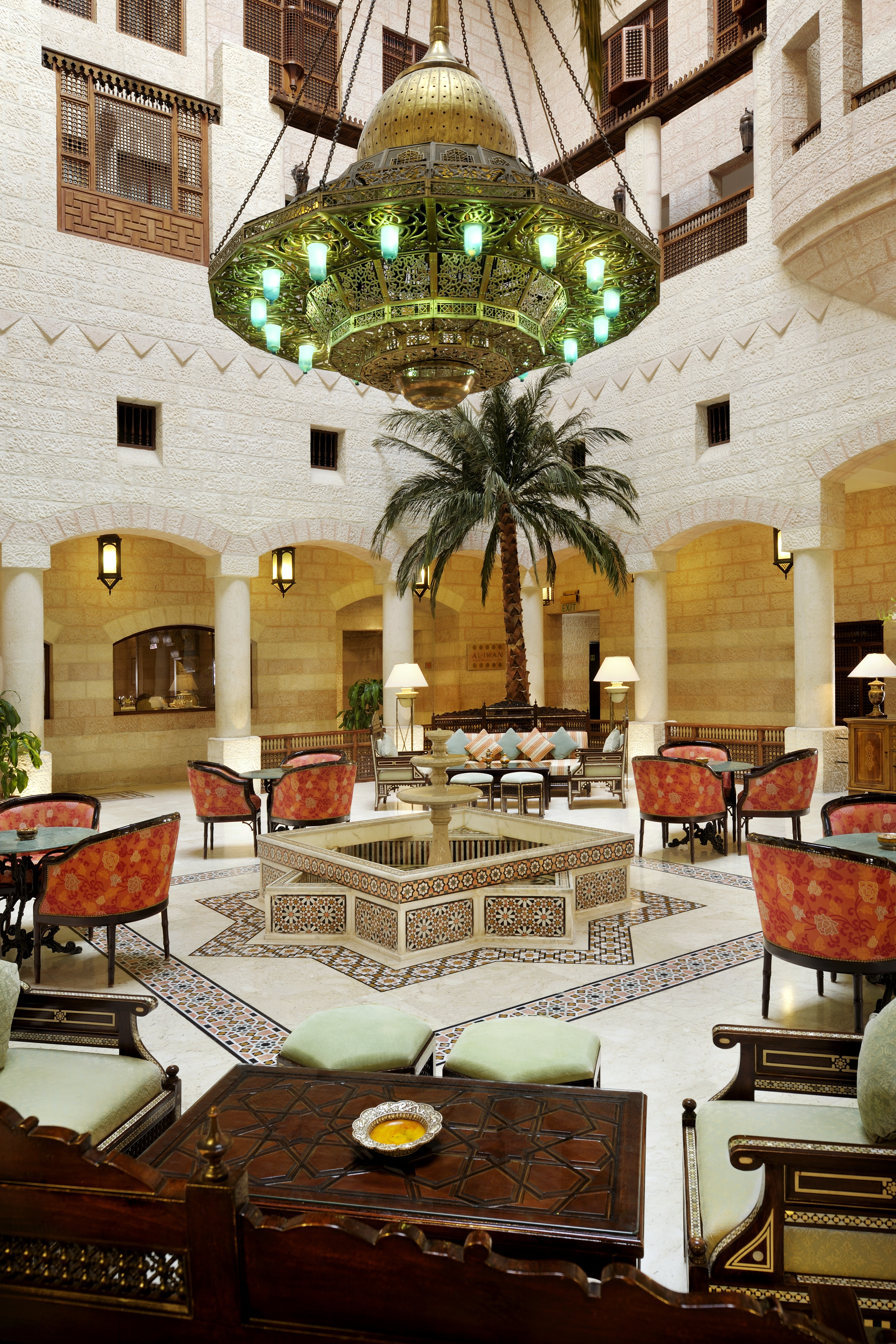
من داخل أحد فنادق البتراء، التي اُستخدم في تصميمه أسلوب العمارة الإسلامية.

تضم البتراء عددًا كبيرًا من الفنادق ذات تصنيف خمس نجوم وما دون لاستيعاب الأعداد الكبيرة من الزائرين لمحمية الآثار في المدينة، حيث بلغ عددهم قرابة 480,000 زائر في عام 1999، فيما ارتفع العدد إلى 900,000 عام 2010. كما تحوي هذه المحمية بدورها على عدد كبير من الأسواق الشرقيّة. من الجدير بالذكر أن جرش تلي مدينة البتراء من حيث عدد الزوار، تليهما كل من المناطق التالية تنازليًا: عجلون ومادبا والكرك وأم قيس ووادي رم.
من جهة أخرى، اُفتتح في نيسان/ أبريل 1994 متحف البتراء النبطي في المدينة إلى جانب متحف آخر هو متحف البتراء القديم، الذي تأسس عام 1963. ويحتوي المتحف النبطي ما يقارب 600 قطعة أثرية معروضة في خزائن العرض؛ حيث يتألف من ثلاث قاعات رئيسية: القاعة الأولى تشتمل شرحاً عن تاريخ الأنباط وجيولوجية البتراء، بالإضافة إلى قطع أثرية تعود إلى العصر الحجري الحديث. أما القاعة الثانية، فهي مخصصة للمكتشفات من الحفريات الأثرية، ومرتبة حسب تسلسلها الزمني بدءاً من العصرالحجري وحتى القرن السادس الميلادي. كما تضم هذه القاعة نبذة تاريخية عن الزلازل والتجارة النبطية وطرق القوافل والبتراء في العصور الوسطى. أما القاعة الثالثة، فتحتوي على مجموعة من الأسرجة الفخارية حسب تطور صناعتها، والتماثيل البرونزية والفخارية والأطبـاق الملونة والعادية وقطع العملات، والحلي والمجوهرات، بالإضافة لبعض القطع الفخارية والجرار المختلفة الأحجام. ويُقام في البتراء سنويًا ومنذ عام 2005، مهرجان البتراء السياحي الثقافي، لتشجيع السياحة الداخلية والعربية. كما أُقيم في نفس العام مؤتمر للحائزين على جائزة نوبل في العالم. ولقد قامت سلطة إقليم البترا بالتعاون مع هيئة تنشيط السياحة في عام 2012، بإحياء احتفاليات تضم العديد من الأنشطة والفعاليات، بمناسبة مرور 200 عامًا على اكتشاف البتراء، والتي تهدف إلى تعريف المواطن المحلي والسائح العربي والأجنبي بأهمية هذه المناسبة ودورها الريادي في وضع البتراء على خارطة السياحة العالمية.
تجدر الإشارة إلى أن موقع البتراء بقي غير مكتشف للغرب طيلة الفترة العثمانية، حتى أعاد اكتشافها المستشرق السويسري يوهان لودفيغ بركهارت عام 1812. وقد أُدرجت مدينة البتراء على لائحة التراث العالمي التابعة لليونسكو في عام 1985. كما أختيرت كواحدة من عجائب الدنيا السبع الجديدة عام 2007. ولقد احتفلت البترا بالزائر رقم مليون لأول مرة في تاريخ السياحة الأردنيّة، وذلك في شهر تشرين الثاني/ نوفمبر 2019.

## السياحة الدينية

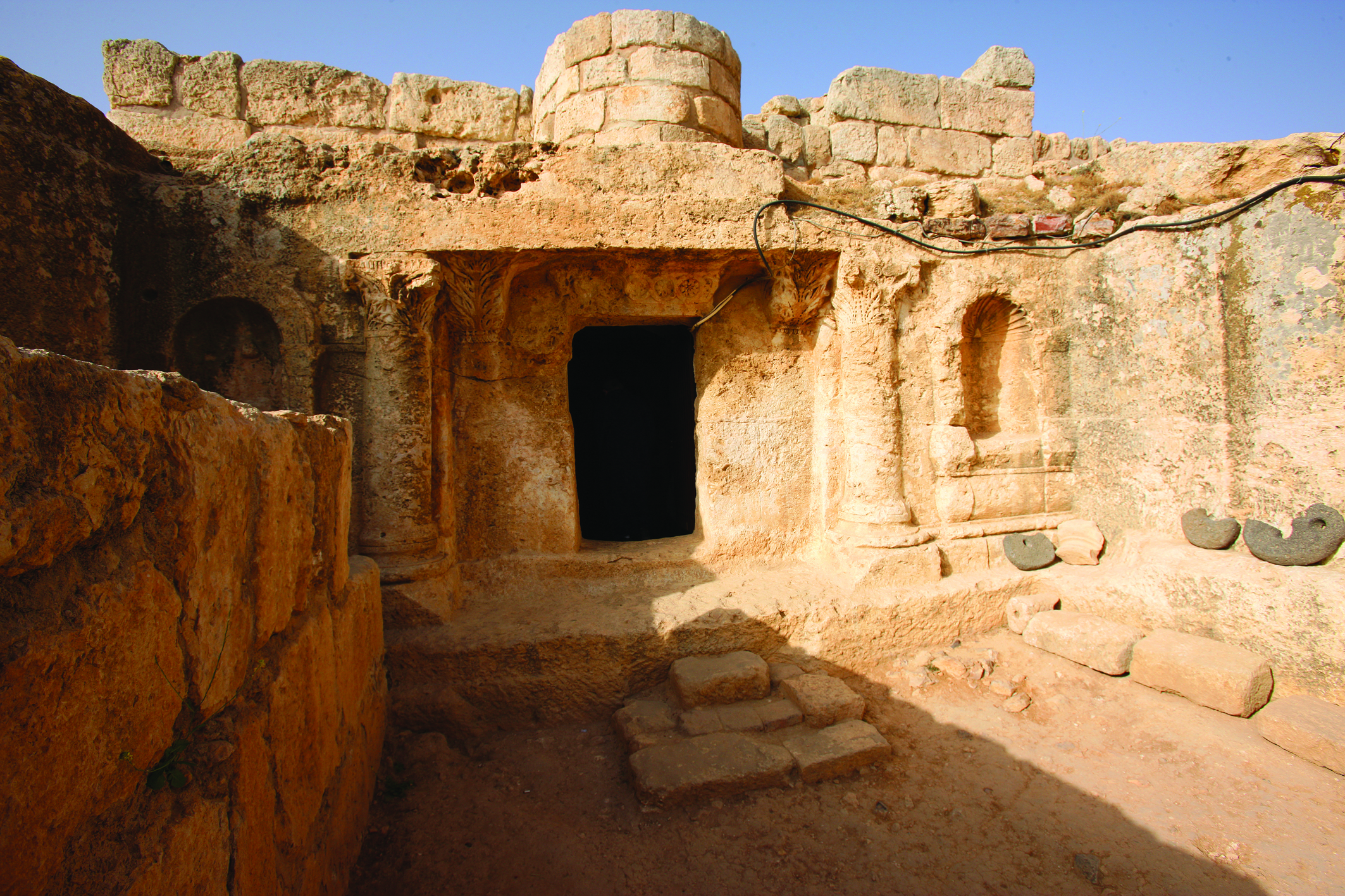
كهف أهل الكهف في عمّان.

عرف الأردن هذا النوع من السياحة منذ القدم، عندما كان يفد إليه الكثير من الزائرين لزيارة المعالم الدينية رغبةً منهم في توسيع دائرة الثقافة الدينية لديهم، وممارسة الطقوس الدينية، فالأردن يقع بين مكة والقدس، المدينة المقدسة لدى الديانات السماوية الثلاث. وللأردن دور مركزي في تاريخ أهل الكتاب، فالعديد من الأنبياء ورد ذكرهم في العهد القديم، الإنجيل، والقرآن، ارتبط تاريخهم بالأردن، فهم إما عاشوا فيه، أو على الأقل دخلوا إليه عابرين أرضه. ويوجد في الأردن أرض مؤاب، عمون، جلعاد، إدوم، والكثير من الأضرحة والأماكن المقدسة للديانات السماوية. كما أن في الأردن مواقع وآثار للأنبياء والصحابة، وكان بابًا للفتوحات الإسلامية للشام، ودارت على أرضه بعض المعارك التاريخية الكبرى من أهمها معركة مؤتة، معركة اليرموك، ومعركة فحل. كما يُعتبر موقع أهل الكهف الواقع في الجنوب الشرقي من عمّان من أهم المواقع الجاذبة للزائرين، حيث ذُكرت وقائع قصة أهل الكهف في القران إضافةً أنها معروفة في التاريخ المسيحي.
المعالم الإسلامية
يزخر الأردن بالعديد من الآثار الإسلامية، حيث يوجد على ترابه أضرحة ومساجد ومقامات لأنبياء عاشوا أو مرّوا في الأردن، مثل مقام النبي شعيب ومقام النبي نوح ومقام النبي هارون ومقام النبي أيوب ومقام النبي يوشع ومقام النبي هود، بالإضافة إلى مقامات صحابة النبي محمد، أشهرها مقام أبي ذر الغفاري، الواقع بالقرب من ذيبان في محافظة مادبا، ومقام أبي عبيدة بن الجراح، الواقع في غور أبي عبيدة في وادي الأردن. بالإضافة إلى شهداء معركة مؤتة، وعلى رأسهم جعفر بن أبي طالب وزيد بن حارثة وعبد الله بن رواحة والحارث بن عمير. ويقع ضريح جعفر بن أبي طالب، والضريحان الآخران، في بلدة المزار الجنوبي في محافظة الكرك، وله رمزيّة كبيرة لدى الزوار الشيعة.

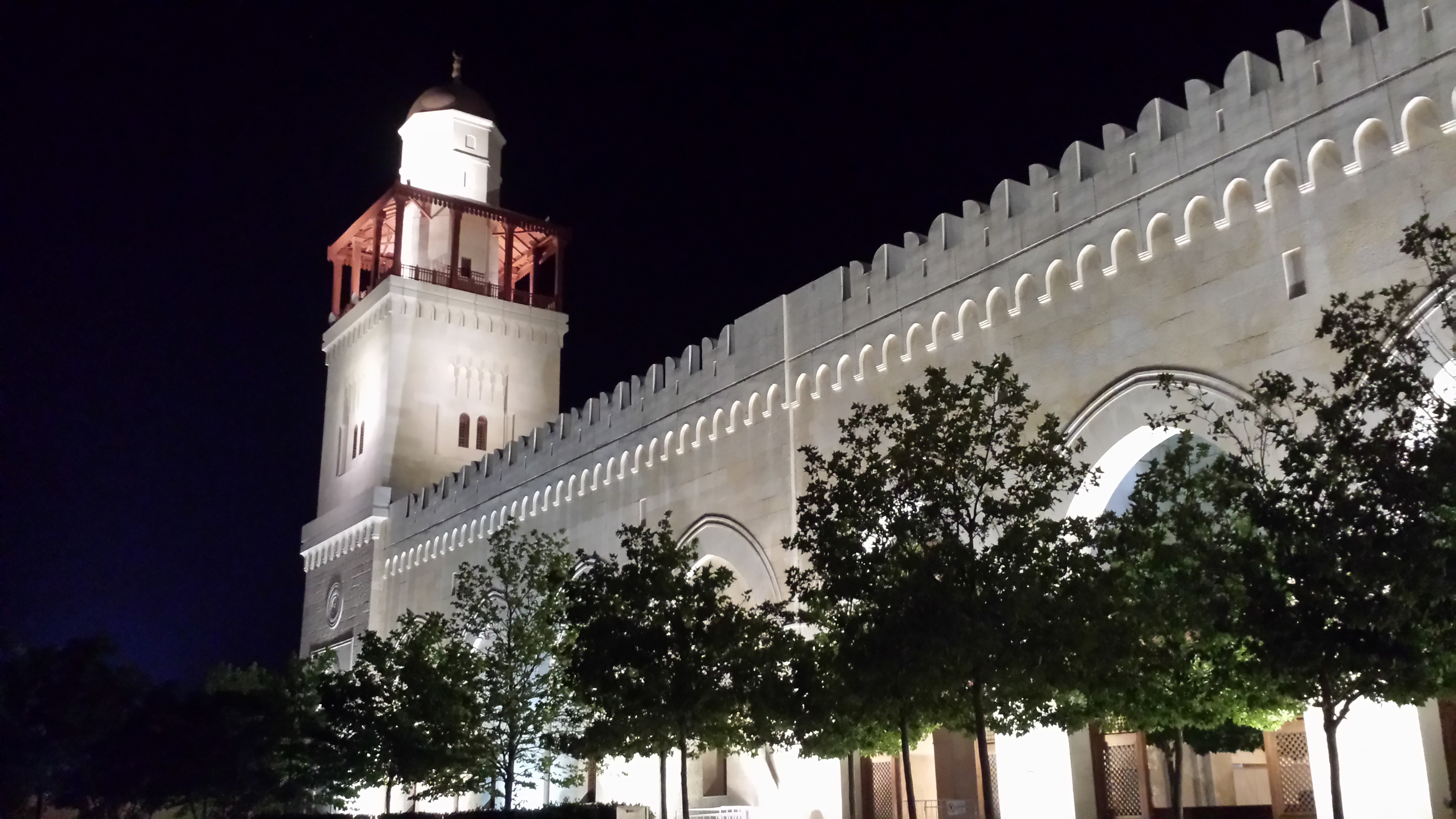
مسجد الحسين، المسجد الرسمي بالأردن.

كما تنتشر المقامات والأضرحة على مساحة الأردن من شماله إلى وسطه وجنوبه، ففي بلدة سوم القريبة من مدينة إربد شمال الأردن، يوجد مقام أبي الدرداء الذي كان قاضيًا لبلاد الشام. وإلى الشمال من مدينة الطفيلة جنوب الأردن، يقع ضريح فروة بن عمرو الجذامي، وهو أول شهيد مسلم خارج الجزيرة العربية، وأول من قُتل في سبيل نشر الإسلام في تخوم الروم الذين أقدموا على قتله. وفي منطقة الأغوار يوجد مقام عبد الرحمن بن عوف ومقام أبي سليمان الداراني، إضافةً إلى مقامات أخرى في منطقتيّ الكرك والسلط. وبالقرب من بلدة دير علا في الأغوار يقع مقام ضرار بن الأزور ليس بعيدًا عن مقام أبي عبيدة عامر بن الجراح، وكذلك مقام شرحبيل بن حسنة في بلدة المشارع ومقام معاذ بن جبل، ومقام عامر بن أبي وقاص في الأغوار الشمالية. لقد شهدت هذه المقامات والأضرحة خلال السنوات الماضية مشاريع إعمار متتالية. ولقد ساهم الإعمار في هذه المقامات بجذب سياحة دينية إليها من الداخل والخارج بصورة لم نألفها من قبل.
كما تضم صحراء الأردن الشرقيّة شجرة البقيعاوية التي استظل بها النبي محمد، وهي شجرة معمّرة منذ زمن بعيد يزيد عمرها عن أكثر من 1500 عام، تقع بمنطقة الصفاوي وتبعد عن عمّان 140 كم. ورغم مرور السنين إلا أنها لا تزال تتمتع بخضرتها ورونقها وجمالها. ويزيد ارتفاع الشجرة على 11 مترًا، كما أنه لا أثر للحياة حولها، وتعيش وحيدة مخضرة وسط صحراء مترامية الأطراف حيث لا خضرة سواها. ويقول الباحثون أن محمد استظل بها عند رحلته إلى الشام مع ميسرة خادم خديجة.
تجدر الإشارة إلى أن مسجد الحسين في عمّان يُعتبر المسجد الرسمي في المملكة الأردنية الهاشمية، وهو أكبر مسجد في المملكة، وقد بُني عام 2006 بطريقة تعكس الفن المعماري الأموي الذي يتجلى بالكثير من المناطق الأثرية في الأردن.

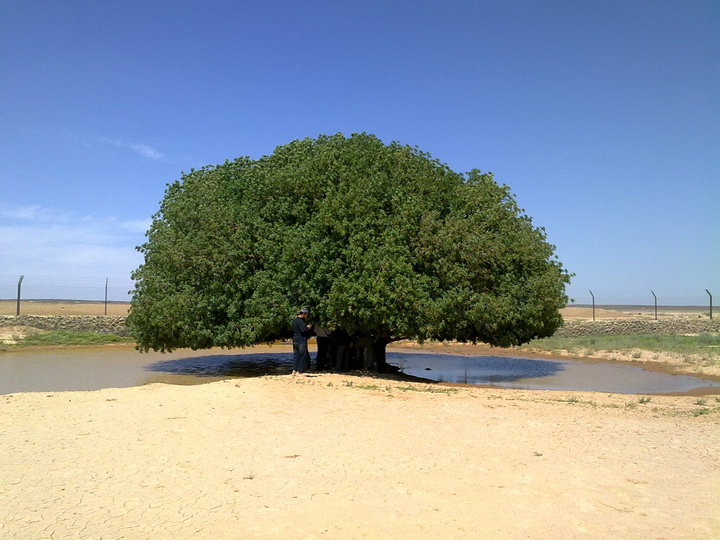
شجرة البقيعاوية التي استظل بها محمد
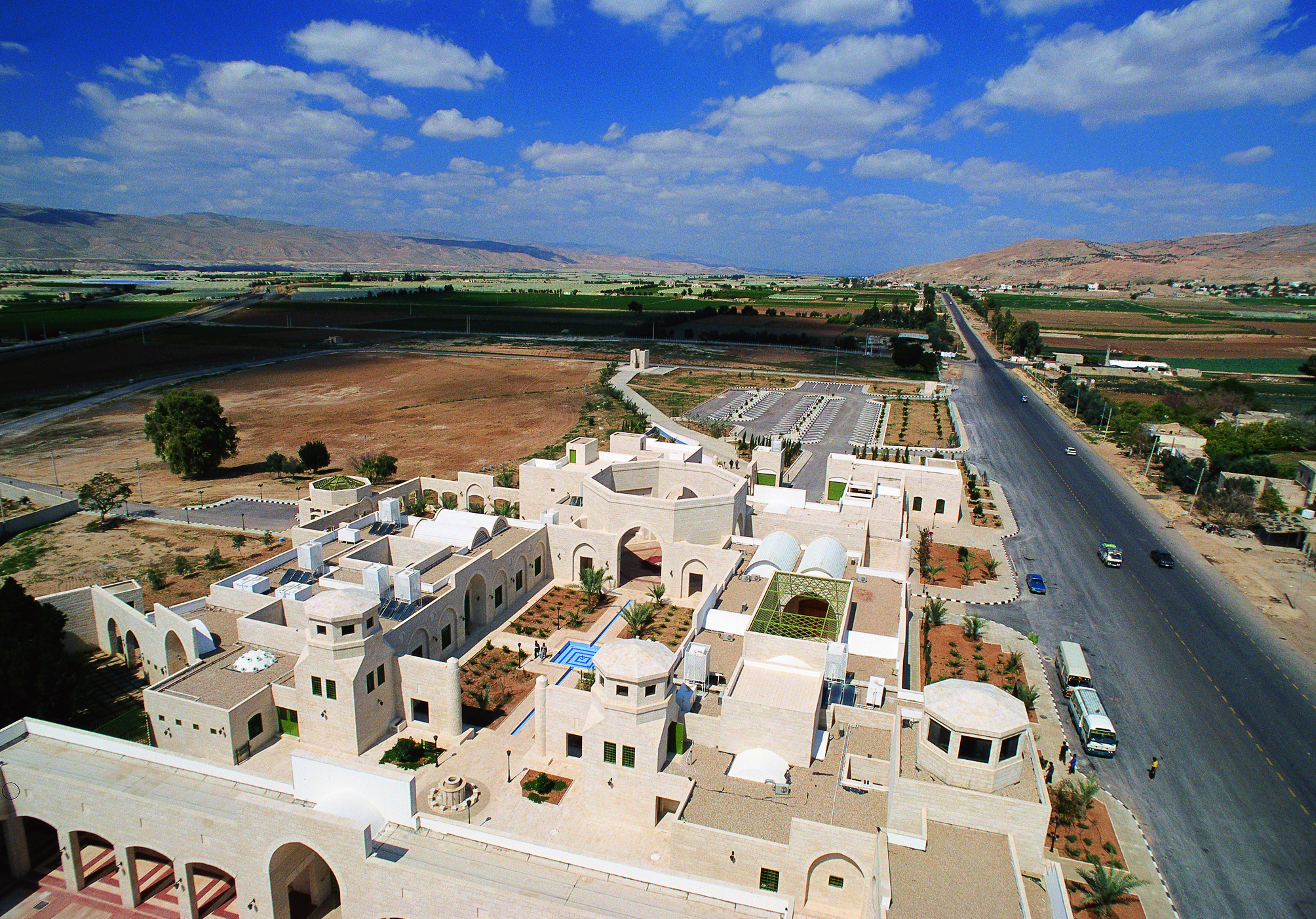
مقام أبو عبيدة بن الجراح في الأغوار
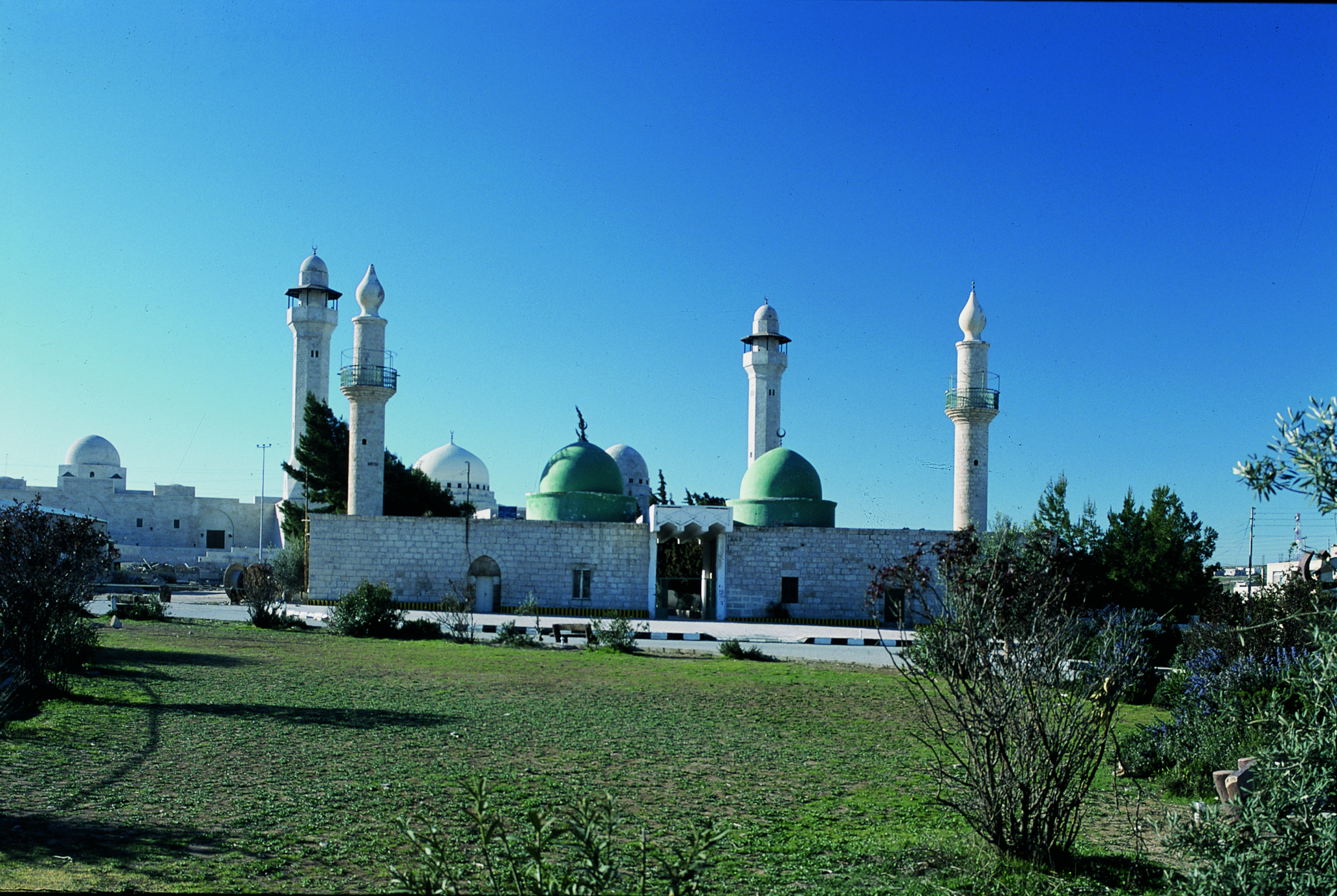
مقام جعفر الطيّار في المزار
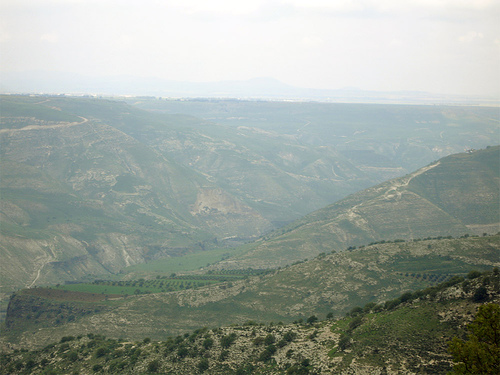
موقع معركة اليرموك، شمال الأردن
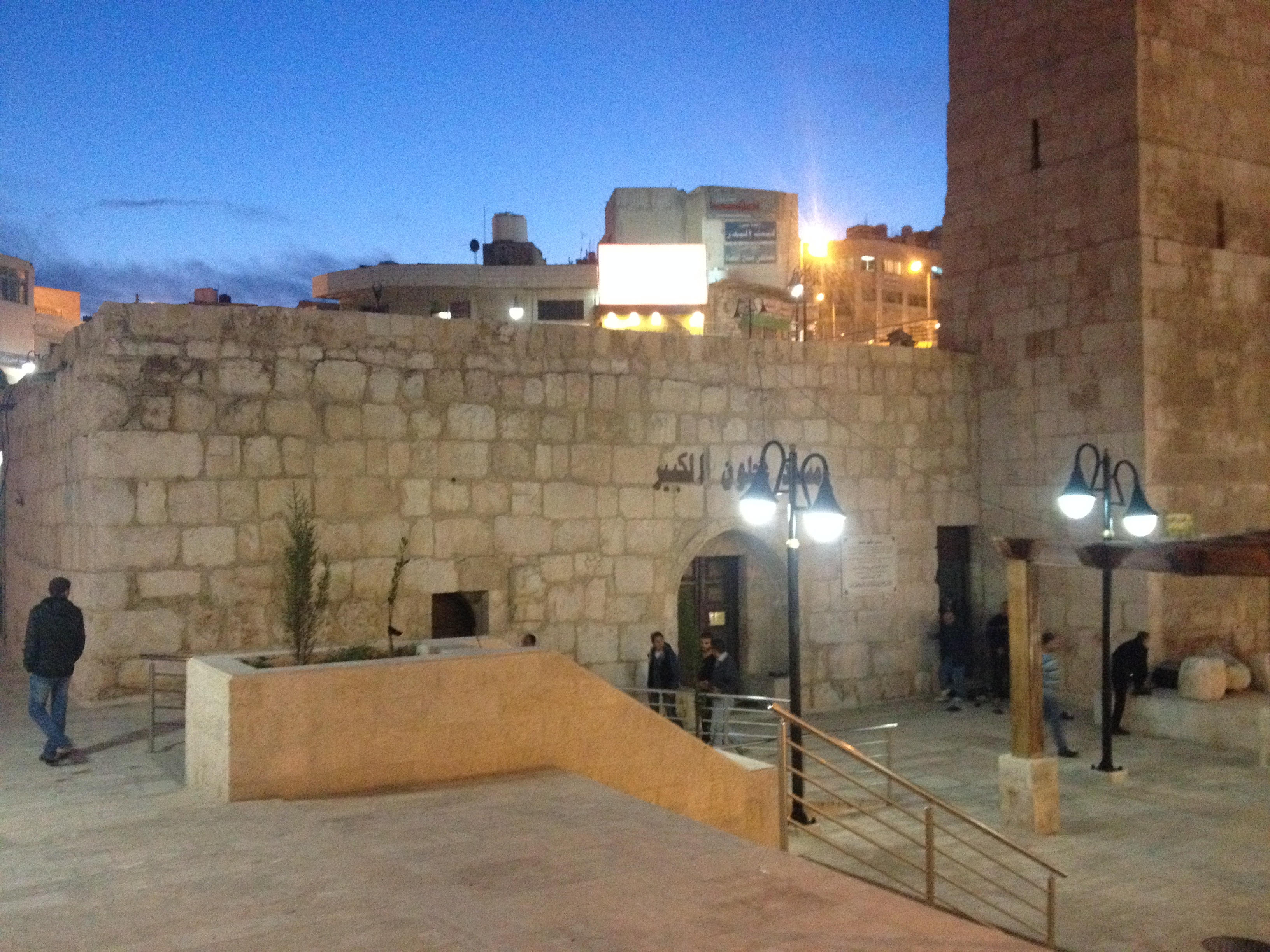
مسجد عجلون الكبير، أقدم مساجد الأردن

المعالم المسيحية
تمثل أرض الأردن بالنسبة للمسيحيين الموجودين في المنطقة، وللقادمين من أماكن بعيدة، المكان المثالي لإحياء المراحل والحقب المختلفة في الكتاب المقدس من خلال الصلوات والتأمل. وبالأخص تلك المراحل التي تتحدث عن الأنبياء: إبراهيم ولوط واسحق ويعقوب وموسى. كما تقع على الأرض الأردنية الكثير من الآماكن المقدسة المتمثلة بمواقع الحج المسيحي (المغطس، جبل نيبو، مكاور، كنيسة سيدة الجبل في عنجرة، كنائس مار الياس، وأم الرصاص) مما يجعل من الأردن مقصدًا للسياح.

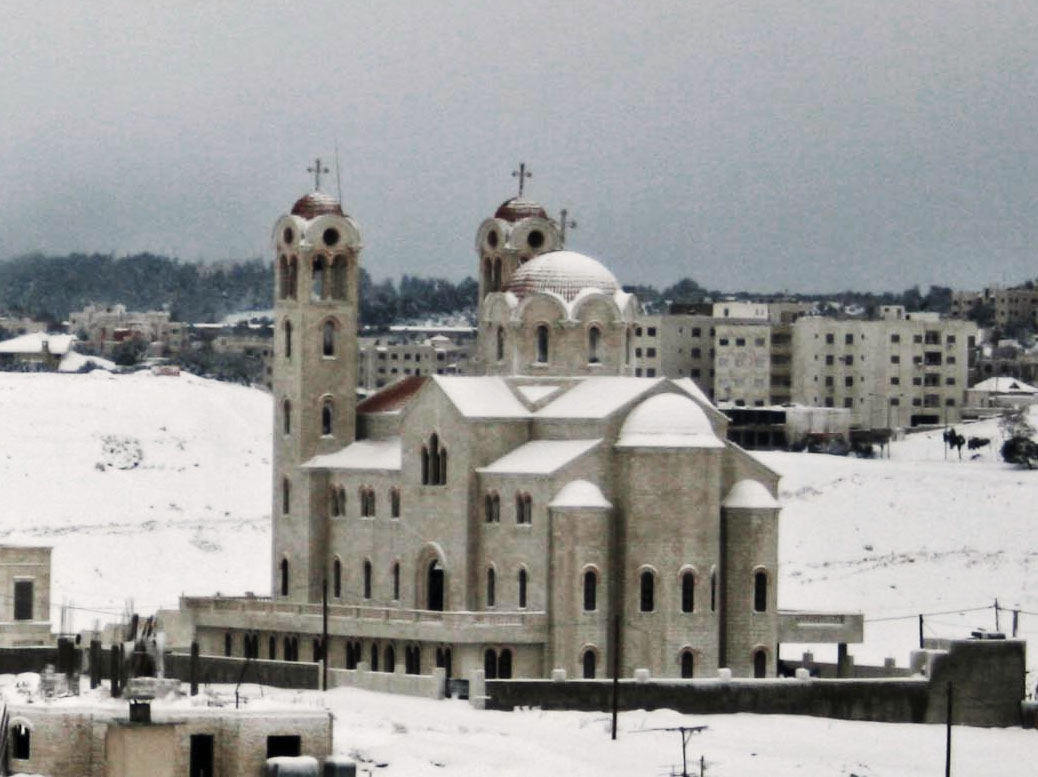
كنيسة أرثوذكسية في عمّان.

بالنسبة لموقع تعميد المسيح (المغطس)، فيقع إلى الشرق من نهر الأردن في منطقة وادي الخرار التي سُميت قديمًا ب«بيت عنيا». وهناك وقف المسيح، وهو ابن ثلاثين عامًا، بين يديّ النبي يحيى، لكي يتعمد بالماء، ويعلن من خلال هذا المكان بداية رسالته للبشرية. وقد كشفت الحفريات في المنطقة آثار كنيسة بيزنطية كانت قد بنيت في عهد الإمبراطور أناستاسيوس. وقد قامت دائرة الآثار العامة الأردنية بترميم الموقع للحجاج المسيحيين في منتصف التسعينيات من القرن الماضي، وتم الكشف عن مجموعة من الكنائس والأرضيات الفسيفسائية وبرك التعميد التي يعود بناؤها إلى بدايات الفترة البيزنطية وحتى العهدين الأيوبي والمملوكي. كما يوجد في المكان عدة آبار للماء وبرك يعتقد ان المسيحيين الأوائل استخدموها في طقوس جماعية للعماد. وقد زار البابا يوحنا بولس الثاني المكان عام 2000، وأعلنه مكانًا للحج المسيحي في العالم مع المواقع الأربعة الأخرى المنتشرة في الأردن، كما زاره بابوات آخرون هم بولس السادس عام 1964 وبندكتس السادس عشر عام 2009 وفرنسيس عام 2014. هذا وشكّلت مواقع بيت عنيا (المغطس) قديمًا جزءًا من طريق رحلة الحج المسيحي ما بين القدس ونهر الأردن وجبل نيبو. وترتبط المنطقة أيضًا بقصة الكتاب المقدس حول كيفية صعود النبي إيليا (مار الياس) إلى السماء.

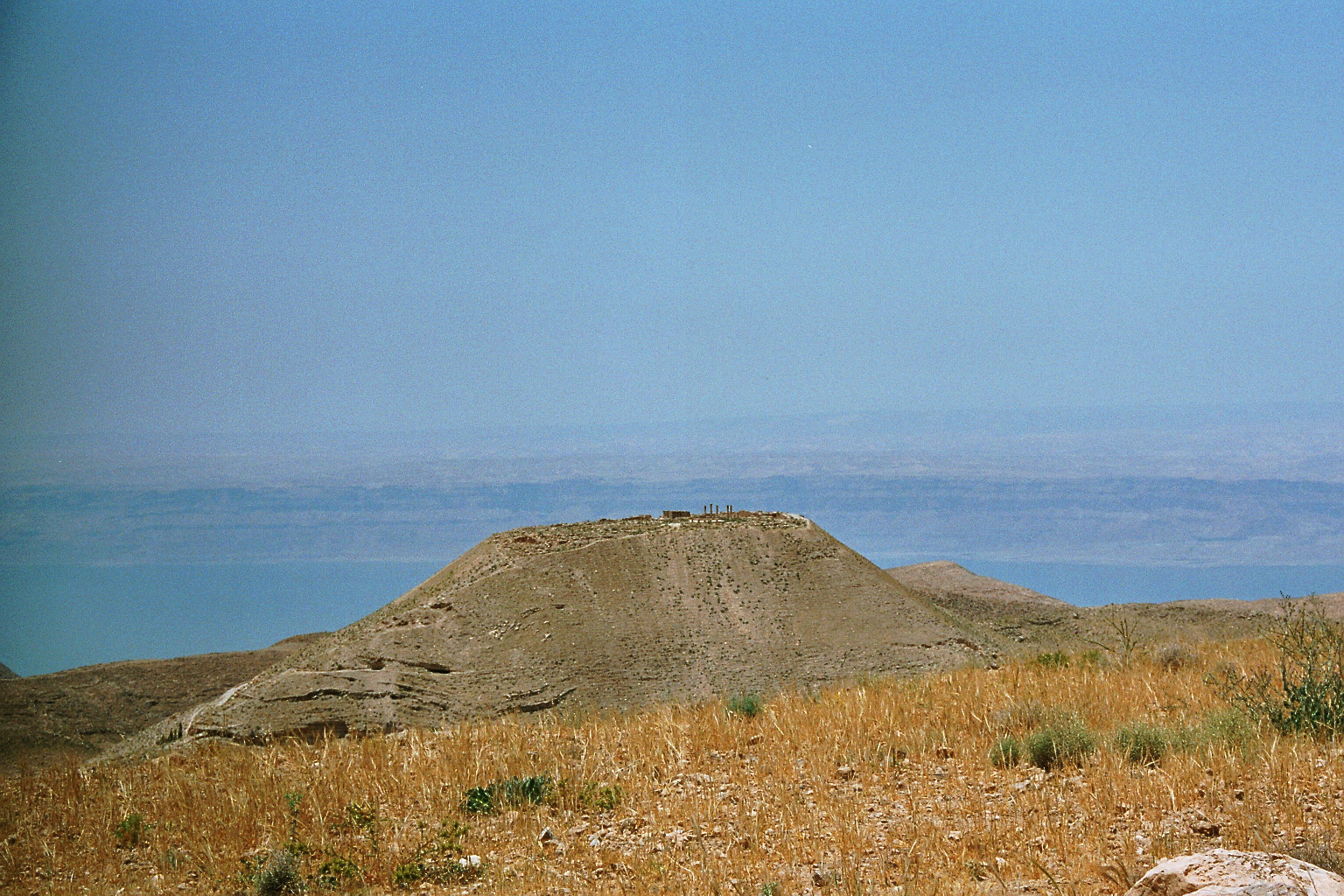
قلعة مكاور المشرفة على البحر الميت. من مواقع الحج المسيحي، وتم فيها قطع رأس يوحنا المعمدان (النبي يحيى).

أما بالنسبة لمادبا الواقعة جنوب غرب عمّان، فتوجد أرضيات الفسيفساء النادرة التي تعود إلى العهد البيزنطي في كنيسة القديس جورج، وهناك يستطيع الزائر أن يشاهد خارطة للأرض المقدسة. وإلى الجنوب من مادبا تقع قلعة مكاور التي سُجن فيها النبي يحيى، ثم قطع هيرودوس رأسه وقدمه على طبق هدية للراقصة سالومي. أما للغرب من مادبا، فيقع جبل نيبو المطل على البحر الميت ووادي الأردن، وهناك من يعتقد أن النبي موسى عليه السلام دُفن في هذا الجبل الذي أقيم على قمته كنيسة تحتوي على لوحات فسيفساء تعود إلى القرنين الرابع والسادس للميلاد. أصبح جبل نيبو مزارًا للحجاج المسيحين القدماء، وبُنيت كنيسة صغيرة هناك في القرن الرابع لإحياء ذكرى انتهاء حياة موسى. كما وبقيت بعض الحجارة من تلك الكنيسة في مكانها الأصلي على الحائط حول المنطقة النصف دائرية. أيضا تم توسعة الكنيسة في وقت لاحق خلال القرنين الخامس والسادس إلى كنيسة كبيرة مزخرفة بمجموعة من الفسيفساء البيزنطية في الوقت الحاضر. أما في منطقة أم الرصاص، التي تقع إلى الجنوب الشرقي من مادبا، فكشفت الحفريات عن كنيسة تعود إلى عصر الأمويين وفيها أرضية من الفسيفساء.
بالنسبة لكنائس مار الياس فتقع بالقرب من عجلون شمال الأردن. أما التسمية فُيعتقد أنها ارتبطت باسم النبي إيليا. كما ويُعتقد أن هذا المكان كان يسمى سابقًا بمنطقة تشبي والتي تمثل مسقط رأس إيليا وهو موطن من جلعاد في شرق الأردن. ثبتت حقيقة الأهمية الدينية لهذا الموقع بعد أن تم اكتشاف الكنيستين اللتين بُنيّتا على التل في نهاية العهد البيزنطي. كما ويشتمل الموقع في تل مار الياس على بقايا معمارية واسعة النطاق تنتشر عبر قمة التل الذي يرتفع فوق لستب من الجنوب الشرقي. كما تُعتبر عمّان من أقدم مدن العالم المأهولة بالسكان إلى يومنا هذا، ويوجد الكثير من الدلائل عنها في الإنجيل. فالمدينة التي كانت تعرف آنذاك ب«ربة عمون»، سُميت ب«مدينة فيلادليا»، وكانت مكان المطران، بُني فيها عدد من الكنائس منها الكنيسة البيزنطية في جبل القلعة.
من خلال تحليل الحركة السياحية لمواقع الحج المسيحي حسب الأقاليم الجغرافيّة العالميّة، فإن أوروبا تحتل المركز الأول من مجموع القادمين إلى المواقع بنسبة 55% من مجمل القادمين، ويعود هذا بصورة أساسية إلى عامل الدين والقرب الجغرافي من الأردن، أما الدول العربية فلم تتجاوز نسبة قادميها 9% من مجموع القادمين للمواقع السياحية، ويعود السبب في هذا إلى عامل الدين، إضافة إلى أن العرب هم من روّاد السياحة الاستجمامية وليسوا من روّاد السياحة الثقافية والدينية. إضافةً إلى أن جبل نيبو يُعتبر أنشط مركز ديني لجذب الحركة السياحية الوافدة، نظرًا لاحتوائه على 66% من العدد الإجمالي، ويعود هذا إلى أن الموقع مفتوح للزيارة بشكل أقدم من المغطس ومكاور، إضافةً إلى وضع هذا الموقع ضمن معظم المسارات السياحية التي تنظمها المكاتب السياحيّة في الأردن، لكونه يقع على الطريق الملوكي، ثم يأتي بعد هذا الموقع من حيث الأهمية المغطس بنسبة 31%، أما مكاور فالحركة السياحية فيه لا تتعدى 3%، وذلك بسبب عدم إدراج هذا الموقع ضمن البرامج السياحية المحلية والعالمية.

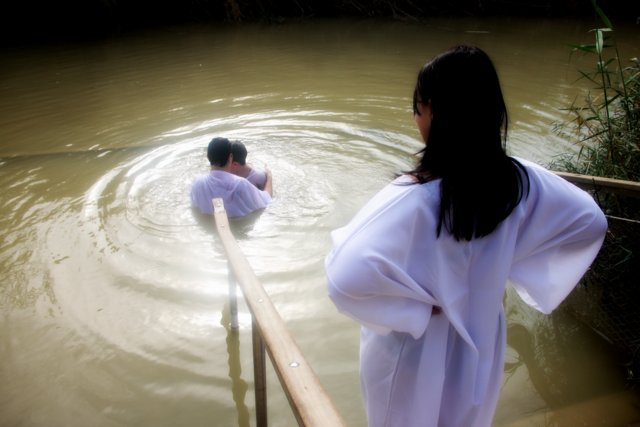
سياح يتعمدون في نهر الأردن
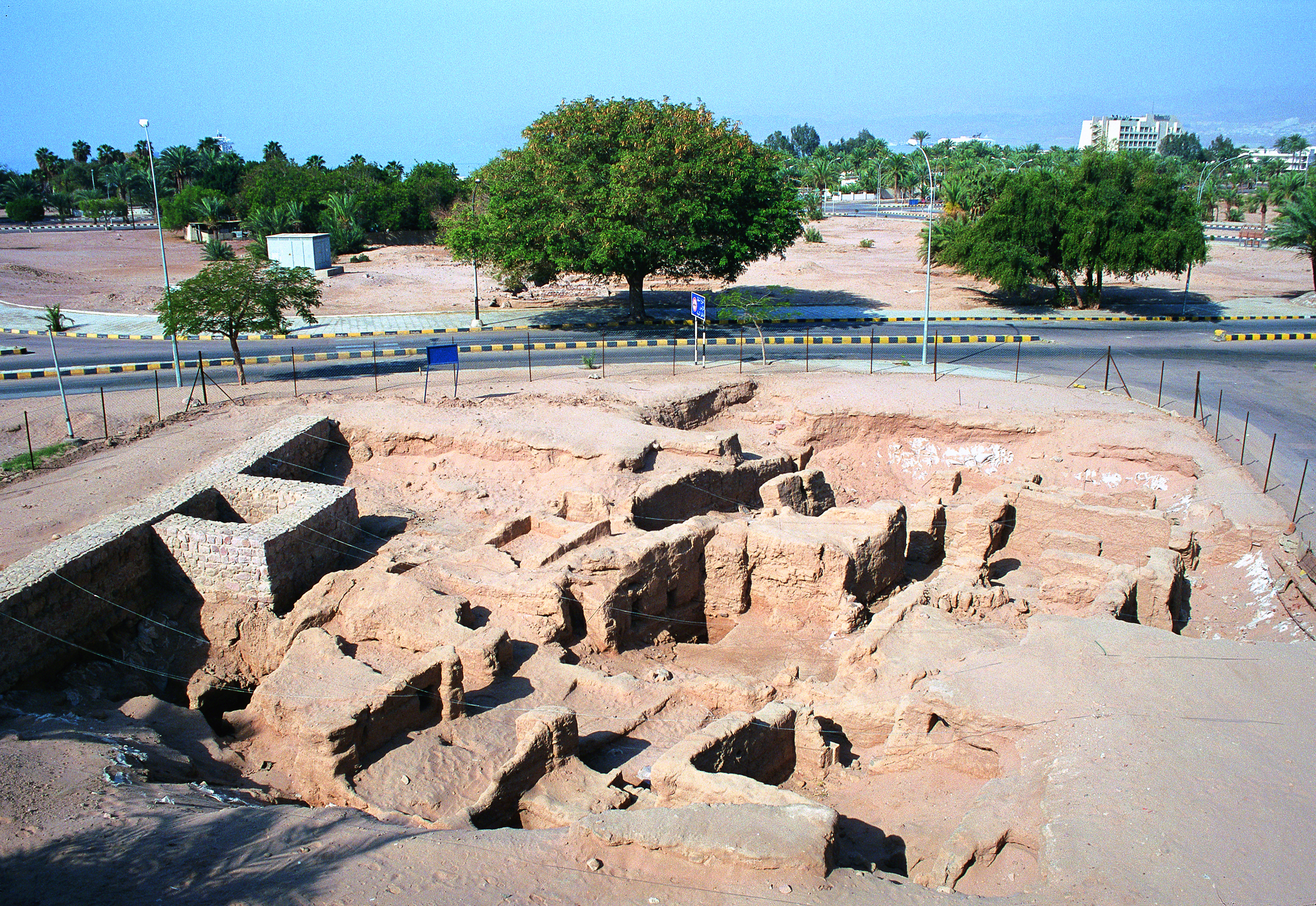
آثار إحدى أقدم كنائس العالم بآيلة، العقبة
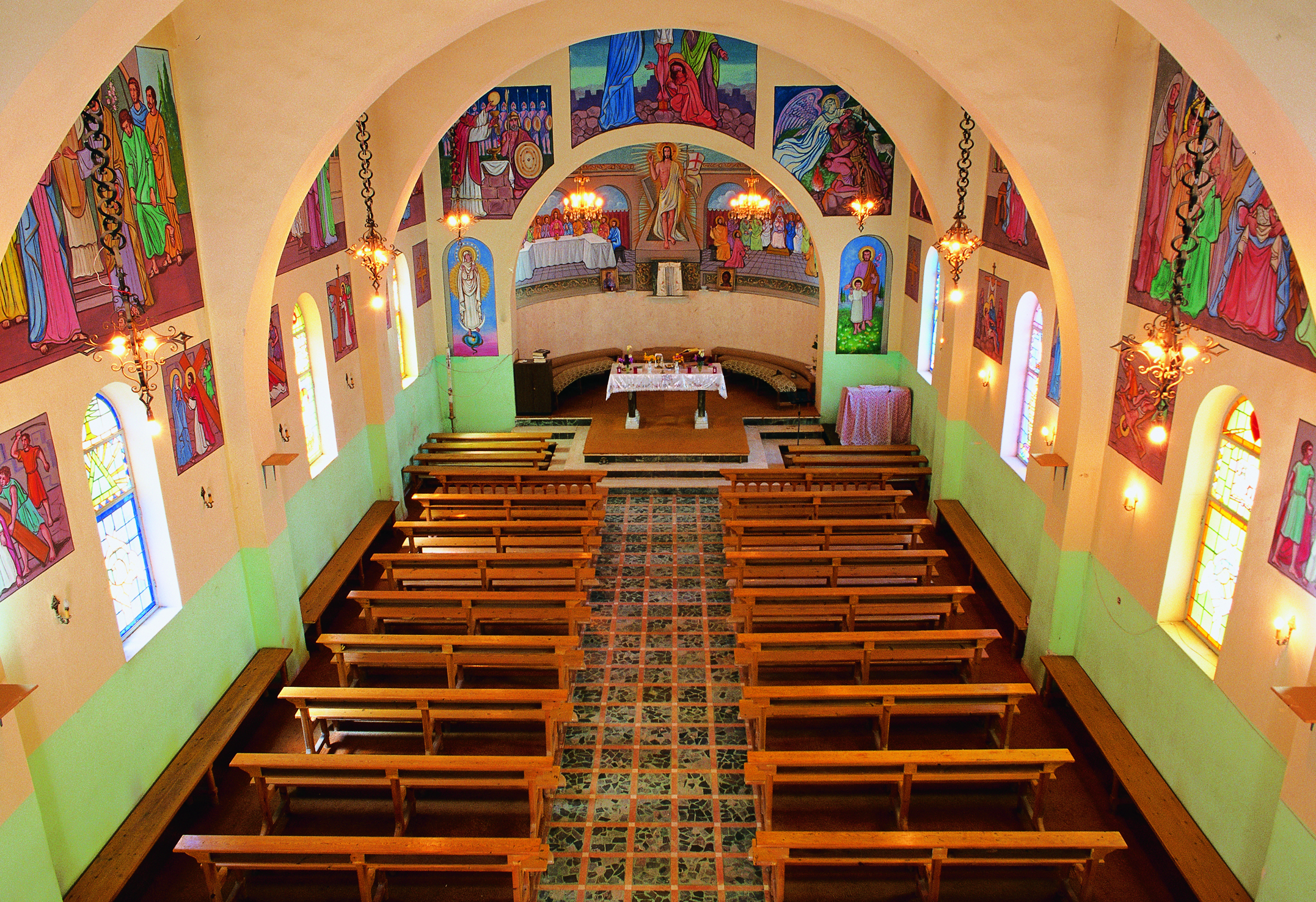
كنيسة سيدة الجبل في عنجرة
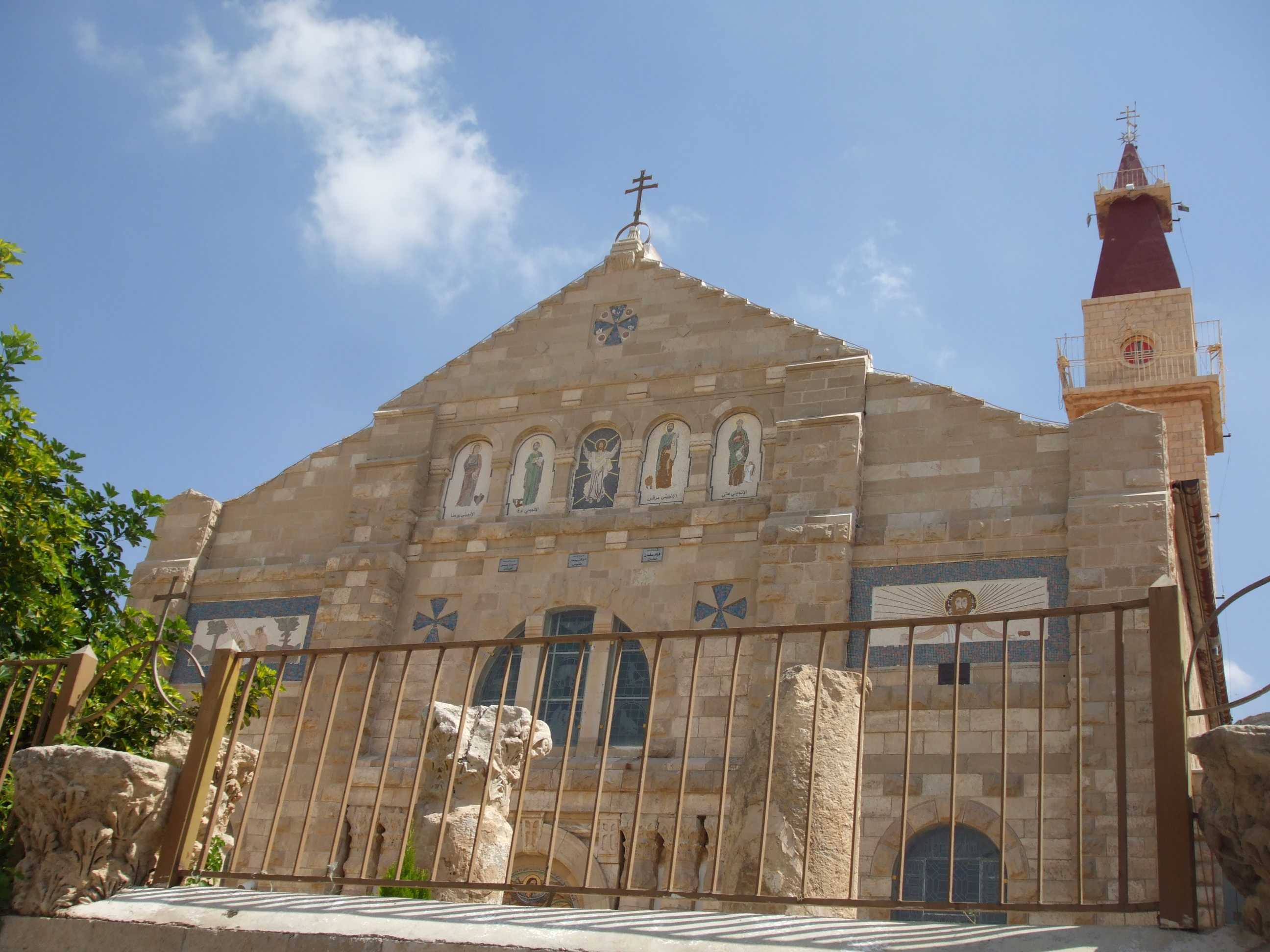
دير اللاتين، مادبا

## السياحة الثقافية

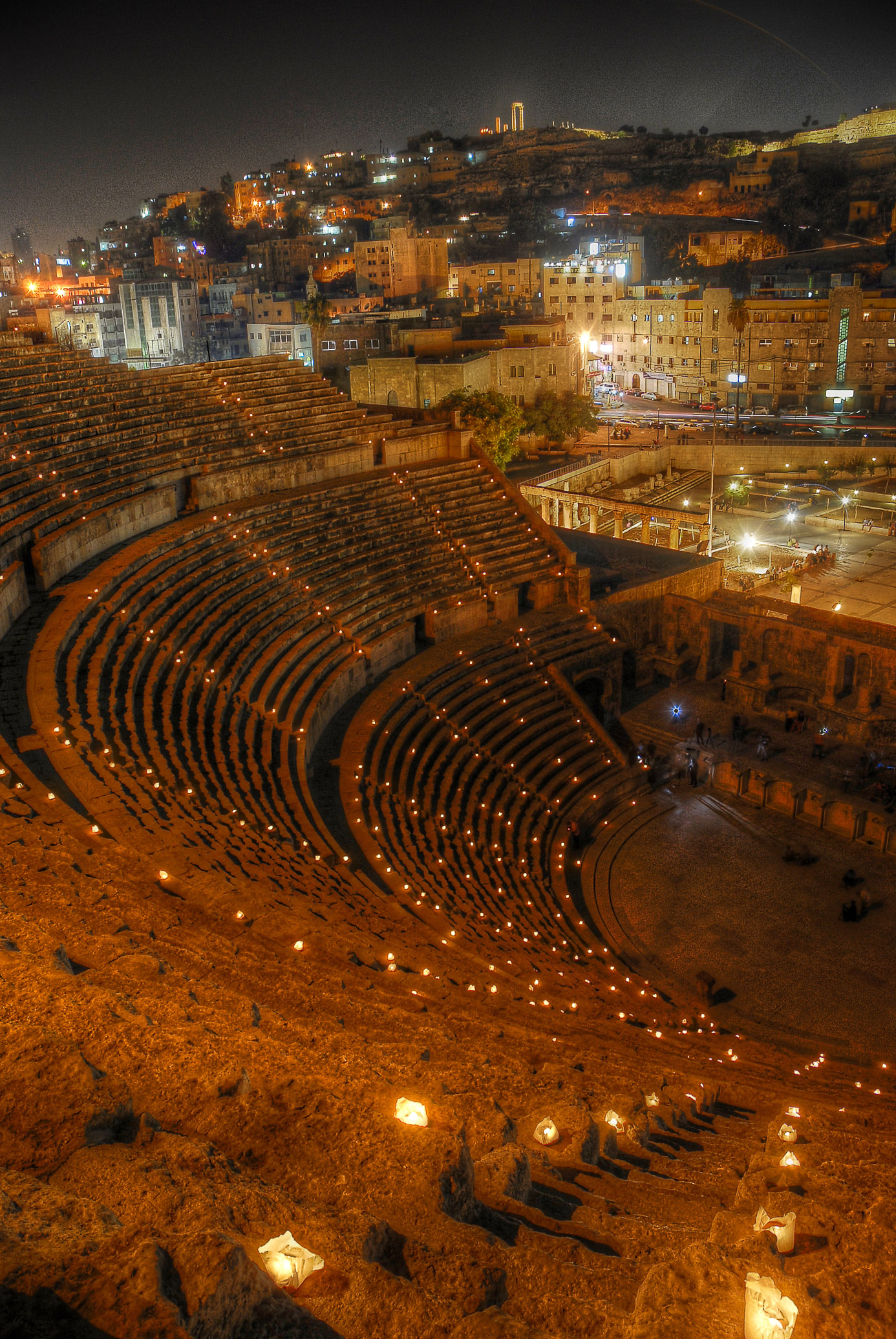
المدرج الروماني في عمّان، مضاء بالشموع في ساعة الأرض.

يُعتبر الأردن مركزًا ثقافيًا مهمًا في منطقة الشرق الأوسط، والحركة الثقافية والفنية في حالة حراك مستمر فيه، حيث تقدّم العاصمة عمان عددًا من المسارح وصالات العرض والمعارض الفنية الراقية، ويُعتبر كل من جبل القلعة والمدرج الروماني من أهم المسارح فيها. كما تُعتبر جرش مدينة الآثار الرومانية ذات التراث الحضاري العريق من أهم أماكن العروض الثقافية في مسارحها الشمالي والجنوبي. أما مدينة البتراء، الواقعة في محافظة معان جنوب الأردن، فتُعتبر من أشهر المعالم الأثرية في الأردن التي تُقام بها الفعاليات الثقافية والتاريخية.
لقد نظّمت وزارة الثقافة الأردنية على مر العقود الماضية عدة مهرجانات ثقافية، فأقامت مهرجان المسرح الأردني، وكذلك مهرجان جرش للثقافة والفنون الذي يقام سنويًا منذ عام 1980 وحتى الآن.
ويحفل المشهد الثقافي الأردني بالعديد من المهرجانات والملتقيات والمناسبات الأخرى التي تحتفي بالإبداع المحلي والعربي والإنساني، كمهرجان شبيب للثقافة والفنون في محافظة الزرقاء، ومهرجان الفحيص في محافظة البلقاء، حيث التنويع الذي يكفل دوام استمراريتها وتعزيزها بألوان جديدة من صنوف الثقافة والفن والفكر، بالإضافة إلى عدة مهرجانات ثقافية عالمية ومحلية تستضيفها العاصمة عمّان، من أهمها معرض الكتاب العالمي، مهرجان أيام عمان المسرحية، مهرجان الأردن، مهرجان الموسيقى والغناء الصوفي، مهرجان صيف عمان، مهرجان عمان للرقص المعاصر ومهرجان عمان للكوميديا، وغيرها. كما تنتشر الجاليريات والأماكن الثقافية في البلاد وخاصةً في العاصمة عمّان، مثل دارة الفنون. كما يوجد في عمّان أيضًا، سوق مختص بالحرف اليدوية والثقافة الشعبية، يُدعى سوق جارا، وهو سوق موسمي يبدأ أسبوعيًا في كل يوم جمعة خلال شهر أيار/مايو، وينتهي في شهر تشرين الأول/أكتوبر. تُقيمه سنويًا رابطة سكان جبل عمان. يرتاده السياح بكثرة خلال فصل الصيف.

شعار مهرجان جرش.

ينتشر في البلاد عدد لا بأس به من المتاحف، مثل المتحف الوطني للفنون الجميلة، متحف الأردن، متحف الأزياء الشعبية، متحف صرح الشهيد، متحف الآثار الأردني، متحف الأطفال، متحف النبي محمد، متحف السيارات الملكي، وكلها يقع في محافظة العاصمة. كما يوجد في محافظة إربد كل من متحف آثار أم قيس، متحف آثار إربد، ومتحف دار السرايا. أما في محافظة مادبا، فيقع كل من متحف مادبا الأثري ومتحف الحكاية التراثي في جبل نيبو ومنتزه مادبا الأثري. ويقع في البتراء في محافظة معان بالجنوب كل من متحف البتراء القديم ومتحف البتراء النبطي. كما تنتشر المتاحف الأخرى في بعض المدن كمتحف آثار إقليم العقبة، متحف آثار السلط، متحف آثار جرش، ومتحف آثار عجلون.

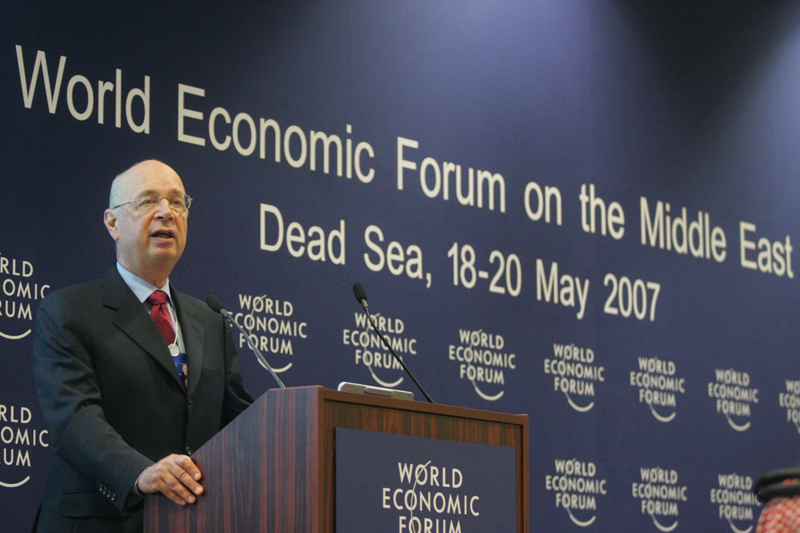
المنتدى الاقتصادي العالمي في منطقة البحر الميت، الأردن (2007).

لقد شهدت سياحة المؤتمرات في الأردن، وتحديدًا في البحر الميت تطورًا ملحوظًا خلال الآونة الأخيرة، خاصةً بعد توقيع اتفاقية وادي عربة عام 1994، إذ بلغ عدد المؤتمرات التي عُقدت في الأردن عام 1996 قرابة 59 مؤتمرًا دوليًا، ثم انخفض في عام 2001 إلى 40 مؤتمرًا دوليًا بسبب الأحداث السياسية العالمية والمحلية، والتي أثّرت على الأردن، ثم ارتفع عدد المؤتمرات في عام 2008 إلى 65 مؤتمرًا دوليًا بسبب الاستقرار النسبي في العالم، إضافة إلى تطور صناعة سياحة المؤتمرات في الأردن. لقد دعمت الحكومات الأردني استضافة المؤتمرات والاهتمام بهذا النوع من السياحة لما لها من أهمية كبرى في عرض المنتج السياحي الأردني، وعكس وجه الأردن الحضاري على الساحة الدولية، حيث يعود المشاركون إلى بلدانهم وهم يحملون فكرة وصورة طيبة عن الأردن. لقد أصبحت منطقة البحر الميت مختصة بهذا النوع من السياحة، من خلال تنظيم المؤتمرات والندوات واللقاءات على كافة المستويات المحلية والإقليمية والعالمية، حيث تتولى جهات مختصة مهمة تنظيم هذه اللقاءات والمؤتمرات وتوفير خدمات لا تقتصر على الجانب الرسمي للمؤتمر، وإنما تشتمل ايضًا على تقديم الخدمات السياحية والترفيهية للمشاركين. وقد قام الأردن بتأسيس شركة البحر الميت للمؤتمرات والمعارض في عام 2003 بمشاركة مجموعة من المستثمرين الأردنيين والعرب. فكانت باكورة مشاريع هذه الشركة هو إنشاء مركز الملك الحسين بن طلال للمؤتمرات لاستضافة أهم الفعاليات والمؤتمرات الإقليمية والعالمية. ولقد ساهم هذا المشروع في وضع الأردن على الخارطة العالمية لملتقيات رجال الأعمال والاستثمار، حيث استضاف المركز المنتدى الاقتصادي العالمي لأكثر من مرة. وينظّم الأردن سنويًا ماراثوناً للركض في البحر الميت بمشاركة الآلاف من المواطنين والسيّاح انطلاقا من عمّان وانتهاءً بشاطئ عمّان السياحي المطل على البحر الميت. ويُقام هذا الحدث لدعم مرضى الدماغ والأعصاب في المملكة.

المعهد الوطني للموسيقى، عمّان
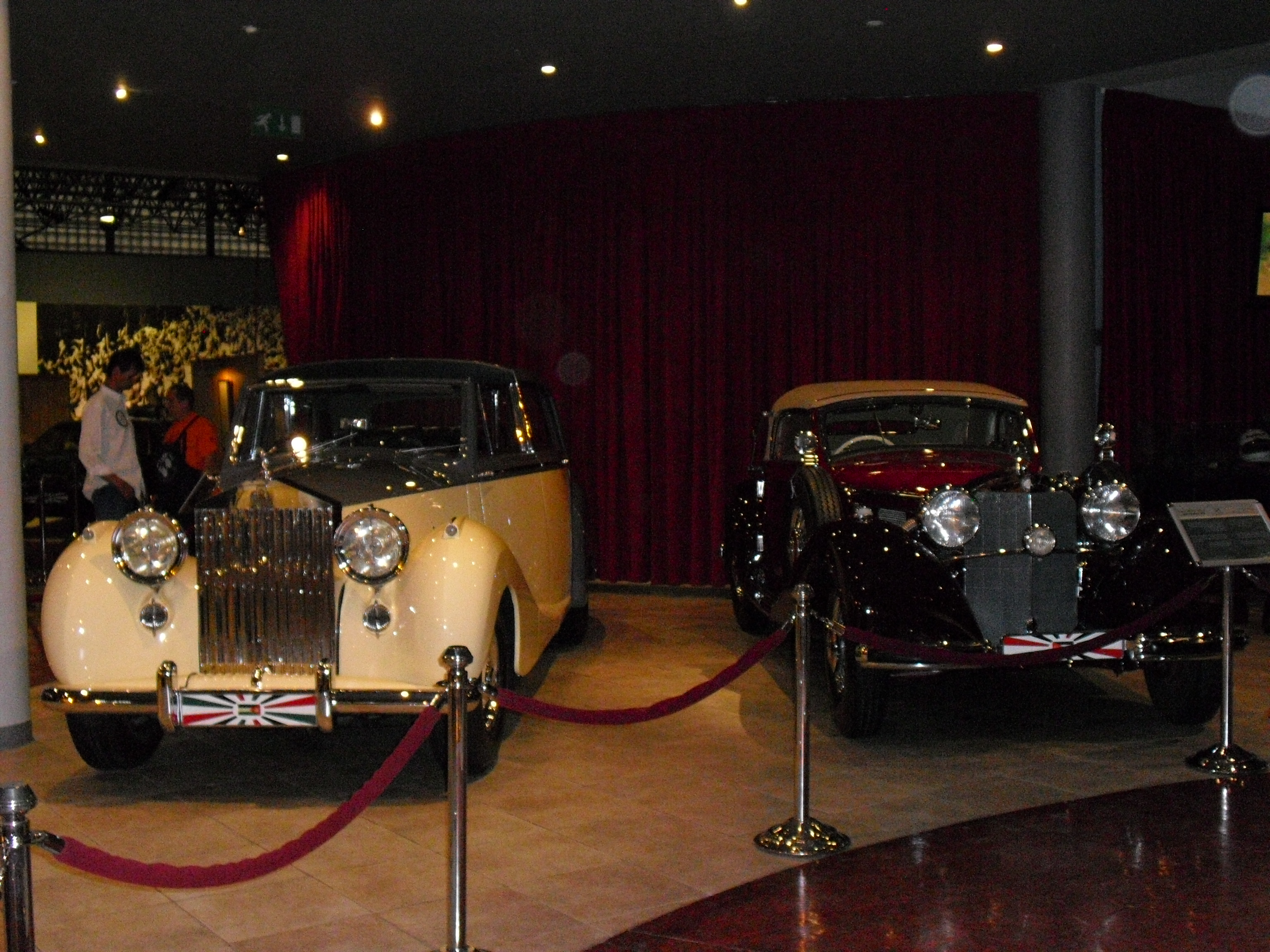
متحف السيارات الملكي
دار السرايا في إربد
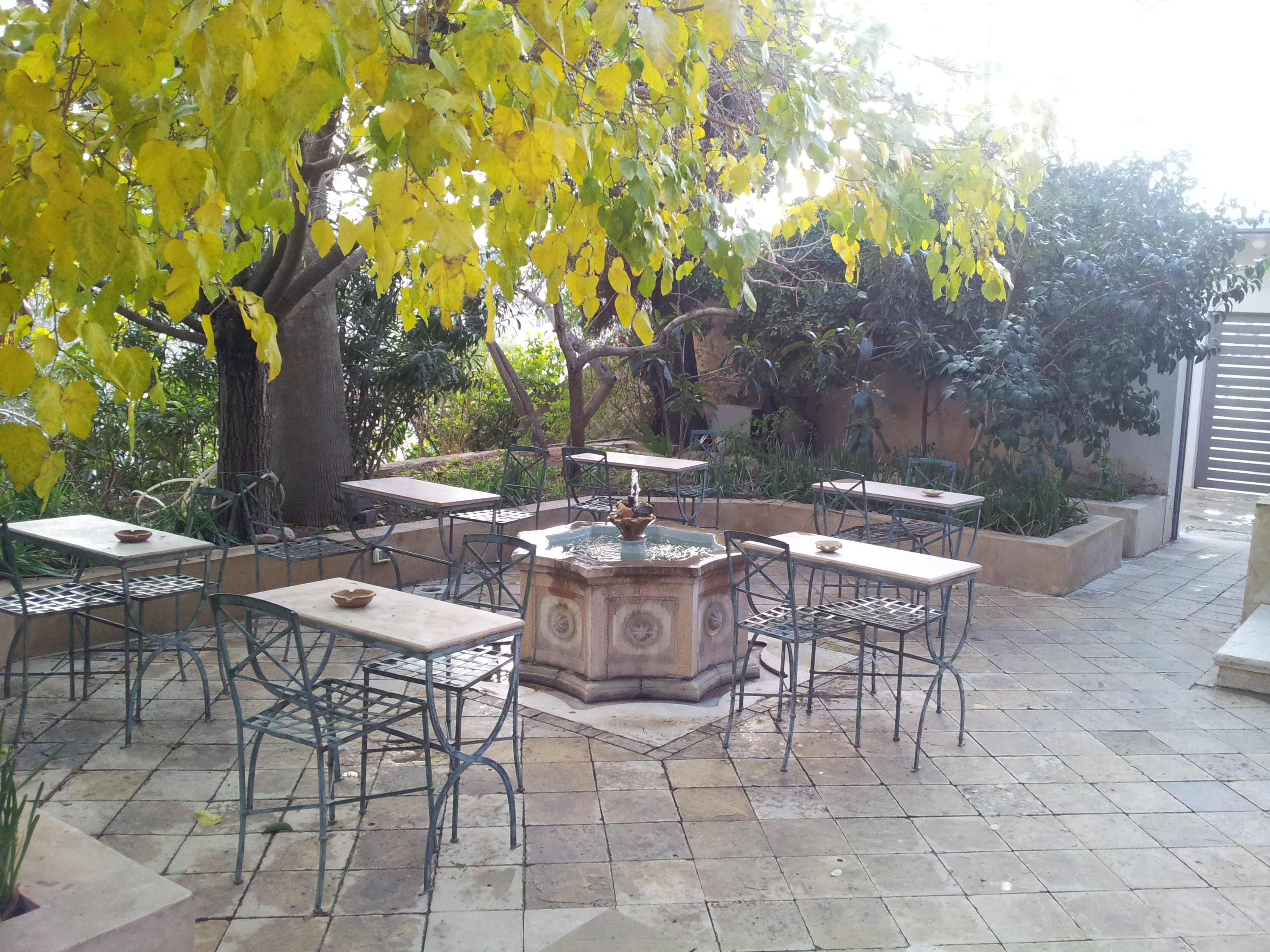
دارة الفنون في عمّان
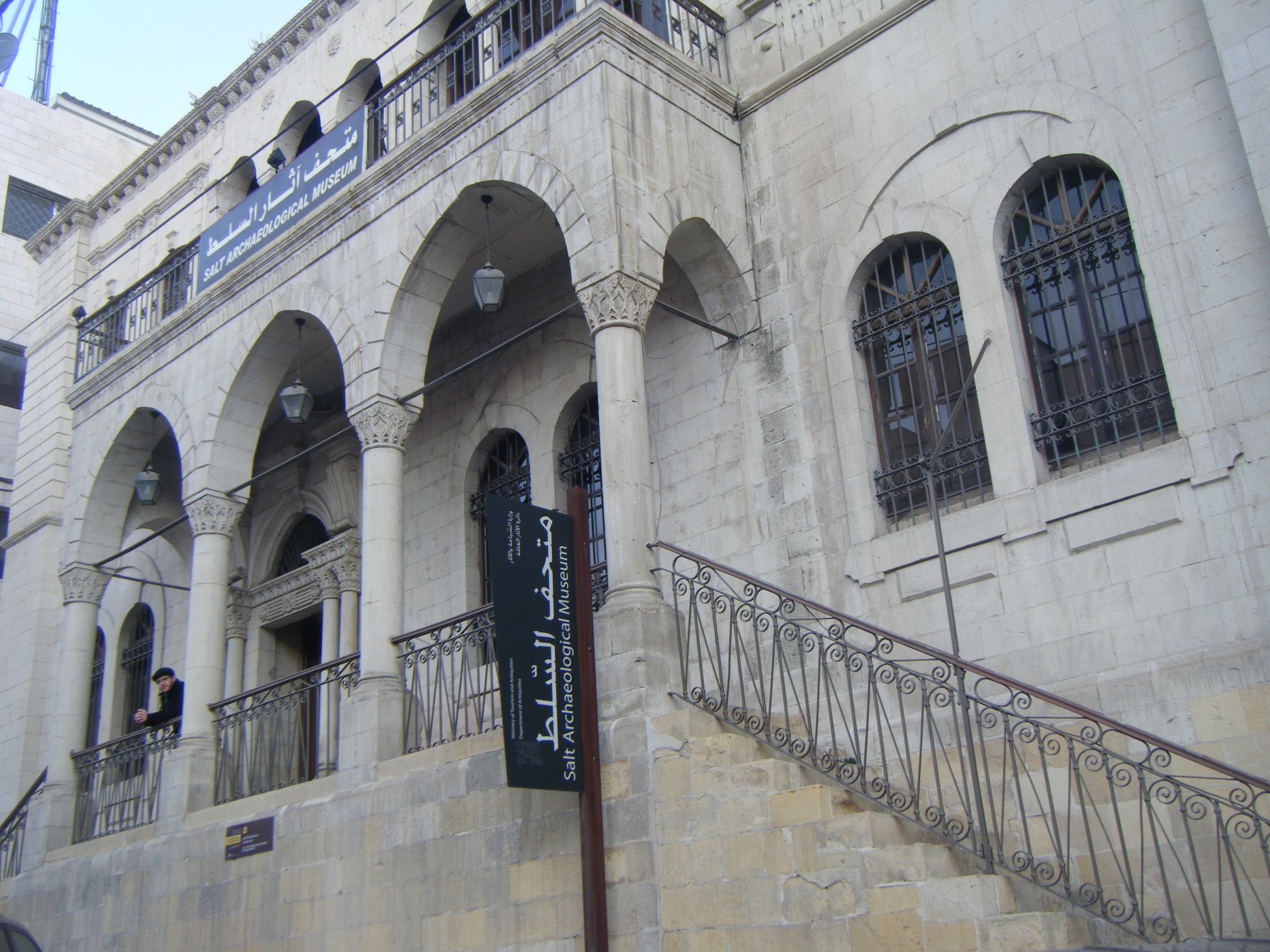
متحف آثار السلط

## السياحة الترفيهية

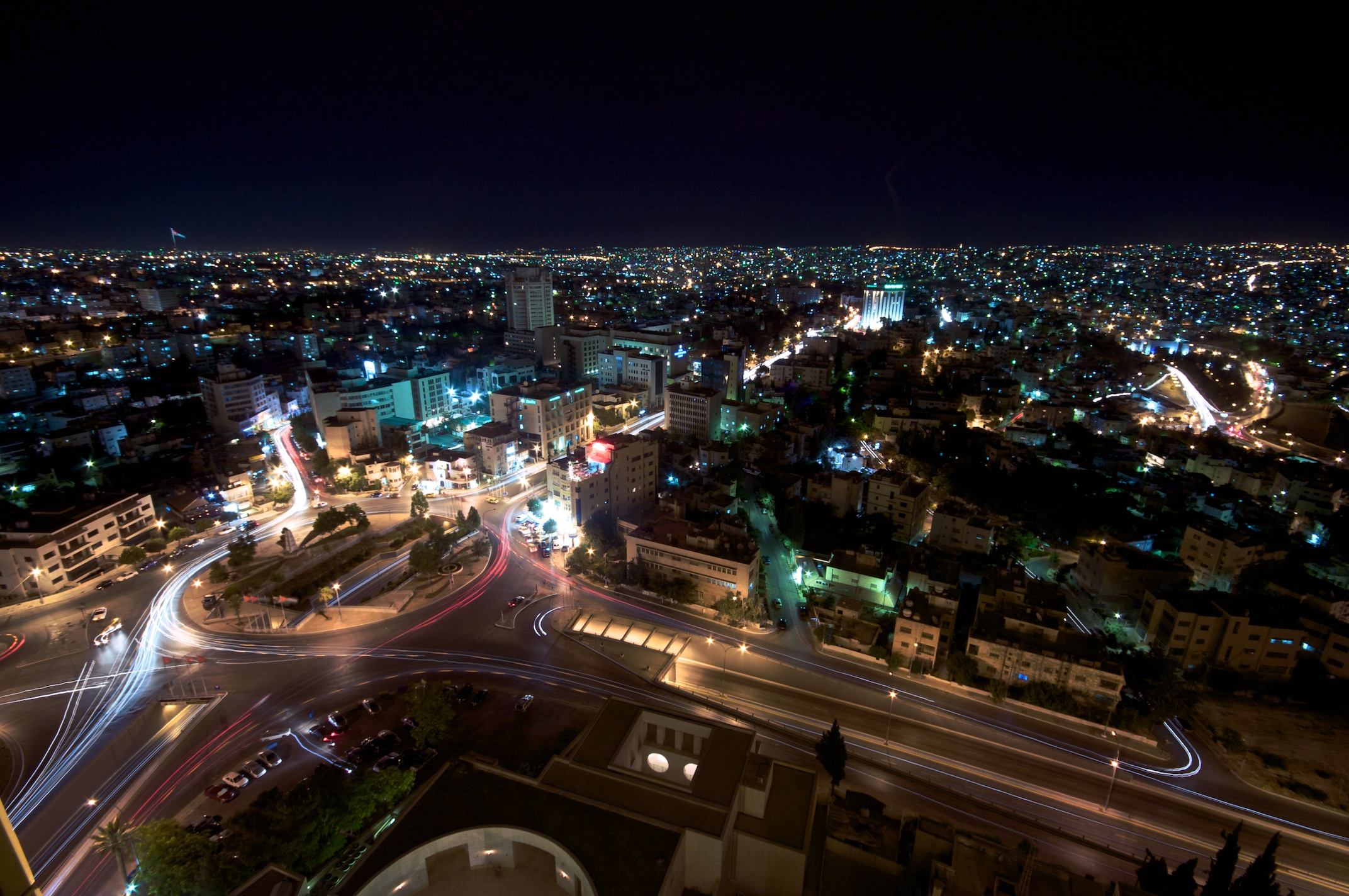
مدينة عمّان ليلاً.

تُعتبر العقبة من أهم المناطق السياحيّة الترفيهية في الأردن، حيث تلتقي المناظر الجميلة مع الرمال على ساحل البحر الأحمر الذي يمتاز بالماء البلوري والنخل والشمس الدافئة، وهو من أهم المنتجعات السياحية الشتوية على شواطئ البحر الأحمر، ويستطيع الزائر ممارسة هواية السباحة أو التزلج على الماء أو صيد الأسماك أو قيادة الزوارق الشراعية أو أي نوع من أنواع الرياضات المائية. وتحافظ مياه العقبة على درجة حرارتها في الشتاء حيث لا تقل عن 20 درجة حيث تعتبر ملائمة لرياضة الغوص حيث تتوفر فيها الكنوز مثل الشعب المرجانية والأسماك الملونة والمناظر الفريدة. وإضافة لكونها مدينة سياحية فهي ميناء الأردن الوحيد. كما أن مدينة العقبة تعتبر مكانًا جيدًا لالتسوق، حيث تتوافر فيها جميع البضائع وبأسعار منافسة جدًا.
كما تأسست في عام 2001 سلطة منطقة العقبة الاقتصادية الخاصة، كهيئة مستقلة لجعل العقبة مركزًا ومقصدًا سياحيًا، ولتعزيز الاستثمارات في المنطقة والمحافظة على البيئة والصحة والسلامة العامة.
من جهة أخرى، تُعد العاصمة عمّان أيضًا من الوجهات الرئيسية للزوار من أجل التسوق وقضاء أجواء ترفيهية، كونها القلب الاقتصادي للبلاد، إذ تنتشر دور السينما والمسارح فيها، إلى جانب مراكز التسوق الضخمة والملاعب والصالات الرياضية والحدائق كحدائق الحسين والمدينة الرياضية.

### سياحة المغامرات
تتوسع سياحة المغامرات والتشويق بسرعة كبيرة في الأردن، كتسلق الجبال كما في وادي الموجب، وقيادة سيارات الدفع لرباعي كما في وادي رم، والغطس تحت الماء في العقبة، والتخييم كما في محمية ضانا. وقد بدأت العديد من الشركات الأردنية بالتخصّص في سياحة المغامرات، موفرين بذلك مزيجًا من الأمان والمغامرة والتسهيلات المريحة. ويمتلك الأردن أفضلية كبيرة في هذا القطاع، ترتكز على موجودات عديدة، حيث الطقس الملائم طوال العام، ووجود مجموعة من المواقع التاريخية الفريدة، فضلاً عن البيئات الطبيعية المتنوعة. كما تمنح الفنادق المتوفرة في أنحاء البلاد محبي التشويق والمغامرة الذين يرغبون بتدليل أنفسهم ما بين مسارات المغامرات، الفرصة للاختيار بين تشكيلة واسعة من الخدمات.

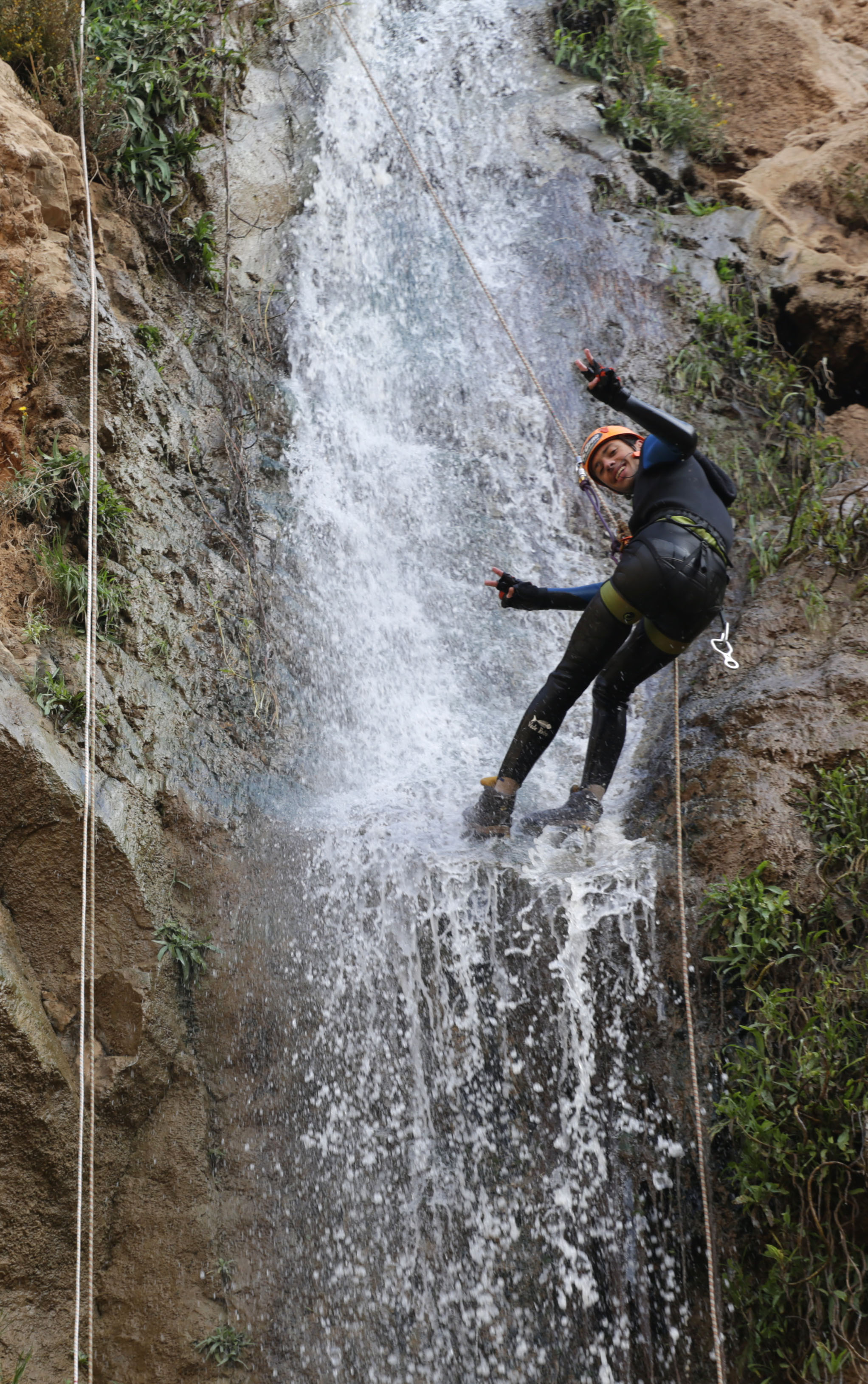
تسلّق الشلالات في وادي المنشية، الكرك.

ربما تعتبر قيادة سيارات الدفع الرباعي في صحراء وادي رم النشاط الأكثر شيوعًا في تلك المنطقة. وهي الطريقة الأفضل لرؤية معظم المواقع في فترة قصيرة. يقوم السياح في هذه الجولة بزيارة المعالم الطبيعية والأثرية مثل الجسور الصخرية الطبيعية والنقوش الصخرية. أما بالنسبة إلى التخييم، كما في محمية ضانا ووادي رم، فتُعتبر الأولى عبارة عن سلسلة من الجبال والوديان المترابطة والمتشابكة، والتي تمتد ما بين القمة لوادي الأردن إلى الأراضي الصحراوية المنخفضة في وادي عربة بانخفاض في الارتفاع يصل إلى 1600 متر. تحتوي محمية ضانا على ثلاثة مخيمات سياحية، وهي مخيم بيت الضيافة ومخيم نزل فينان ومخيم الرمانة.
يُعدّ القفز المظلي تجربة فريدة من نوعها حيث الرهبة والقلق والتوتر تتبعها حماسة وحب التجربة، فما هي إلا لحظات حتى يغوص المغامر بعد قفزه من الطائرة في السماء محلقًا مدة لا تتجاوز خمس دقائق في سماء وادي رم أو البحر الميت ليشاهد جبالها.
بالنسبة إلى الغطس تحت الماء، وتحديدًا في العقبة أقصى جنوب الأردن، فينتشر في المدينة قرابة ثلاثة عشرة مركزًا لتدريب الراغبين بهذه الرياضة مُجهّزة بكامل المعدّات اللازمة للغطس ومرخّصة، وهي مؤهلة بكوادر من الغطّاسين المُدَرّبين المهرة الذين يتمتعون بالخبرة الكافية، والقادرين على جعل الزائر يمارس رياضة الغطس باستمتاع وإتقان.
أما بالنسبة إلى التسلق كما في وادي الموجب ووادي الهيدان، وعدة أودية مائيّة أخرى تقع في محافظتيّ مادبا والكرك، فتشكّل صعوبة التضاريس تحديًا أمام السيّاح وزوار هذه الأماكن، لكنها توفر تجربة فريدة لا تٌنسى لمتسلقيّ الجبال والأودية المحيطة بها، كما تعطي الوديان لزائريها فرصة التمتع بمناظرها والمرتفعات الصخرية المُلوّنة فيها.

## السياحة العسكرية

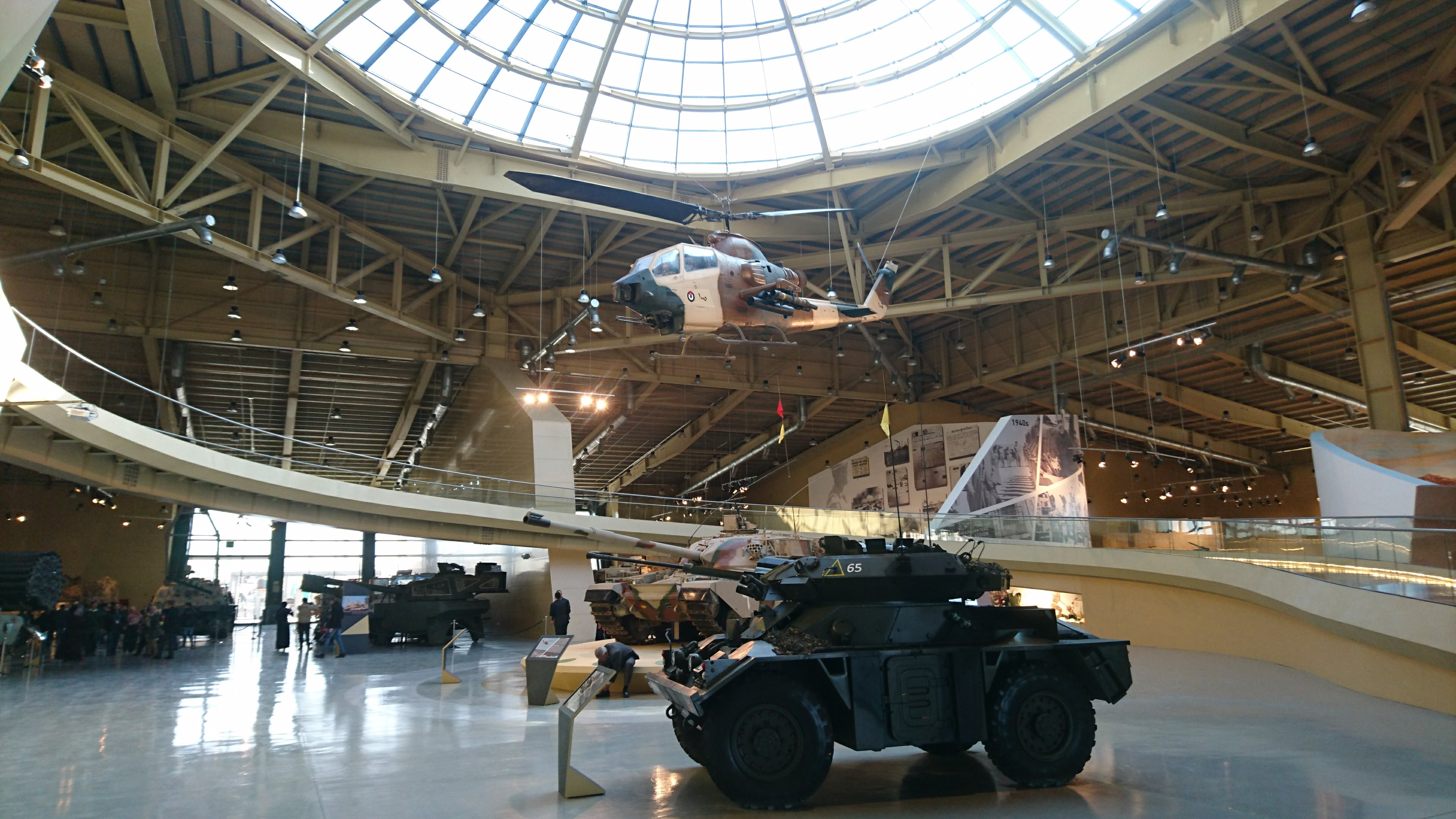
متحف الدبابات الملكي في عمّان، الأول من نوعه عربيًا.

تمثّل السياحة العسكريّة أهميّة اقتصاديّة للمملكة. وهي سياحة حديثة نسبيًا وترتبط بمنتوج سياحي جديد تُساهم شركات سياحيّة متخصِّصة في توفيره وتقديمه للسيّاح بالتنسيق مع القوات المُسلحة الأردنيّة، وتشمل زيارة المتاحف العسكريّة مثل متحف صرح الشهيد ومتحف الدبابات الملكي، الذي يُعد الأول من نوعه في الوطن العربي وأحد أكبر المتاحف التاريخيّة للدبّابات وأكثرها تنوعًا في العالم.
كما يشمل هذا النوع من السياحة زيارة الأماكن والمواقع التي شهدت في الماضي نشاطات وعمليّات عسكريّة، حيث اهتمّت الحكومة الأردنيّة بتحويل بعض المواقع العسكريّة التي شهدت قتالاً عنيفًا بين الجيش الأردني والجنود الإسرائيليين إلى مزارات مثل النُصُب التذكاري للجندي الأردني الموجود في الشونة الجنوبية جنوب قرية الكرامة حيث وقعت معركة الكرامة عام 1968. وتمثّل تلك المواقع العسكرية مصدرًا رئيسيًا للتاريخ العسكري لتلك المعارك لأنها تحكي الحكاية كما حدثت.

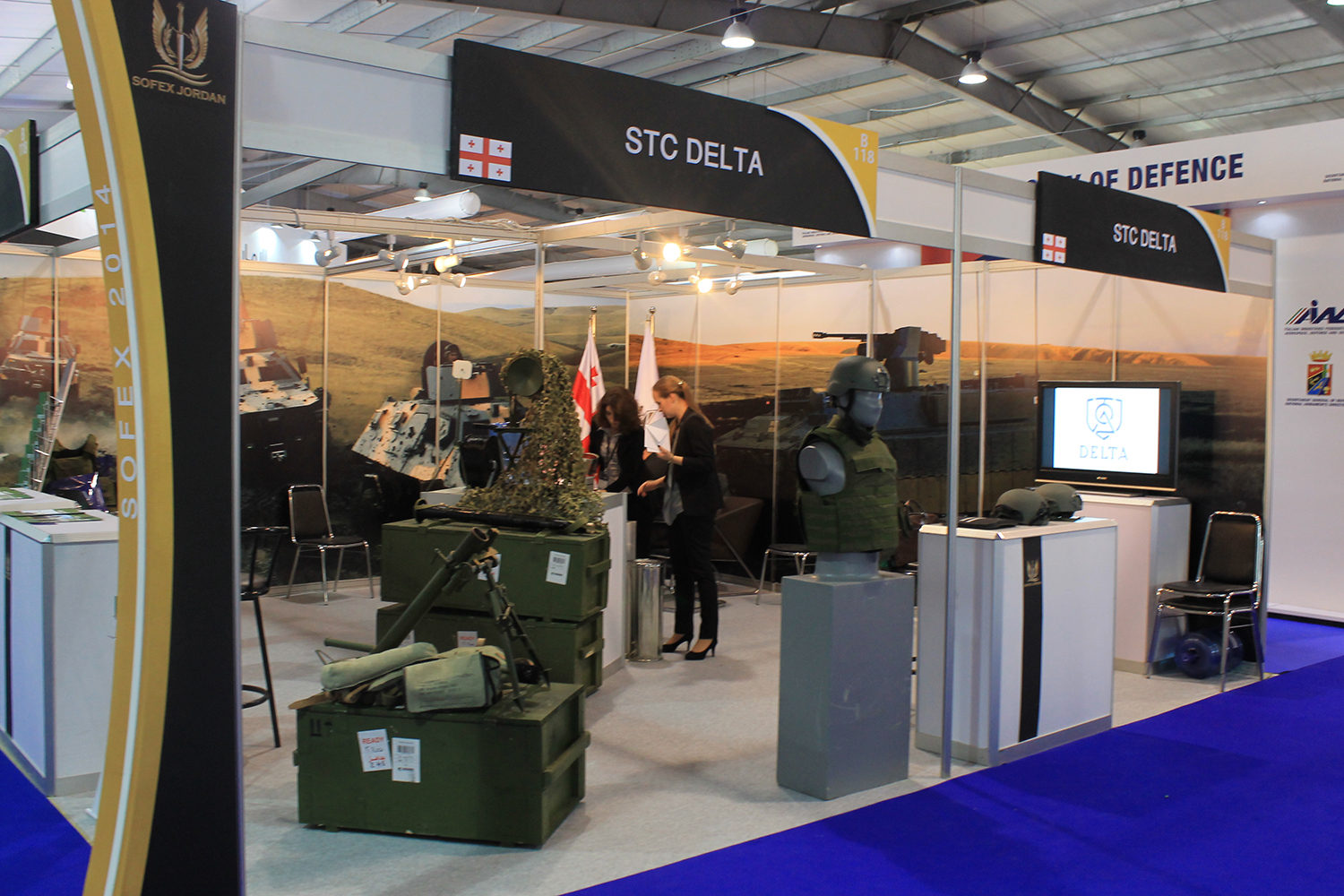
معرض ومؤتمر قوات العمليات الخاصة.

كما أن هذه السياحة تُستثمر في جذب المزيد من السائحين الأجانب من جنسيّات مختلفة بسبب تعدّد الشواهد التي تركتها على الأراضي الأردنيّة وتنوّع الجنسيّات التي شاركت في معارك فيها راح فيها ضحايا أجانب كالأتراك، حيث توجد مقبرة للجنود العثمانيّين الذين شاركوا في صد هجوم الجيش البريطاني أثناء الحرب العالميّة الأولى في السلط، كما يوجد بجانبها صرح يُخلِّد ذكرى 300 جندي تركي من الفيلق الرابع.
كما يُقام كل عامين في الأردن منذ عام 1996 معرضًا ومؤتمرًا دوليًا يُدعى سوفكس، والذي يُسلّط الضوء على جميع مستلزمات العمليّات الخاصّة والأجهزة الأمنيّة وقوات حفظ السلام ومجالات التدريب والتنظيم المتعلّقة بها. ويُعَد المعرض ملتقًا يجمع أكبر منتجيّ ومطوريّ المعدّات الدفاعيّة في العالم مع كبار القادة العسكريين وصنّاع القرار وممثليّ الحكومات، وتجري فيه عدّة مناورات وعروض عسكريّة بالطائرات. لقد استقبل المعرض في دورته الثانية عشر (2018) أكثر من 350 شركة من 35 دولة، حيث يوفّر لها الفرصة لعرض أحدث ابتكاراتهم. وتشارك القوّات المُسلّحة الأردنيّة والشركات المحليّة المعنيّة بالصناعات العسكريّة في هذا المعرض، حيث يُعتبر مركز الملك عبد الله الثاني للتصميم والتطوير من المراكز المتقدّمة في هذا المجال، إذ يُصنِّع بعض من المركبات والمُدرّعات والمُعدّات، ويقوم أيضًا بتعديل أو تصفيح البعض الآخر.

## السياحة الداخلية

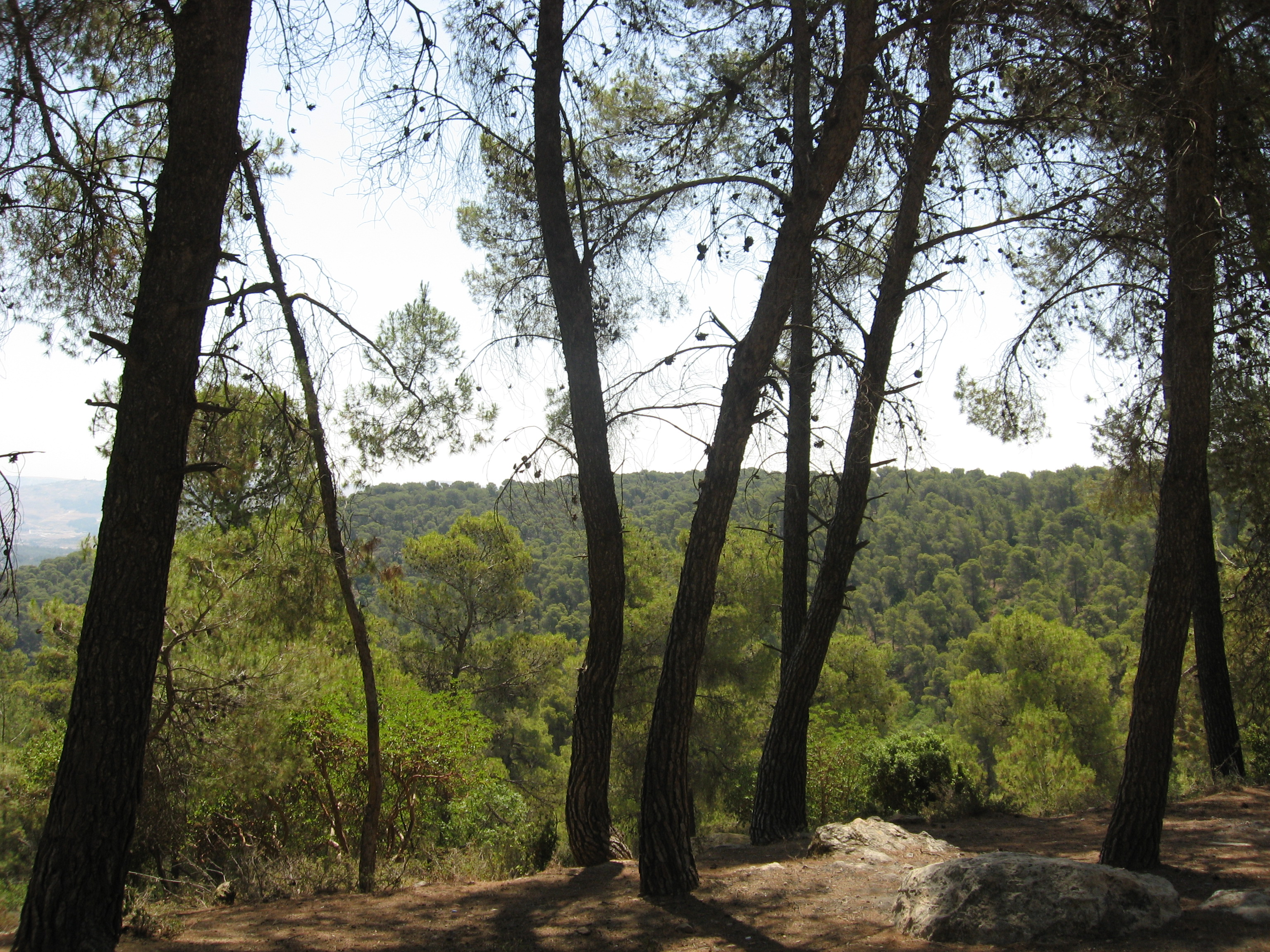
يقصد الكثير من الأردنيين الغابات كمتنفس وبديل رخيص للسياحة.

تشكّل السياحة المحليّة الأردنيّة نسبة ضئيلة من إجمالي الأنشطة السياحيّة في المملكة، حيث تعاني من ضعف شديد بسبب عدم إعطاء الكثير من المنشآت السياحية الأردنية اهتماما للسائح المحلي، بل إن جل اهتمامها موجه إلى السائح الأجنبي.
تشير التقديرات إلى أن السياحة الداخليّة الأردنيّة لا تشكّل سوى 7% من إجمالي الأنشطة السياحية بالمملكة، بينما المعدلات العالميّة تصل إلى 90% تقريبًا. ويرجع هذا إلى انخفاض معدل الدخل للفرد الواحد ومستويات المعيشة للكثير من الأردنيين مما يحد من قدرتهم على الإنفاق على الأنشطة السياحية، بالإضافة إلى كبر حجم العائلة الأردنية التي يصل متوسطها إلى حوالي ستة أشخاص، مما يزيد من صعوبات الادخار والإنفاق على الأنشطة والمرافق والخدمات السياحية. كما أن تعدد أنماط الحياة الاجتماعية والعلاقات الموجهة نحو الزيارات المتبادلة ورحلات التنزه اليومية القصيرة إلى مناطق الطبيعة البريّة مثل الأغوار في الشتاء والمرتفعات في الصيف مثل محمية دبين وأحراش عجلون والبلقاء، بالإضافة إلى أشكال التنزه الأخرى في الحدائق العامة والمتنزهات وعلى أطراف الطرق الرئيسية تشكل بدائل سياحية رخيصة.
كما تشكّل المعوقات الثقافية دورًا مهم في ضعف هذا الجزء من السياحة، والمتمثلة بضعف الرغبة لدى المواطنين لزيارة المعالم والمناطق الأثرية والتاريخية، بالرغم من انتشار عشرات المواقع المهمة بالمملكة مثل القصور الصحراوية والقلاع المنتشرة مثل قلعة عمّان والكرك وعجلون والشوبك والعقبة بالإضافة إلى البتراء وجرش ومادبا وغيرها. وترتبط هذه المعوقات بضعف الوعي الثقافي والسياحي بأهمية هذه المواقع والمعالم السياحية، ومحدودية وضعف تنوع البرامج والأنشطة السياحية والترفيهية الموجهة للفئات المختلفة من المجتمع الأردني، بالإضافة إلى ضعف الحوافز والمزايا التشجيعية اللازمة لتنشيط الحركة السياحية المحلية، مما يدفع بالكثير من الأردنيين إلى تفضيل وجهات خارجيّة قريبة ورخيصة نسبيًا عن السياحة في بلادهم.

## إحصاءات
أهم المؤشرات الإحصائية المتعلقة بقطاع السياحة خلال شهري كانون الثاني وشباط لعامي 2015 - 2016
| البيان                                               | 2015    | 2016    | نسبة التغيير |
| ---------------------------------------------------- | ------- | ------- | ------------ |
| إجمالي مجموع الزوار                                  | 733,966 | 665,262 | -9.4%        |
| عدد سياح المبيت                                      | 554,471 | 534,375 | -3.6%        |
| زوار اليوم الواحد                                    | 179,495 | 130,887 | -27.1%       |
| عدد سياح المبيت حسب المناطق                          |         |         |              |
| الدول الأفريقية                                      | 2,569   | 2,273   | -11.5%       |
| الدول الأمريكية                                      | 21,471  | 22,379  | 4.2%         |
| دول آسيا والباسفيك                                   | 29,875  | 29,632  | -0.8%        |
| الدول الأوربية                                       | 57,230  | 47,900  | -16.3%       |
| الدول الخليجية                                       | 91,849  | 79,194  | -13.8%       |
| باقي الدول العربية                                   | 157,030 | 138,470 | 57.7%        |
| مغتربون أردنيون                                      | 194,446 | 214,527 | 10.3%        |
| المصدر: البنك المركزي الأردني وإدارة الشرطة السياحية |         |         |              |

## معرض صور

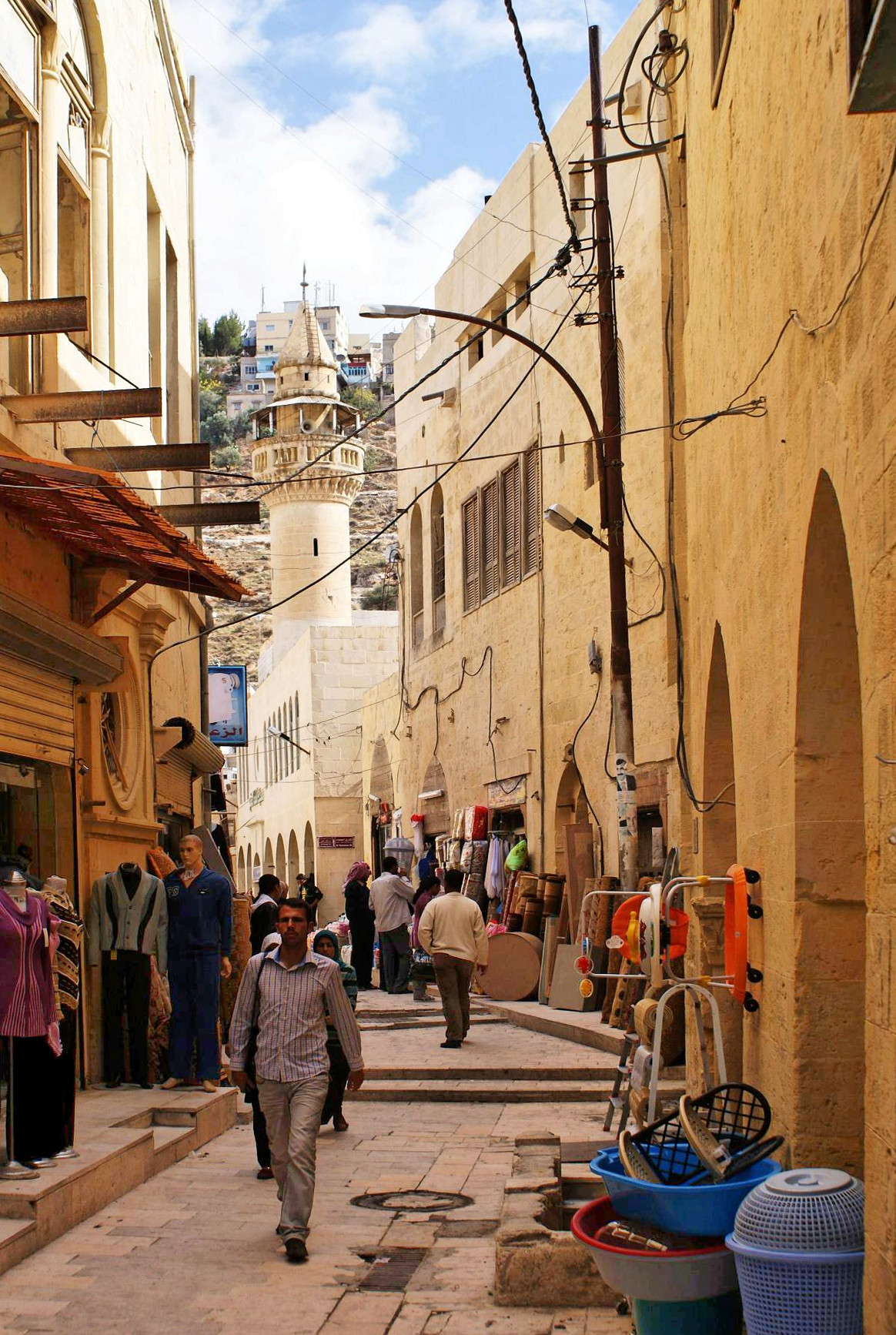
شارع الحمام، السلط
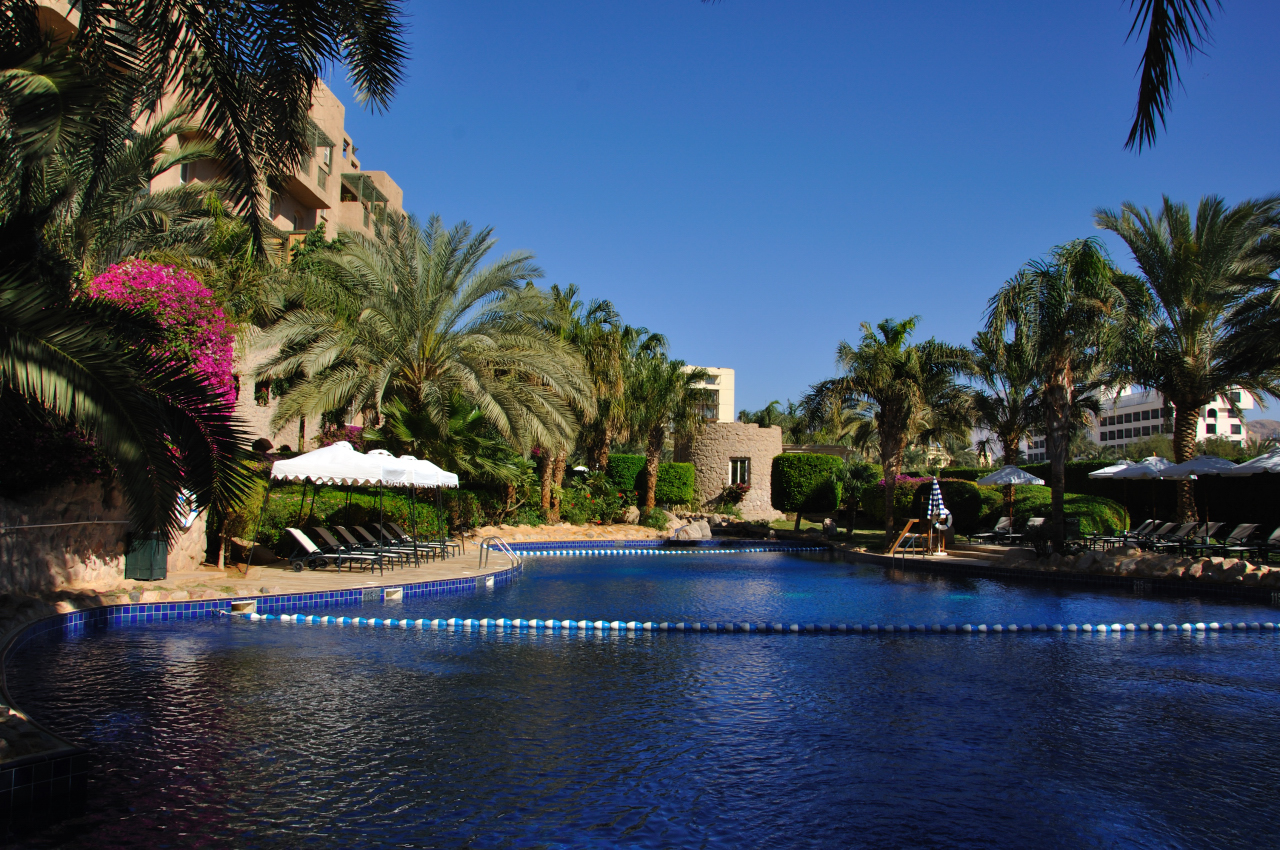
فندق في العقبة
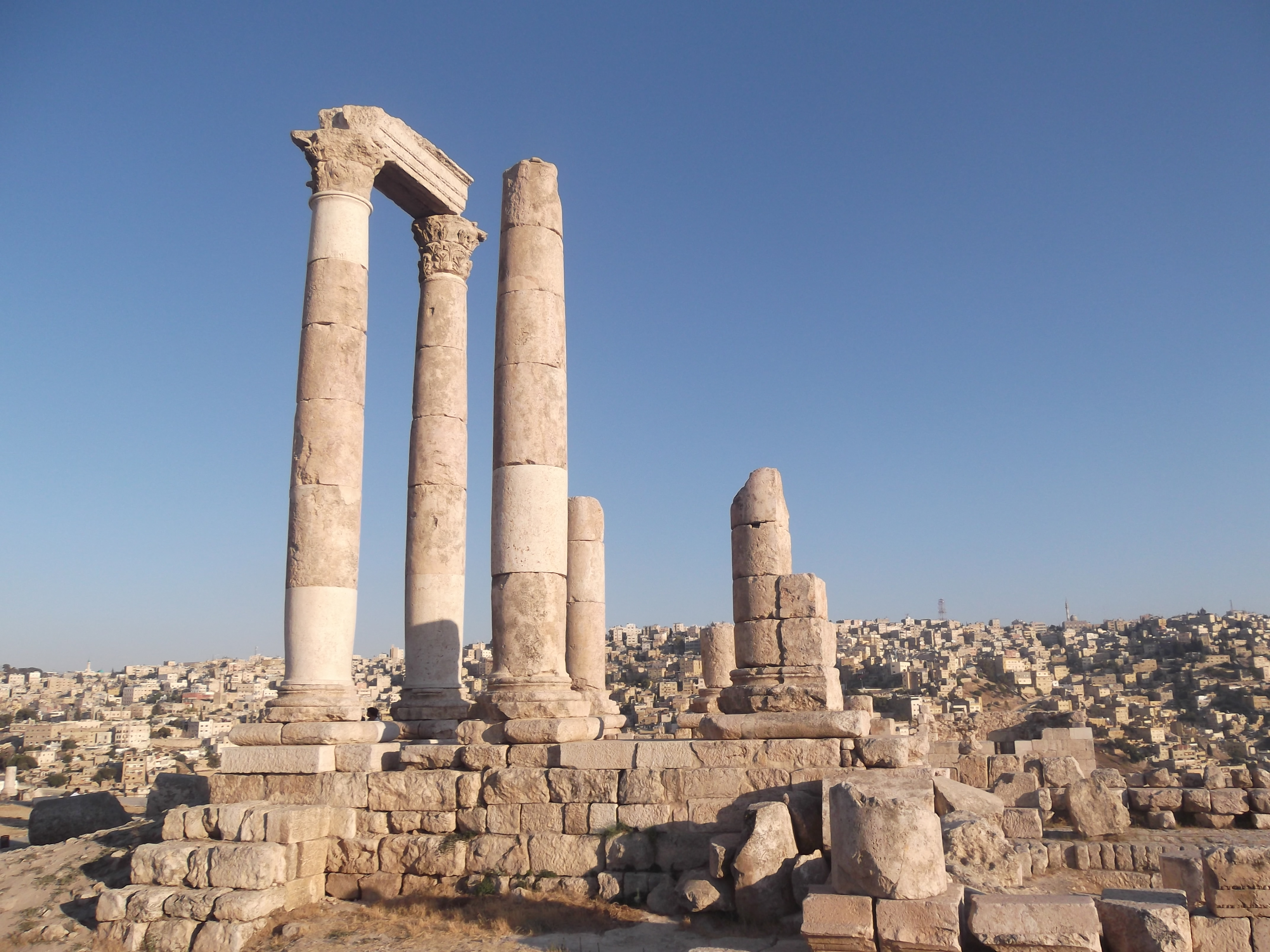
جبل القلعة بعمّان
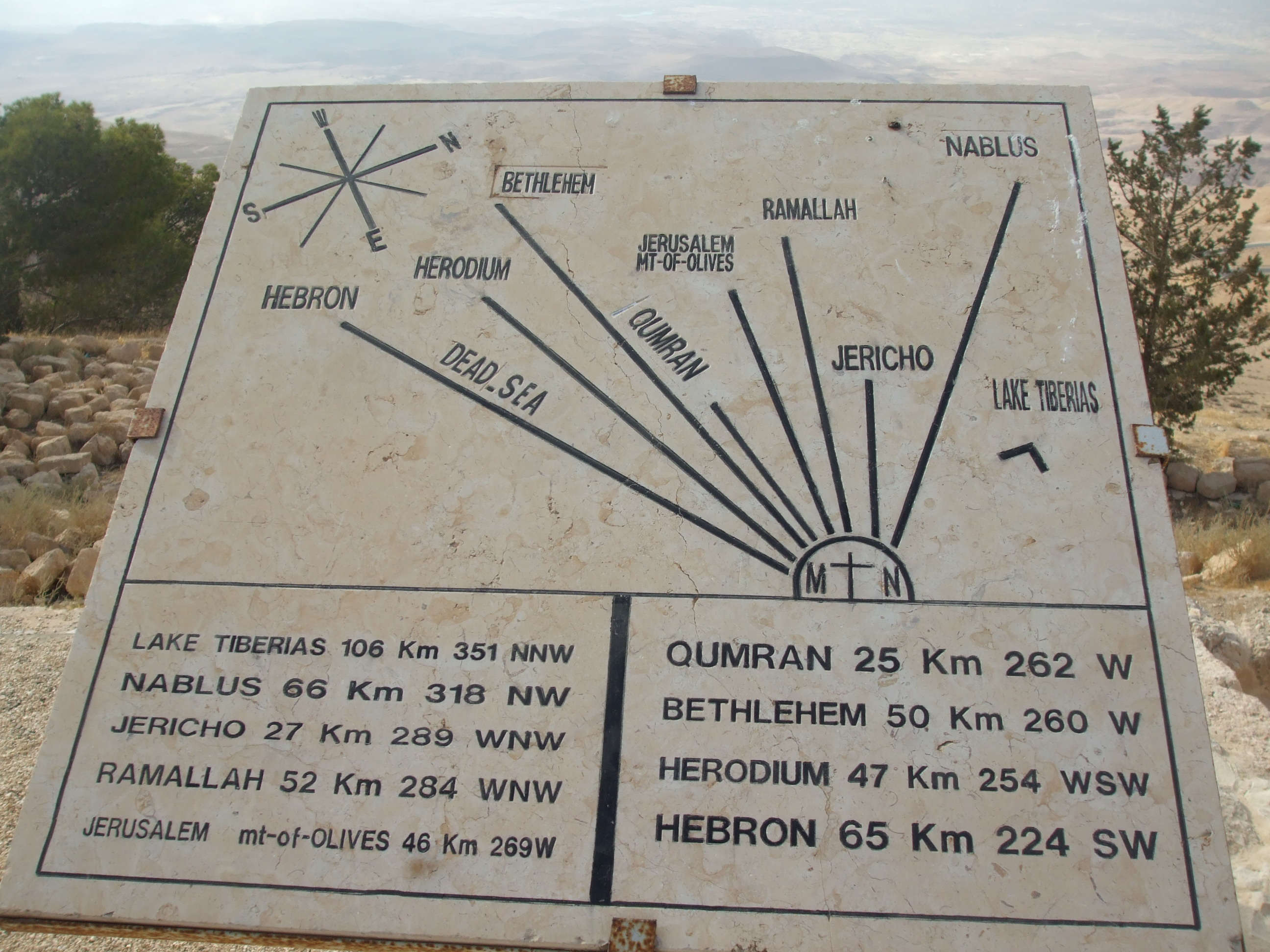
لوحة بانوراما جبل نيبو
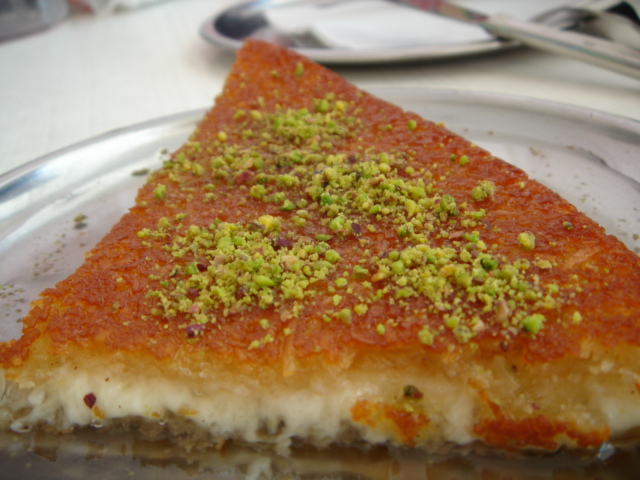
كنافة نابلسية
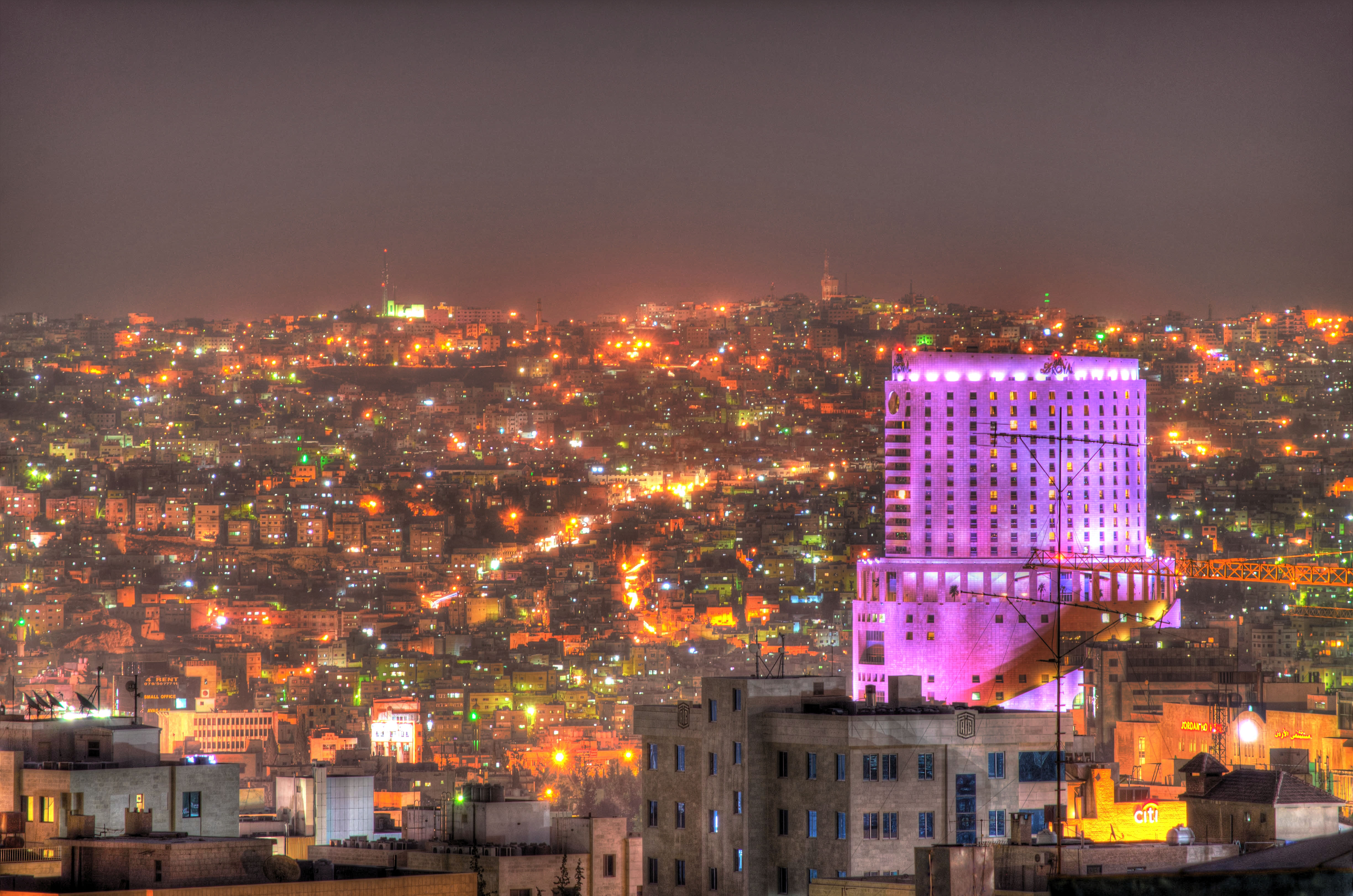
عمّان في المساء
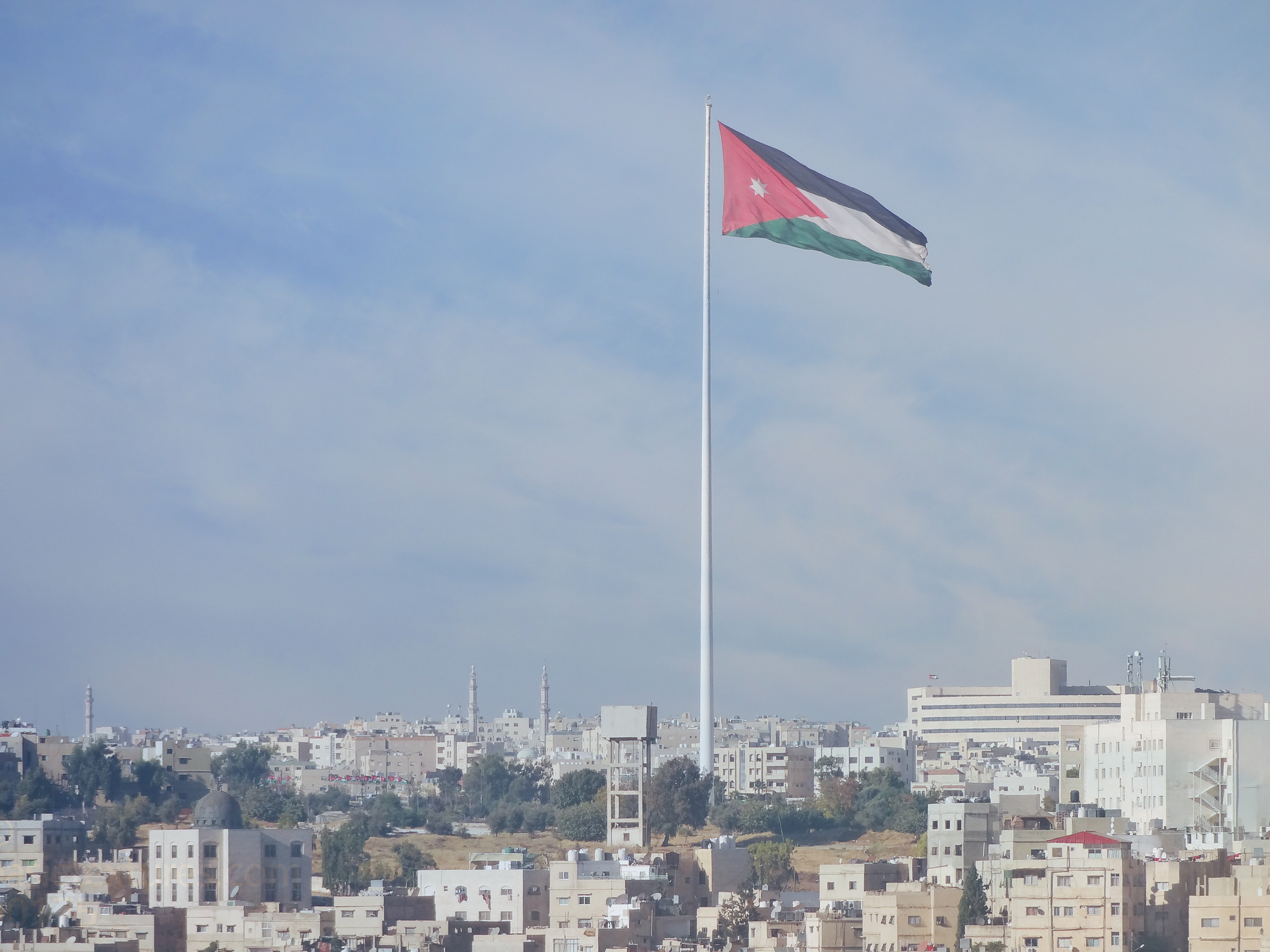
سارية رغدان في عمّان
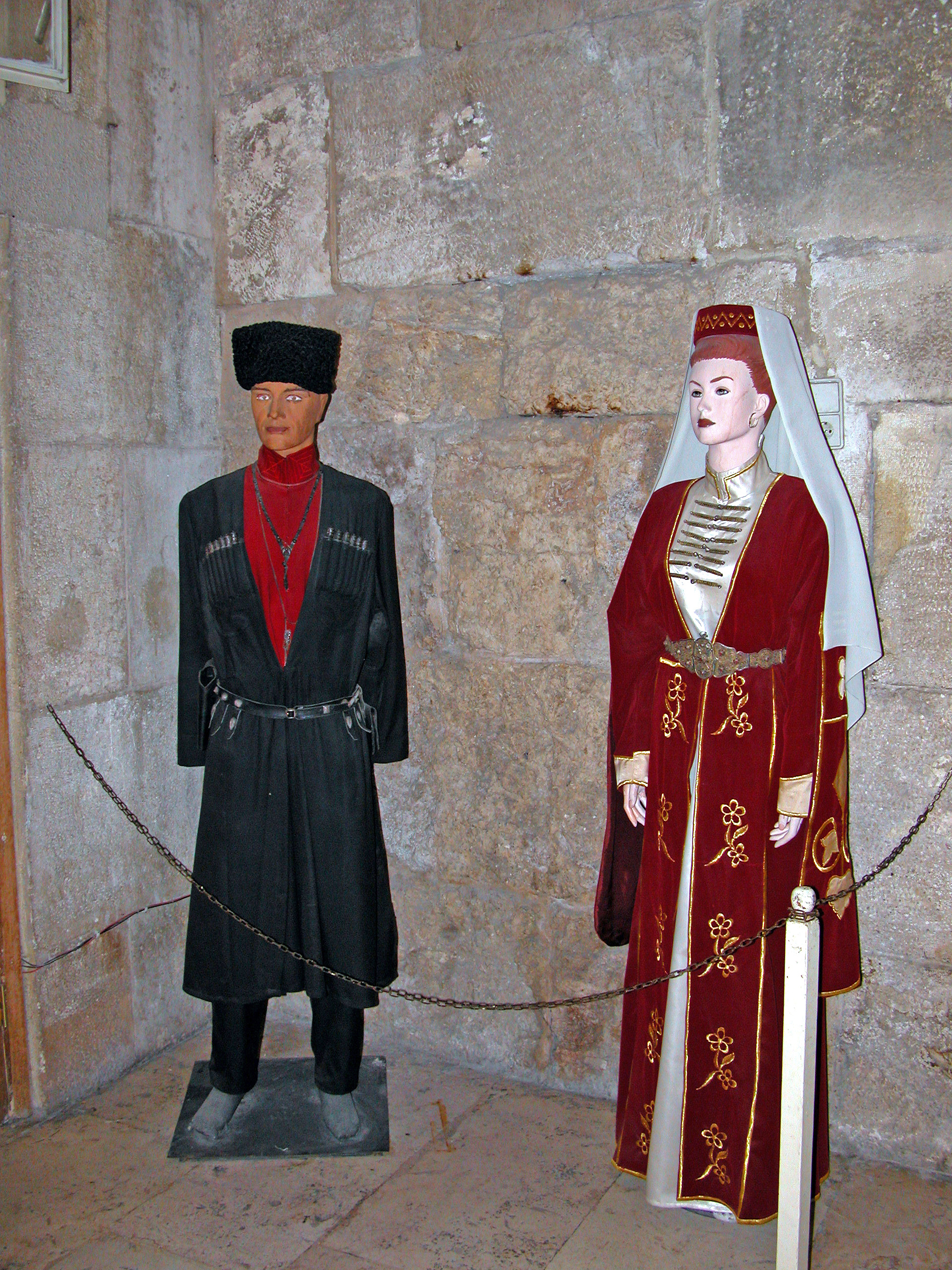
أزياء شعبية أردنية
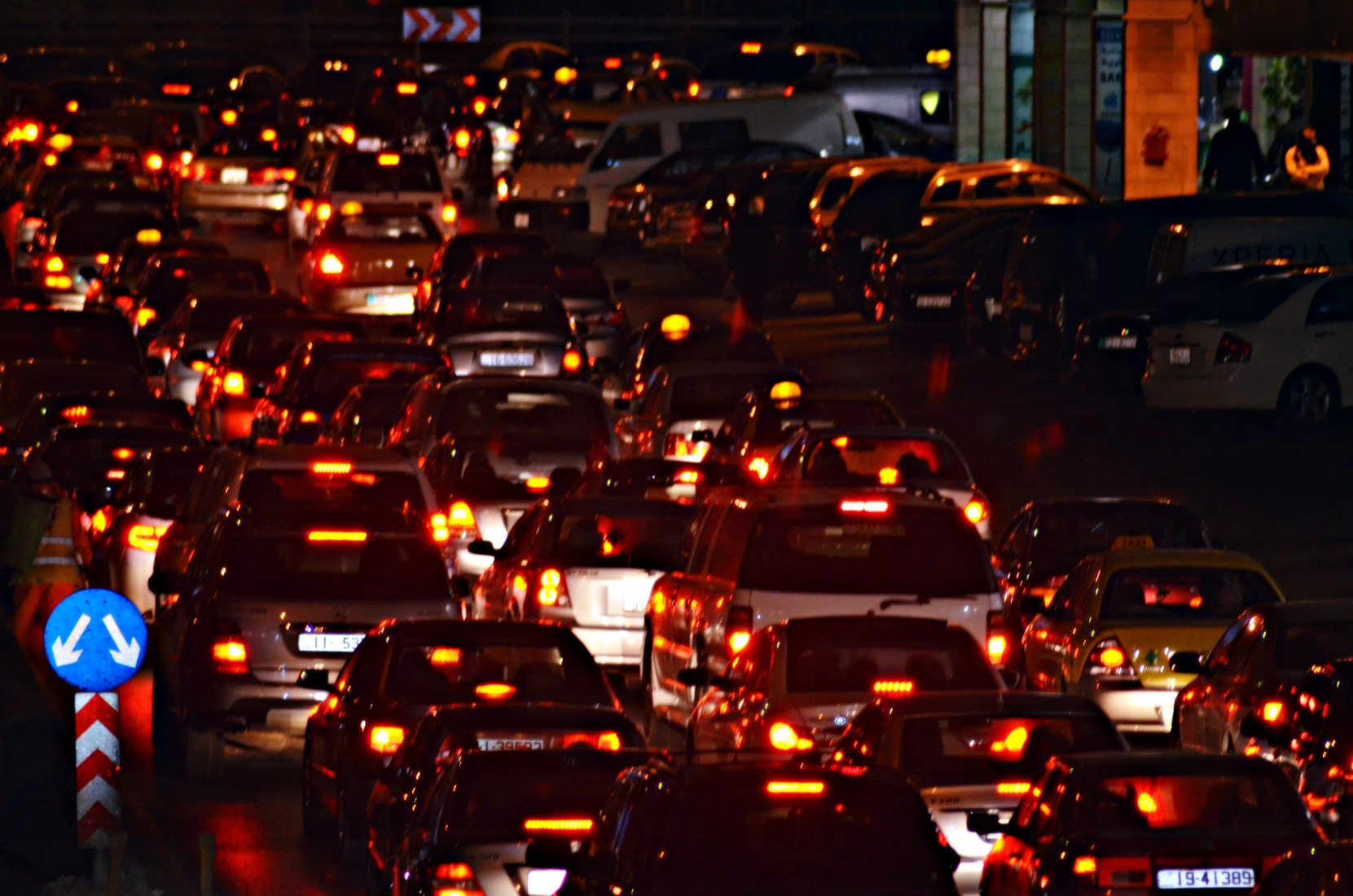
تزداد أعداد السياح صيفًا
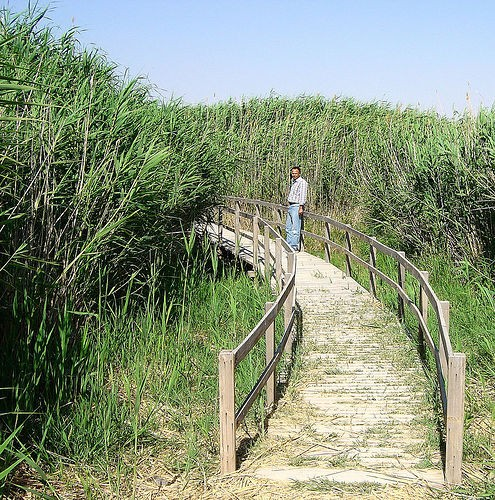
محمية الشومري في الأزرق
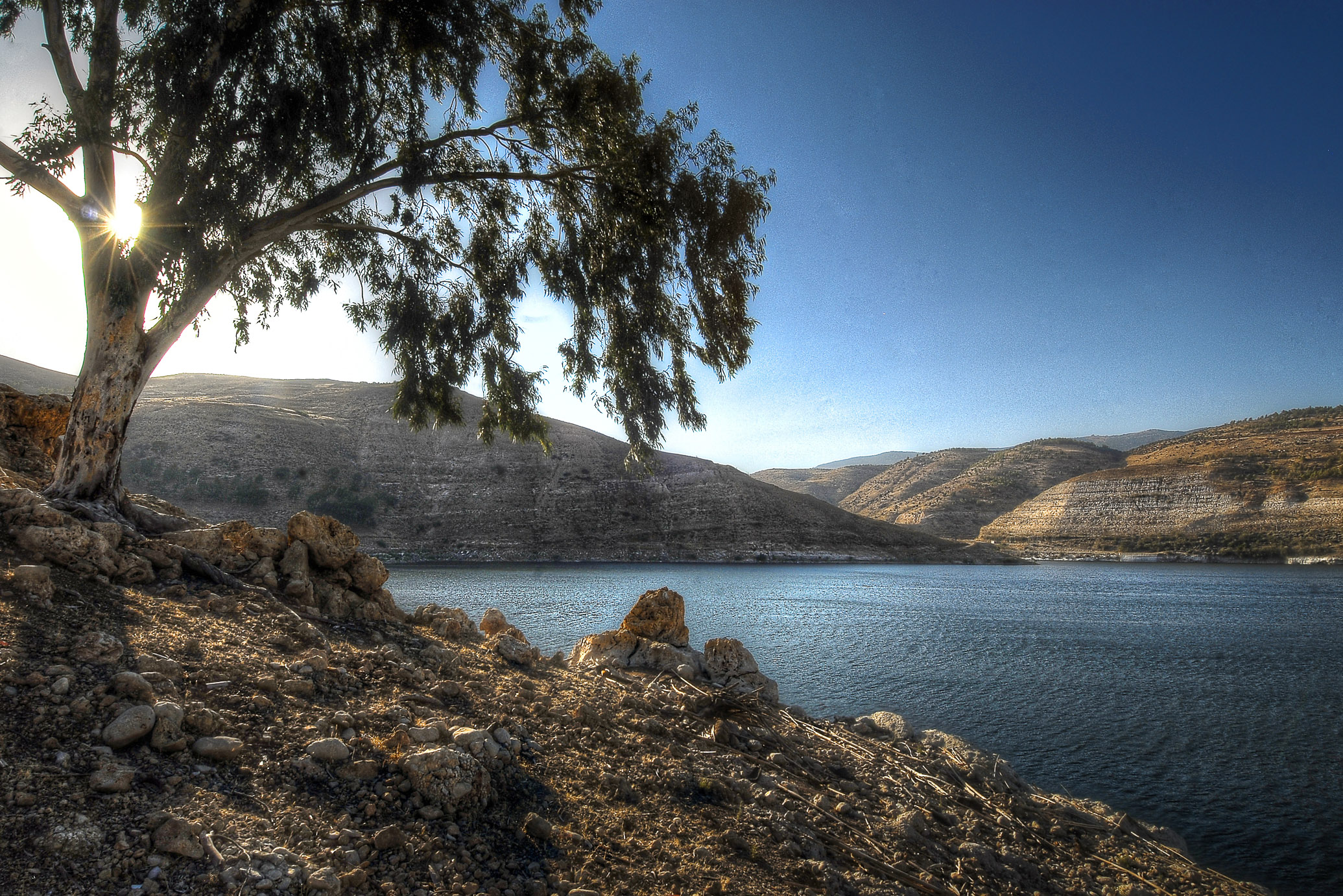
بحيرة سد الملك طلال
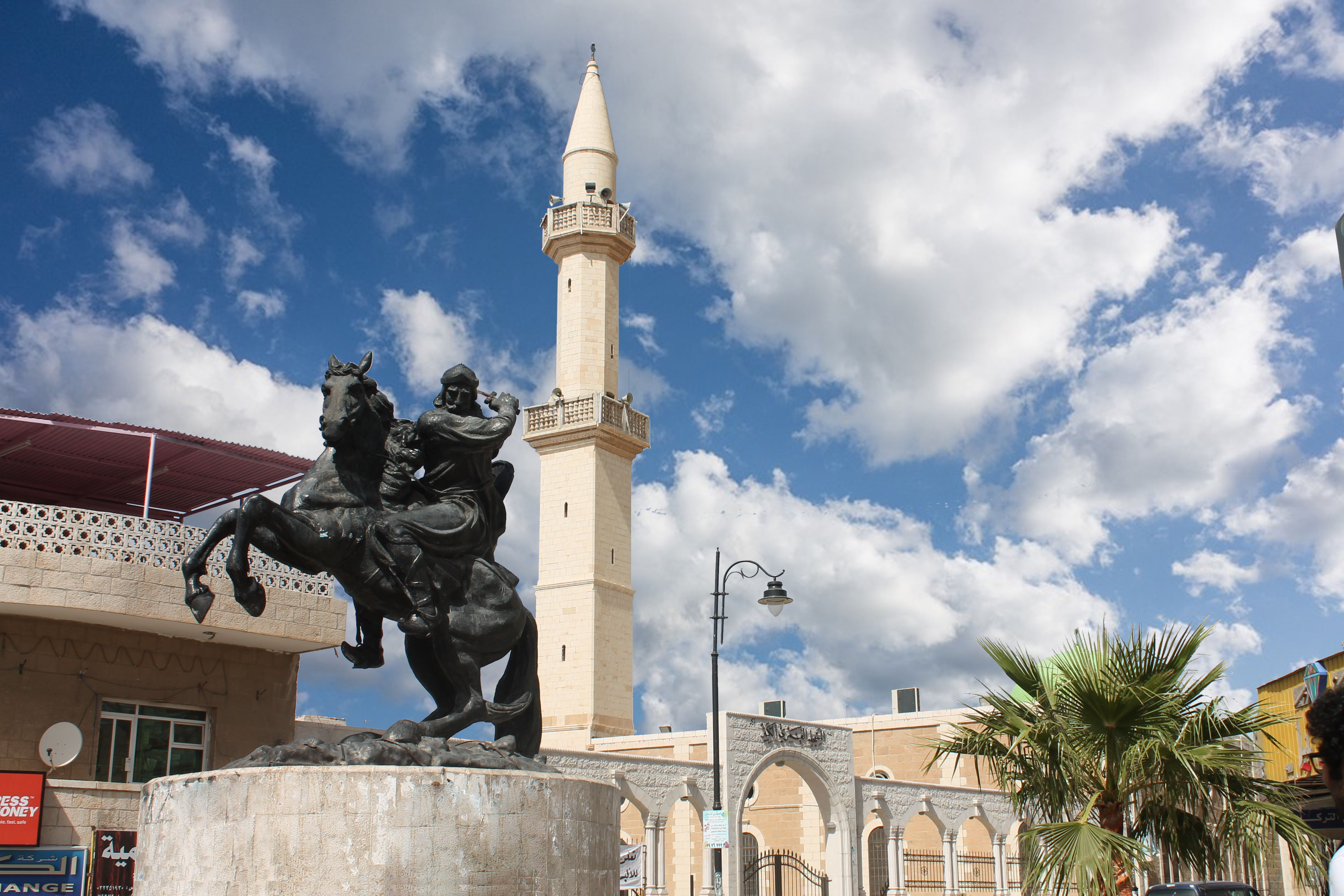
تمثال صلاح الدين الأيوبي وسط الكرك
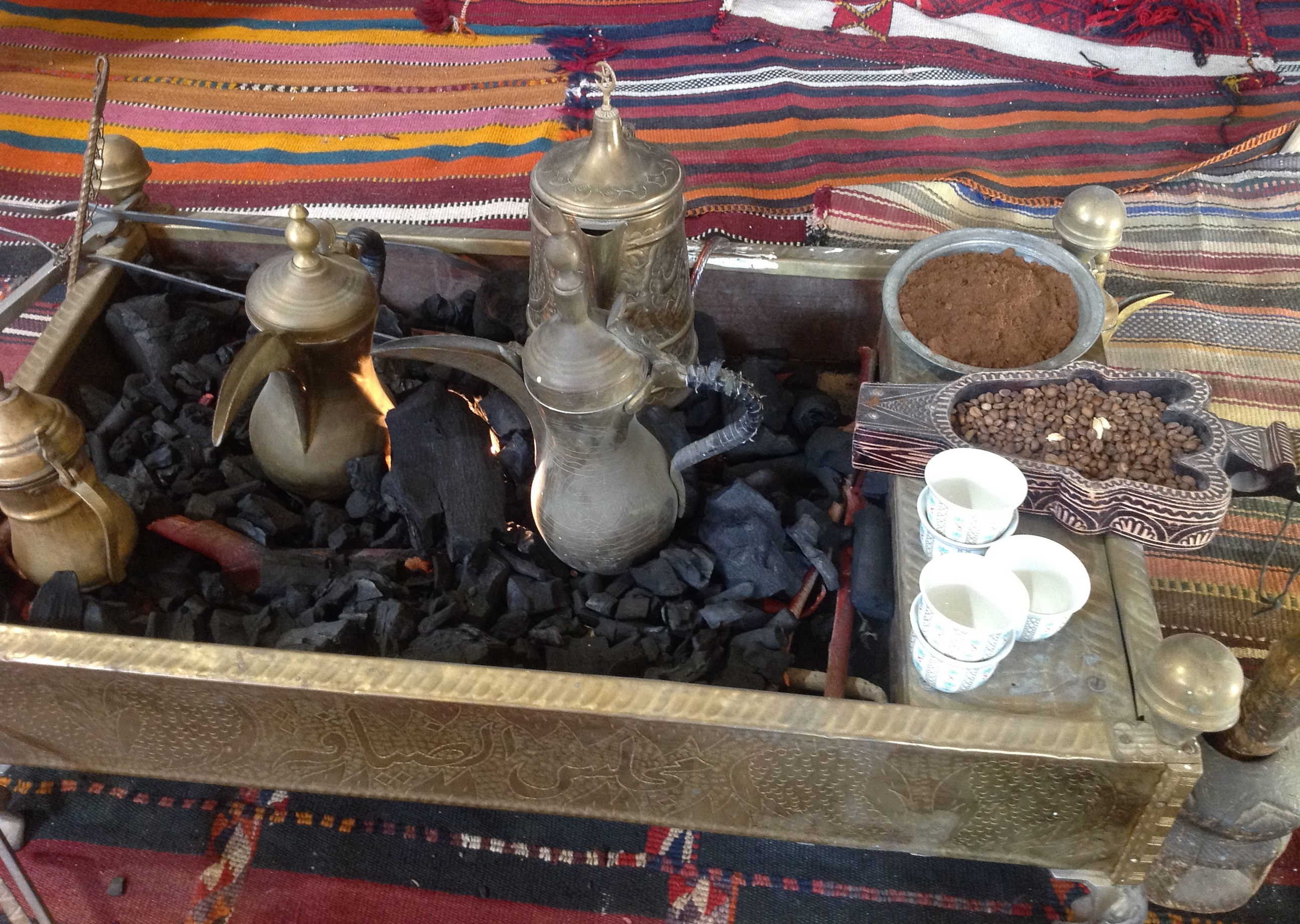
أدوات صناعة القهوة العربية بالأردن
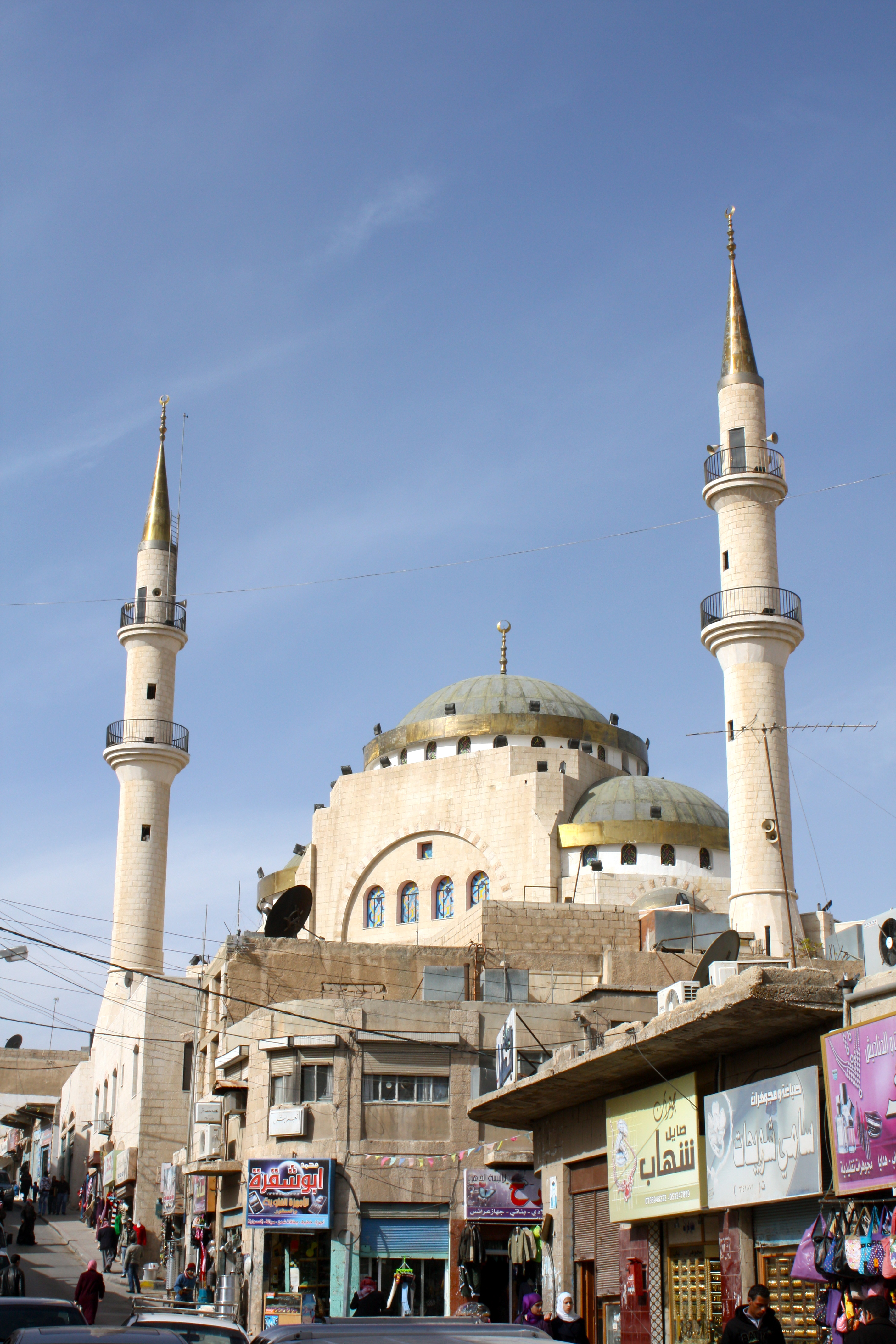
وسط مدينة مادبا
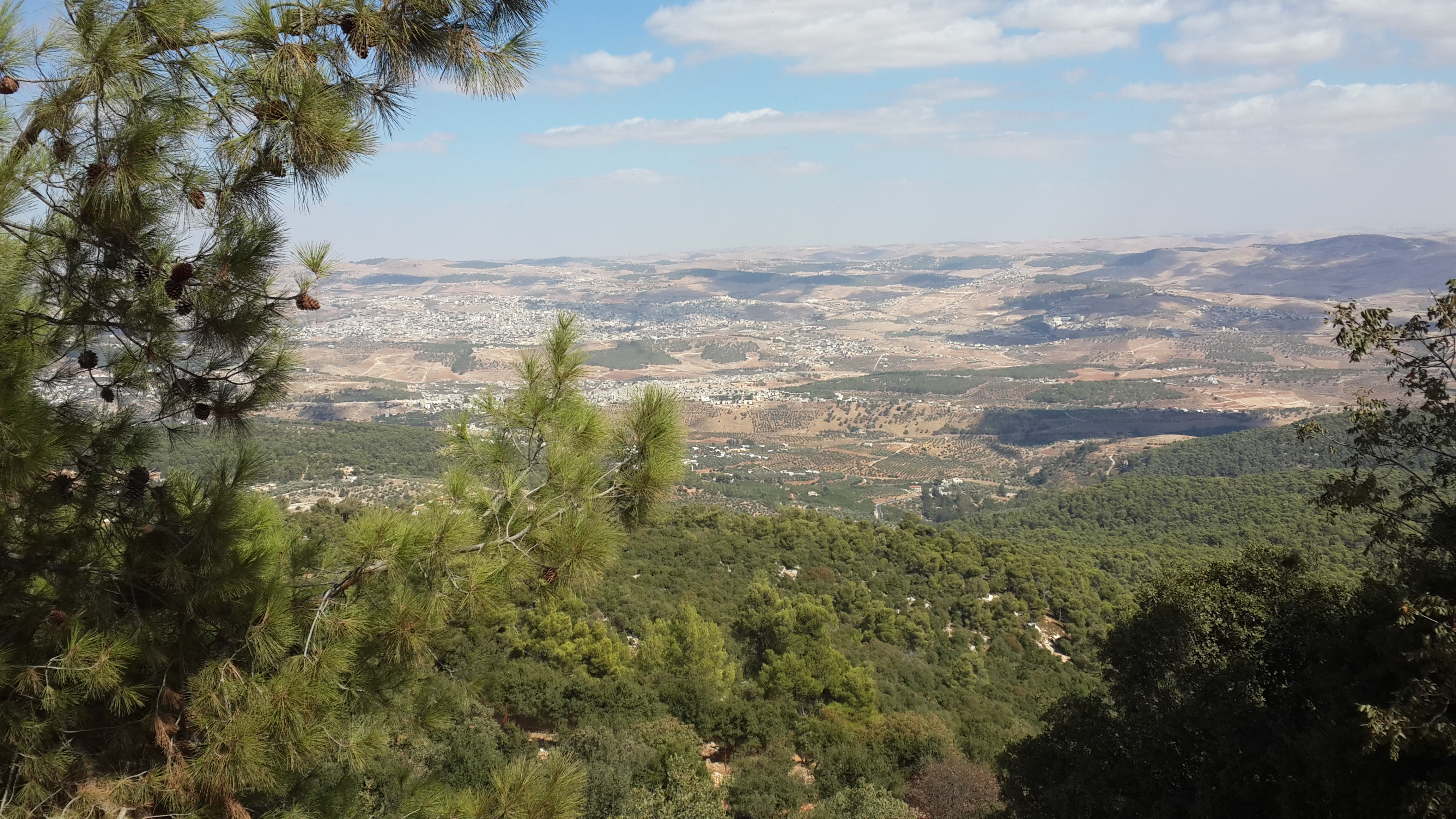
غابات دبّين في محافظة جرش.
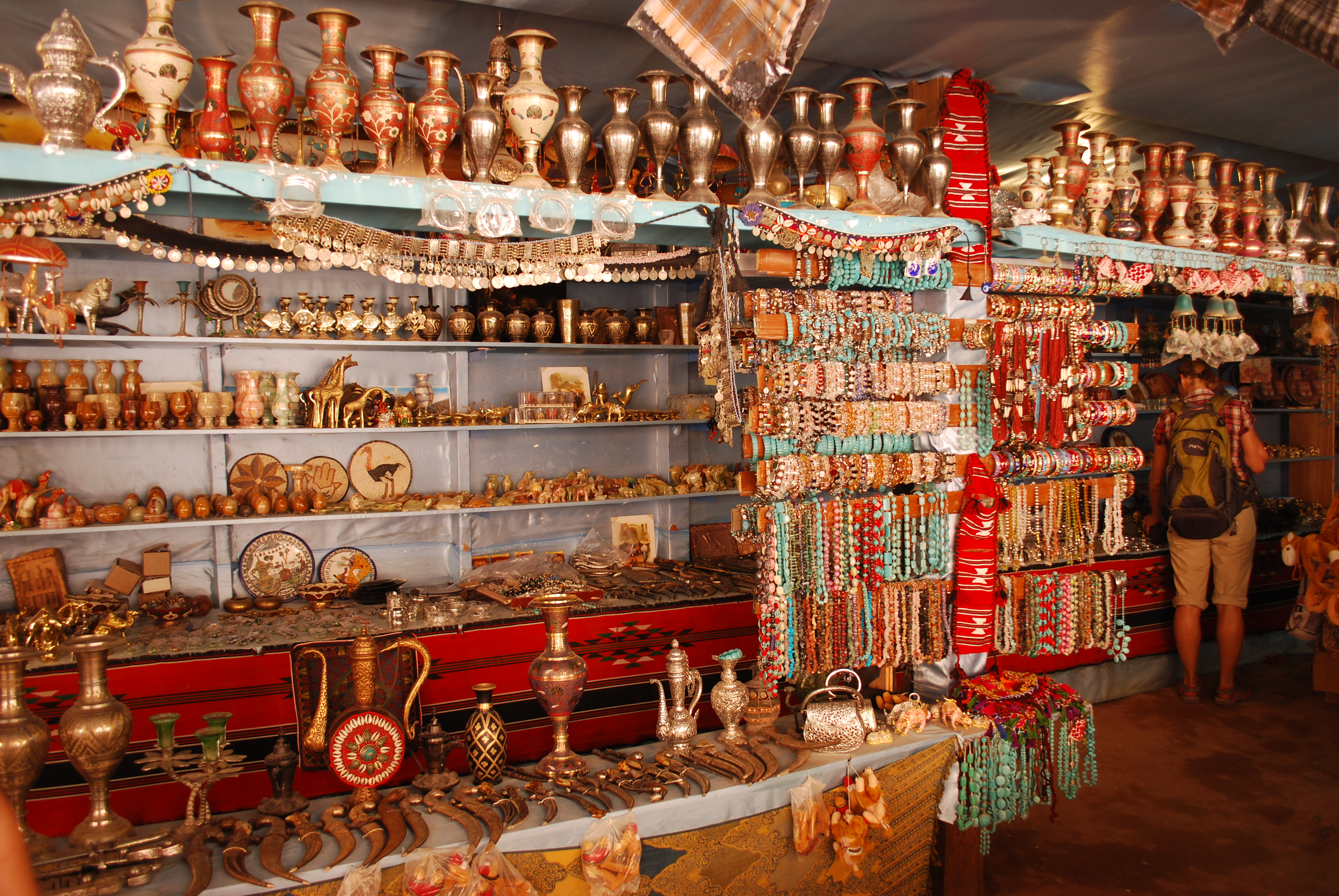
تراثيات أردنية
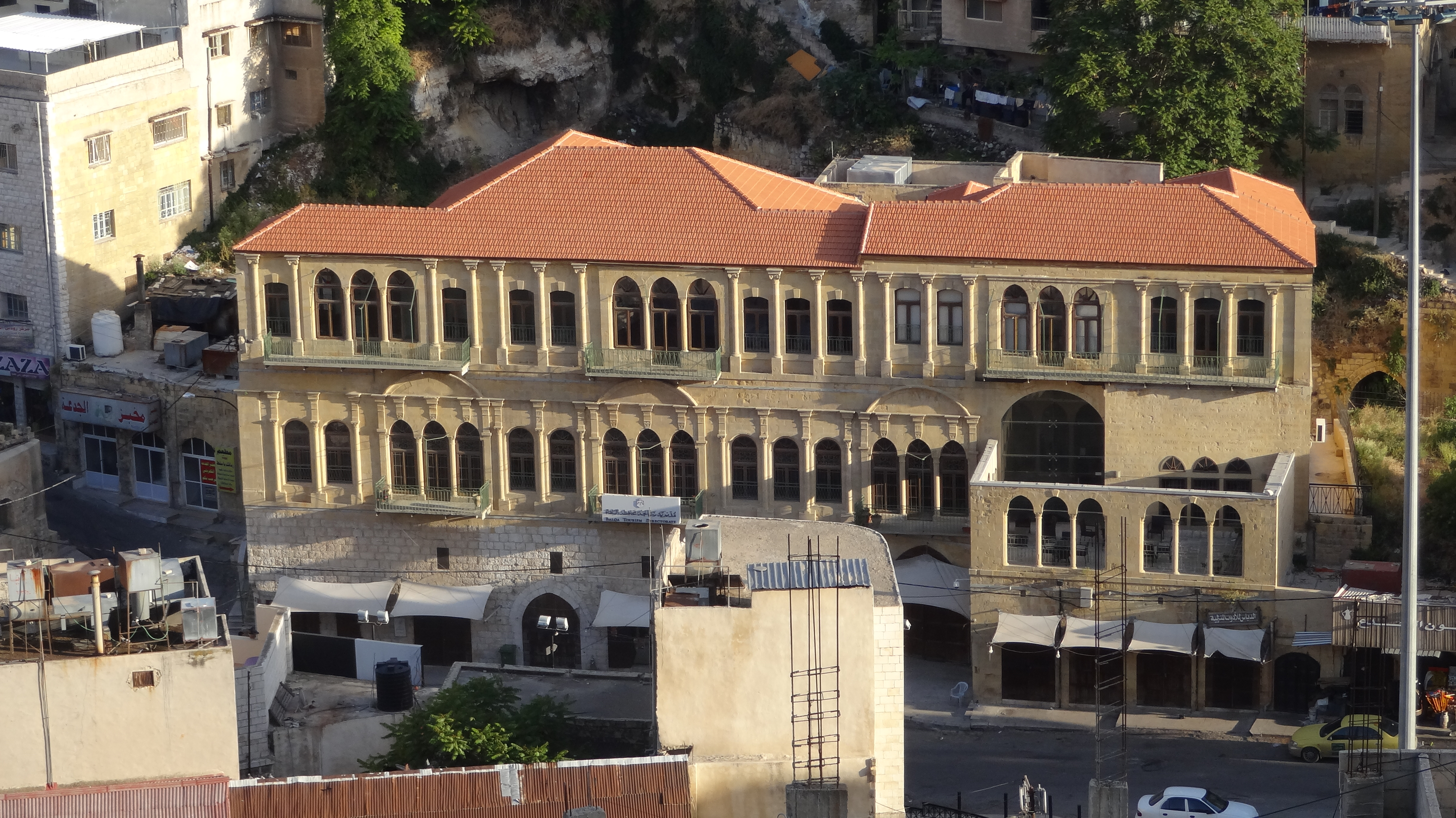
متحف السلط التراثي.
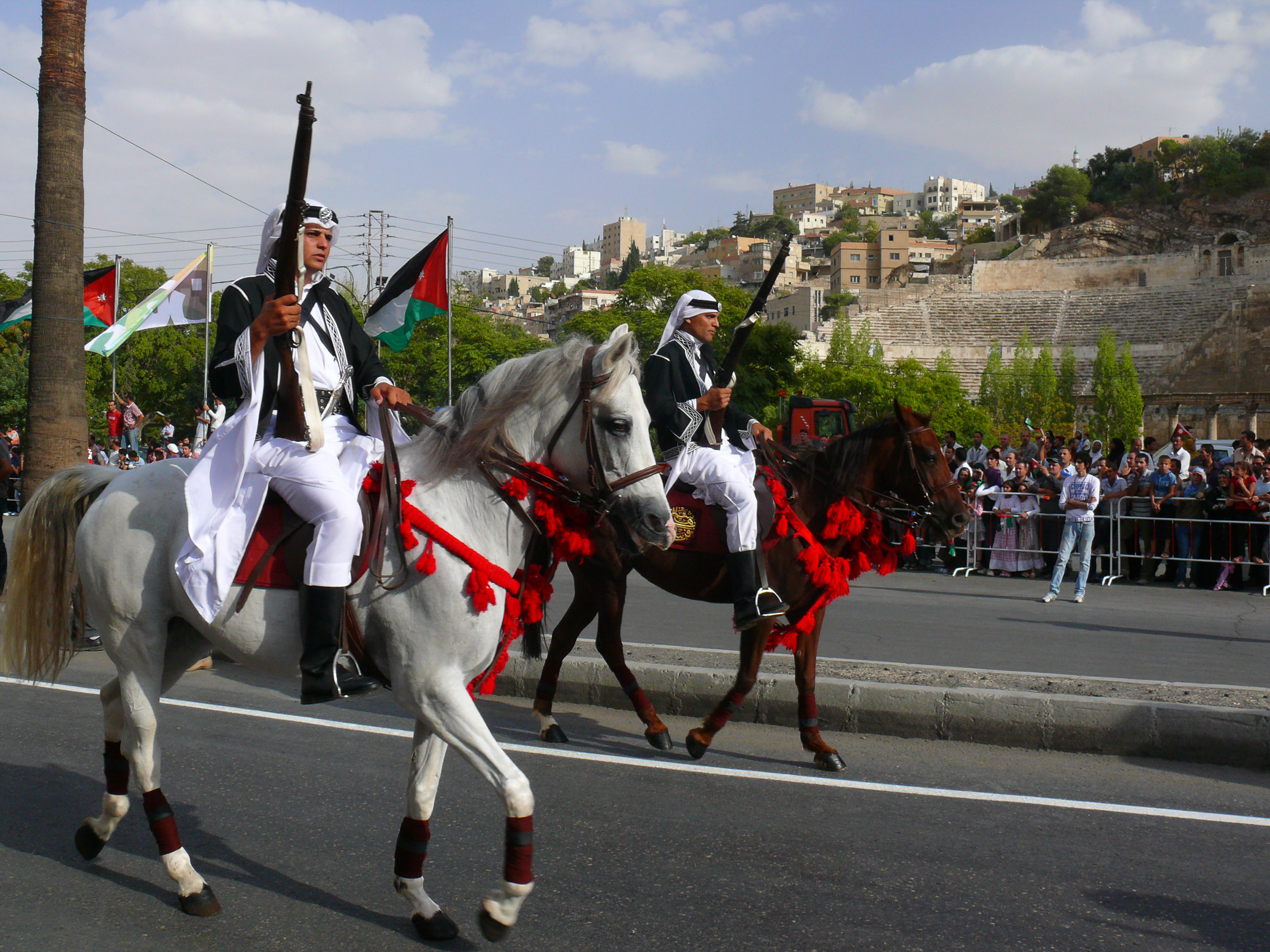
إحتفال شعبي بوسط عمّان
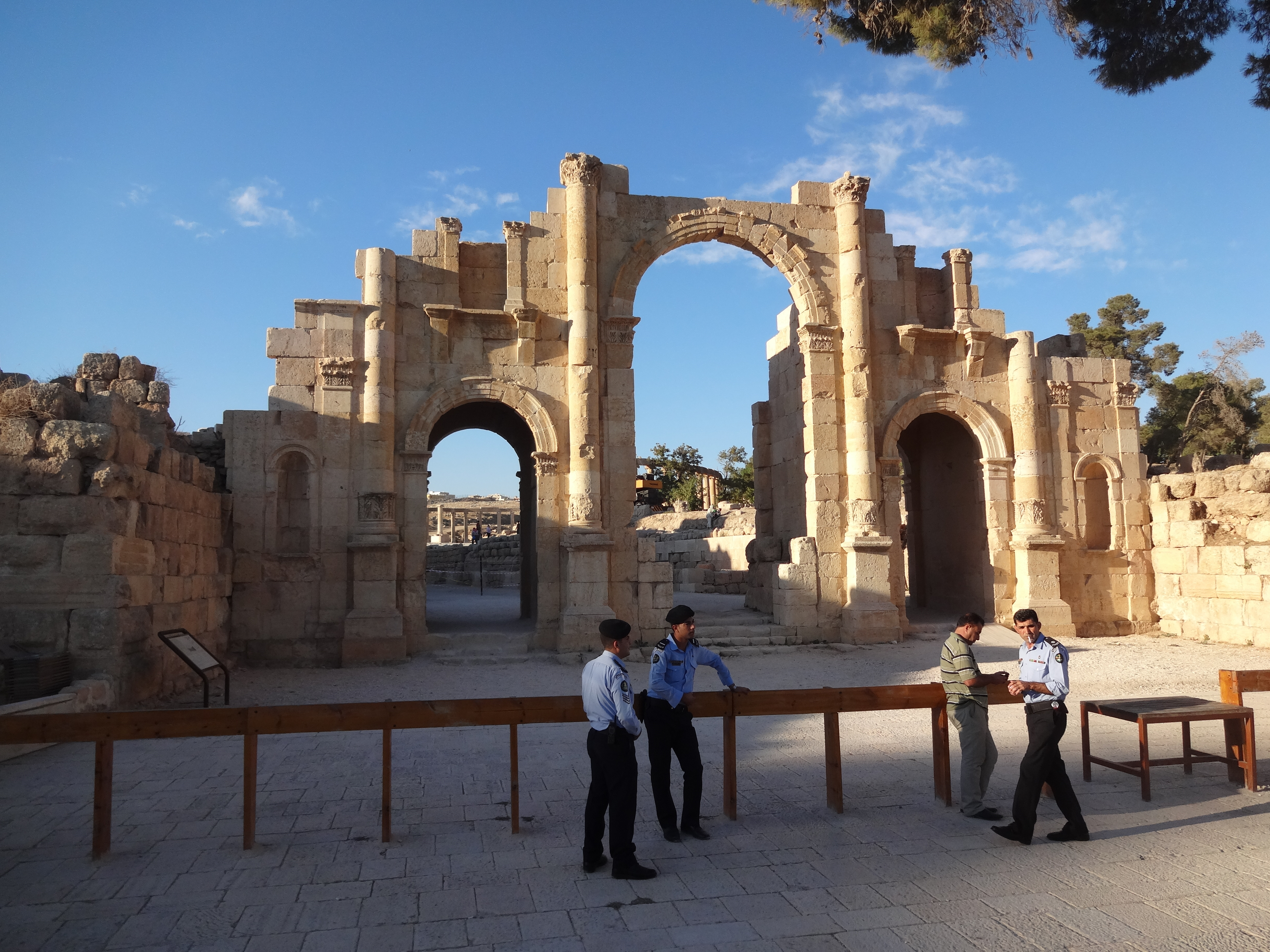
الشرطة السياحية في جرش.
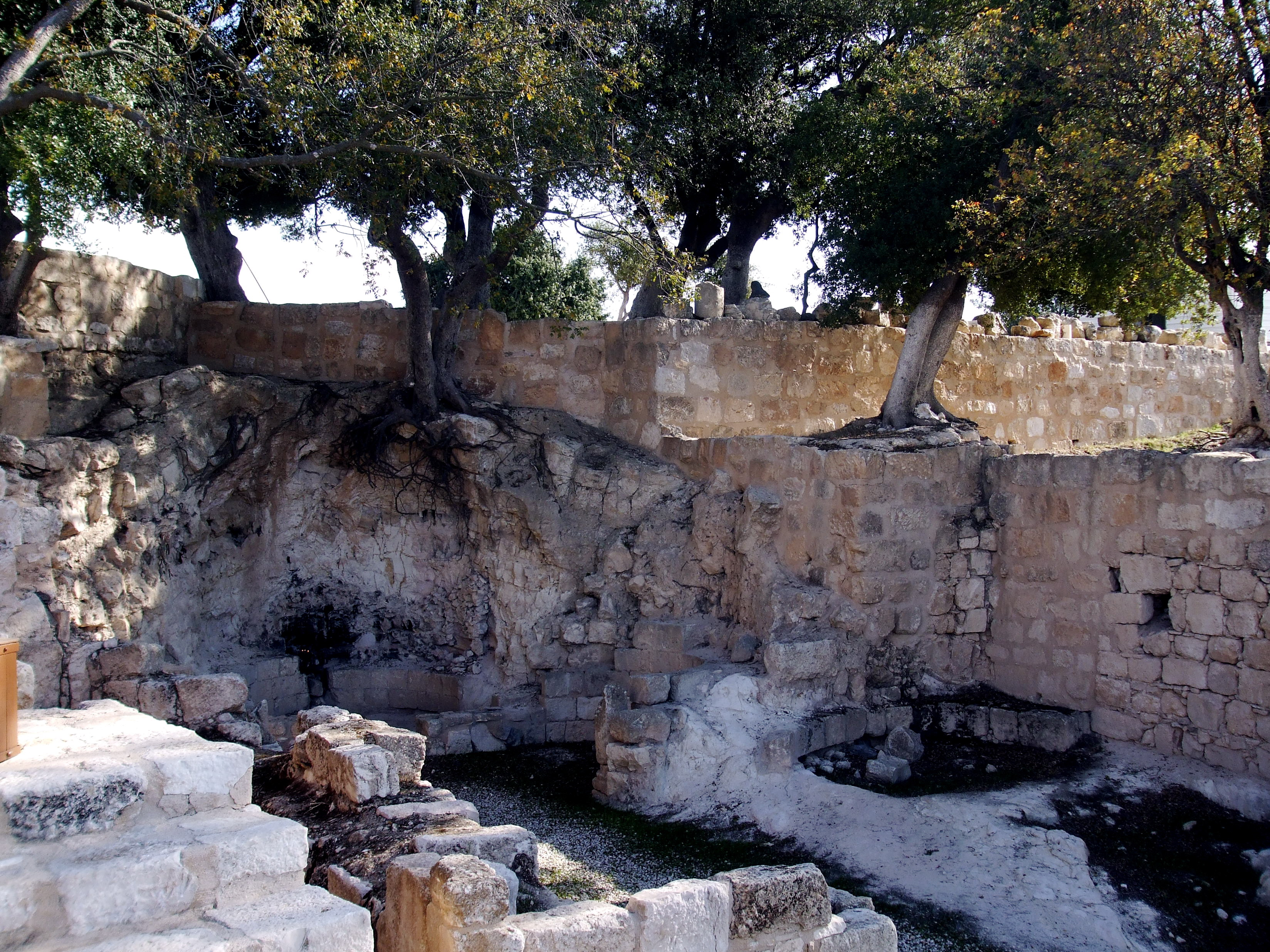
تل مار الياس بعجلون
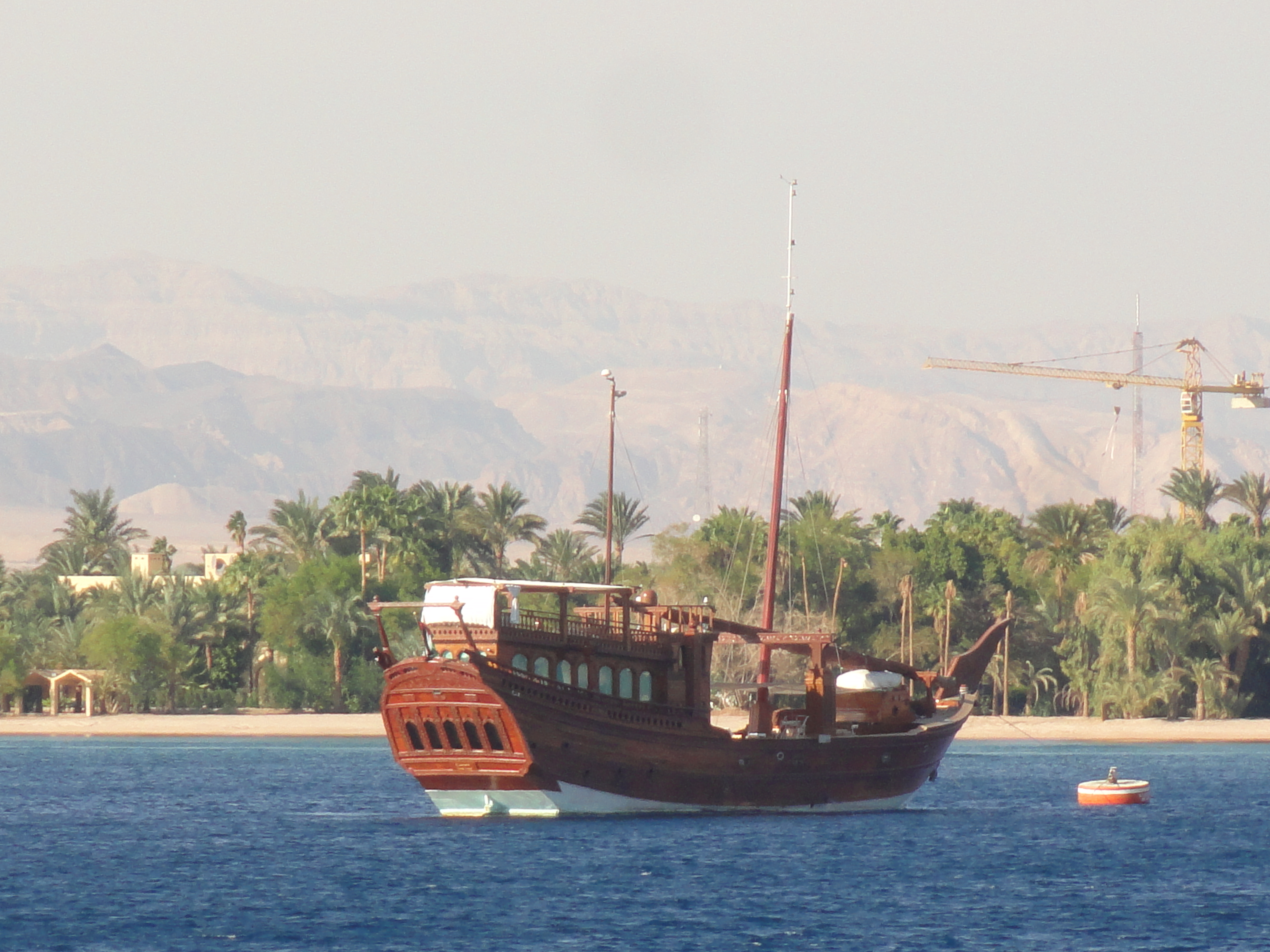
ميناء العقبة

## وصلات خارجية
- موقع وزارة السياحة والآثار الأردنية
- موقع هيئة تنشيط السياحة الأردنية و قناتها على يوتيوب
- موقع دائرة الآثار العامة الأردنية
- الحصول على تأشيرة - مركز الاتصال الوطني | موقع الحكومة الإلكترونية الأردنية
- موقع زيارة البتراء
- إحصاءات السياحة الأردنية | جمعية وكلاء السياحة والسفر الأردنية
- دراسة عن قطاع السياحة والفنادق - 2011 | المحفظة الوطنية للأوراق المالية
- مسار درب الأردن